# Le Quart Livre
Vous lisez un « bon article » labellisé en 2023.
Le Quart Livre est un roman écrit par François Rabelais et publié dans sa version définitive en 1552. Cette suite des aventures de Pantagruel germe dans un contexte délicat pour l’écrivain, mis en difficulté par les théologiens de la Sorbonne après la publication du Tiers Livre. Il parvient cependant à obtenir la protection du cardinal Odet de Coligny et l'ouvrage connaît un succès rapide malgré une nouvelle tentative de censure. Les prologues témoignent de ce contexte polémique.
Écrit avec la verve comique dont François Rabelais est coutumier, le roman consiste en un récit de voyage en mer où les protagonistes rencontrent des créatures et des lieux invraisemblables qui entrent en résonance avec les préoccupations humanistes de l'auteur. À la suite de leur décision prise à la fin du Tiers Livre, Pantagruel, Panurge et leurs compagnons embarquent sur la Thalamège vers l'oracle de la Dive Bouteille qu'ils atteindront dans Le Cinquième Livre.
Le roman reprend des caractéristiques du récit de voyage, en lien avec la curiosité pour les nouvelles contrées explorées dans le cadre des grandes découvertes. Il en détourne cependant l'esprit par son tour satirique et les éléments merveilleux. L'itinéraire s'inspire de la mythologie grecque et en particulier de la quête de la toison d'or.
L'architecture du roman est diversement interprétée : une juxtaposition d'épisodes indépendants sans cohésion d'ensemble, un récit structuré par des constances thématiques (les sacrements, la tempête, les monstres) ou au contraire un texte fortement structuré dont le centre serait le combat contre le Physetère.
La narration comporte une forte dimension allégorique, notamment par l'énumération des lieux. Elle est cependant obscurcie par le mélange des registres et est tournée en dérision par le narrateur lui-même. En revanche, la satire incarne plus ouvertement les convictions humanistes de François Rabelais, qui attaque la vénalité de la justice et surtout reprend les critiques évangélistes contre les abus de la papauté.
Le style du Quart Livre cultive le goût de l'érudition joyeuse. Les calembours, les proverbes, les apophtegmes, les listes et les onomatopées relèvent ainsi à la fois d'un jeu linguistique et d'une réflexion sur les mots. La fin du roman, en particulier l'épisode des paroles gelées, montre bien la place que le langage occupe dans la trame narrative, l'interprétation des signes étant au cœur de ce passage.
Comme dans les autres romans rabelaisiens, la dimension comique du Quart Livre est marquée par une certaine ambivalence : des éléments farcesques volontiers cruels sont contrebalancés par les idéaux humanistes. Cette ambivalence se retrouve dans la représentation des monstres, qui construisent la dimension burlesque et merveilleuse du récit tout en étant riches d'implications symboliques, ou encore dans les thèmes obscènes qui participent à la charge satirique du roman tout en renvoyant à sa dimension carnavalesque et aux idéaux évangéliques.
François Rabelais emprunte à de nombreuses sources antiques et contemporaines pour construire son roman, comme Lucien de Samosate ou Teofilo Folengo. Le recours à Hippocrate témoigne de son intérêt pour la médecine tandis que les emprunts à différents genres dramatiques donnent un aspect théâtral à plusieurs scènes.

## Genèse

### Contexte biographique

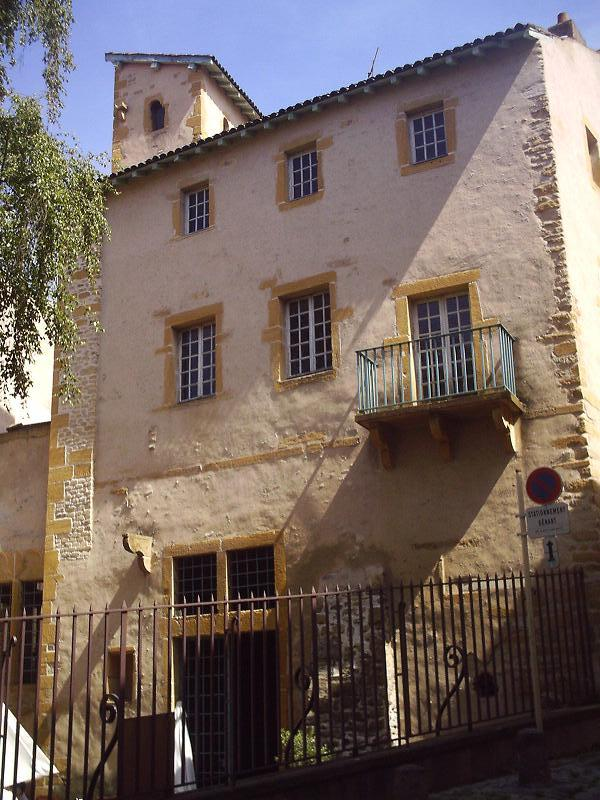
Chapelle mitoyenne à la maison de Rabelais à Metz.

Les déplacements et les activités de Rabelais entre la publication du Tiers Livre en 1546 et la version finale du Quart Livre en 1552 sont mal connus. La condamnation du Tiers Livre par les autorités de la Sorbonne le pousse à s'exiler à Metz, qui est alors une ville libre d'Empire, où il accomplit peut-être une mission diplomatique pour le compte des Du Bellay. Il y écrit sans doute au moins une partie du Quart Livre de 1548, comme le laissent penser des allusions aux dernières sessions du concile de Trente. François Ier, favorable à Rabelais, meurt le 31 mars 1547. Il est possible que Rabelais accompagne son protecteur le cardinal Jean du Bellay lors de son voyage vers Rome, où ce dernier arrive le 27 septembre 1547, ou qu'il le rejoigne plus tard, après avoir déposé le manuscrit inachevé de son dernier roman à Lyon entre l'été 1547 et le début de 1548. En 1549 paraît la Sciomachie, où l'écrivain célèbre l'implication du cardinal au service de la couronne. Les circonstances de la publication sont plus favorables en 1552, Rabelais assistant à l’impression de son livre et bénéficiant de l'appui direct d'Odet de Coligny et de Henri II.

### DuQuart Livrede 1548 à celui de 1552
La première version du Quart Livre, parue en 1548, ne comporte que onze chapitres. Trois éditions ont été conservées : deux parues à Lyon sans nom d'éditeurs mais vraisemblablement sorties des ateliers de Pierre de Tours, l'une avec la mention de ce dernier mais sans date. Il détonne par son caractère inachevé et se termine au milieu d'une phase complétée par une formule d'avocat : « Vray est que quia plus n'en dict. » Plusieurs hypothèses tentent d'expliquer cette parution manifestement hâtive : un vol de manuscrit, que démentent la présence d'un prologue et le privilège royal de 1550 ; des raisons économiques supposées par les difficultés financières de l’écrivain ou une volonté de répondre à l'actualité politique immédiate, comme le refus de Charles Quint d'admettre Henri II au sein de l'ordre de la Toison d'or. Les éditions sorties des presses de Pierre de Tours n'ayant pas les caractéristiques orthographiques de l'écrivain, il est plausible que celui-ci confia le manuscrit à un éditeur parisien, qui le publia dans une édition perdue, reprise ensuite par Pierre de Tours, qui imposa les usages de son atelier.
La version définitive sort le 28 janvier 1552 chez Michel Fezandat, accompagnée d'un court texte, la « Briefve declaration », une forme de lexique dont l'attribution à Rabelais a été un temps débattue. La vente du roman est suspendue deux semaines par le Parlement en raison de la censure de la faculté de théologie. Celle-ci ne réussit néanmoins pas à entraver le succès rapide de l'ouvrage, comme le montrent les rééditions et les contrefaçons avérées dès cette année-là.

## Résumé analytique

### Des prologues sur la défensive

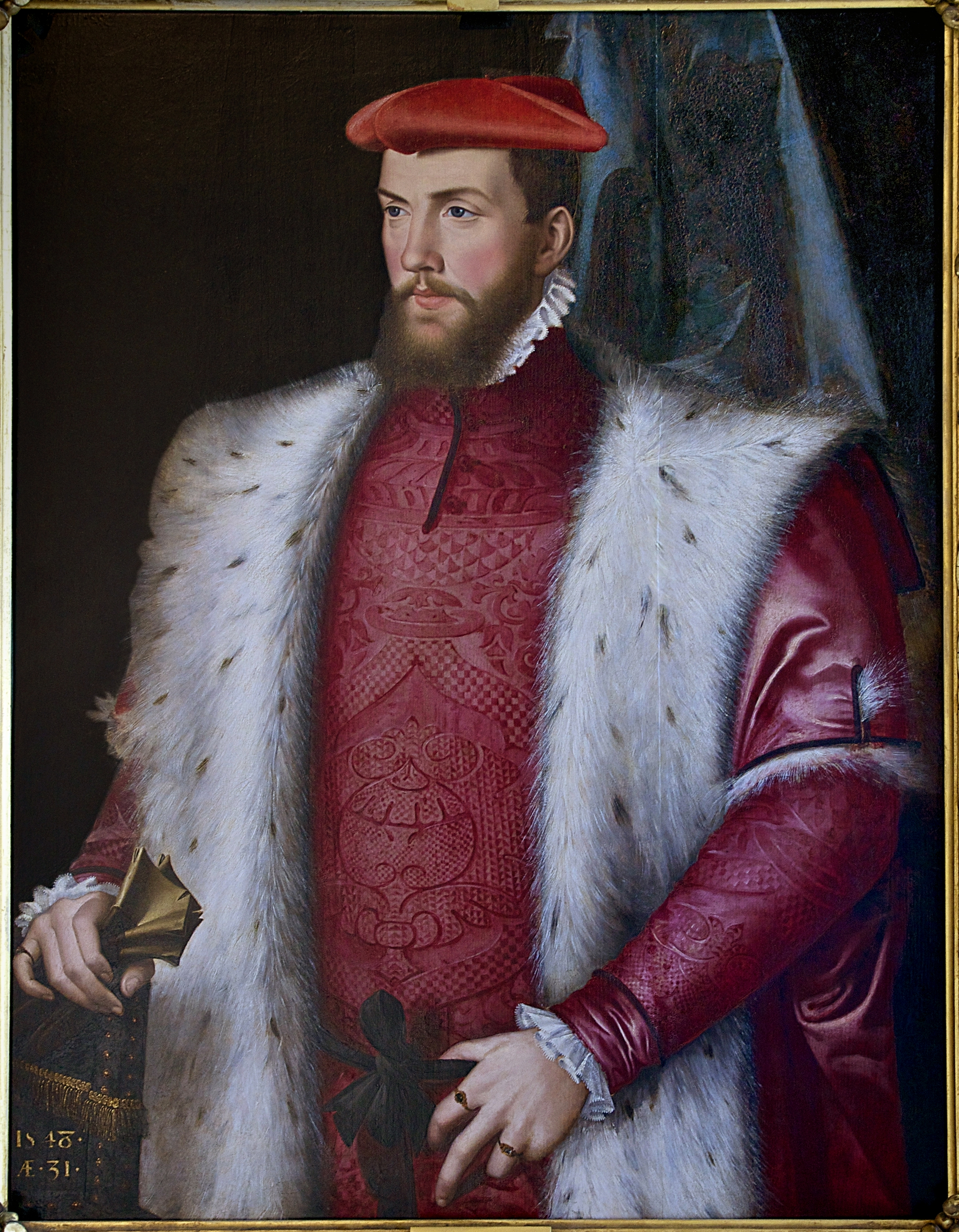
Le cardinal Odet de Coligny, formé par Nicolas Berauld, un admirateur d’Érasme comme Rabelais, a entre 28 et 30 ans lorsqu'il accorde sa protection à l'humaniste tourangeau, alors âgé d'une cinquantaine d'années.

L'édition de 1552 commence par une épître au cardinal Odet de Coligny, grâce auquel elle a obtenu le privilège de 1550. Reprenant en partie la préface de 1548, Rabelais explique que ses mythologies pantagruéliques servent avant tout à réjouir ses lecteurs ; de même, alléguant l'autorité d'Hippocrate, il ajoute que le médecin ne doit pas hésiter à se déguiser et à afficher une mine plaisante pour le bien du malade. Il se plaint des accusations d'hérésie portées par certains « Canibales, misantropes, agelastes » désignant sans doute les attaques de la Faculté de la Sorbonne, de Calvin ou de Puy-Herbault, religieux de l'abbaye de Fontevraud, et remercie le cardinal pour la protection qu'il accorde avec le roi. L'épître, si elle ne reprend pas la verve habituelle des prologues rabelaisiens, affirme la dignité de la finalité comique et en appelle à la bienveillance du lecteur, pareille à celle de François Ier écoutant l'anagnoste Pierre du Chastel lisant les livres rabelaisiens. De manière incidente, l'épître rend ainsi hommage à la parole vive et salvatrice déjouant les malentendus et les calomnies, le cardinal étant comparé à l'Hercule gaulois, figure de l’éloquence inventée par Lucien. Le refus d'abandonner l’écriture est associé à la poursuite de son œuvre médicale, comme l'indique la signature de la lettre qui mentionne la profession de l’écrivain. Rabelais confirme une nouvelle fois le sérieux de son entreprise riante et dénie à ses contempteurs le droit de le juger.
Le prologue de 1548, quant à lui, annonce la nature et la fonction de l'ouvrage, glisse des allusions politiques en décrivant la bataille des pies et des geais, et insiste avec gravité sur l'hypocrisie et les mensonges de ceux qui l'attaquent. Celui de 1552, enfin, en complexifie la structure et en élargit la portée. Rabelais, en apparence moins polémique, se livre notamment à un éloge de la médiocrité, comprise alors comme la conjugaison du juste milieu et de l'humilité, qui l'amène à évoquer l'histoire de Zachée et surtout celle de Couillatris, inspirée directement d'une fable d'Ésope. Ce bûcheron perdit sa cognée et se lamenta si fort que ses plaintes parvinrent à Jupiter, alors occupé à résoudre des questions de politique internationale avec les autres dieux de l'Olympe, comme l’expansion moscovite contre les Tartares. Il demande à Mercure de présenter à l'infortuné trois haches (la sienne, une en or et une en argent) et de lui couper la tête s'il en prend une mauvaise. Couillatris opte pour le bon choix et, en récompense de sa modestie, reçoit les deux autres, ce qui l'enrichit. Des paysans voisins cherchent à l'imiter mais préfèrent le choix fatal de la hache d'or. Ce prologue comporte cependant une part d'ambiguïté, puisque les récriminations du juste ont eu une influence favorable sur le destin, ce qui invite à lire au-delà du boniment de surface qui fait l'éloge de la simplicité.

### Voyage en mer

#### Un itinéraire mystérieux

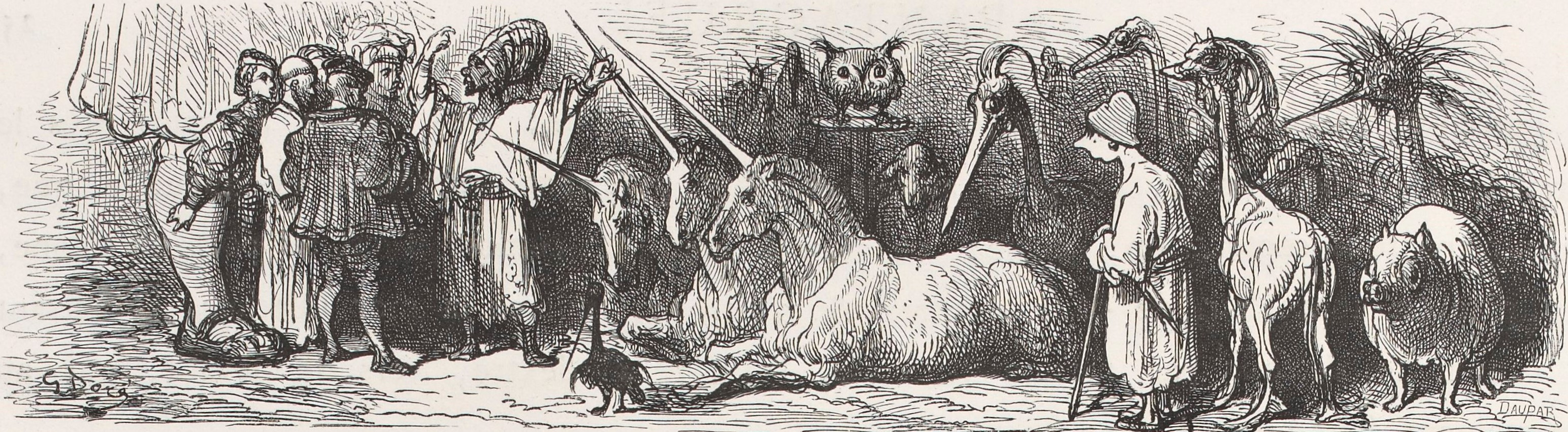
Des licornes sont à vendre dans l'île de Medamothi.

Le récit commence avec l’embarquement vers l'oracle de la Dive Bouteille évoqué à la fin du Tiers Livre. Le jour de la fête des Vestales, Pantagruel prend la mer avec ses compagnons sur la Thalamège, navire dont le nom avait été présenté comme un nom commun dans le roman précédent, accompagné de douze autres navires dont la description renvoie à de nombreux signes religieux et alchimiques. La description de la route prise au début du voyage, destinée à éviter le passage par le cap de Bonne-Espérance, s'avère relativement obscure, peut-être involontairement ou manifestant une volonté de perdre le lecteur, suggérant aussi bien une navigation vers le nord-ouest, suivant le chemin de Jacques Cartier, que vers le nord-est, comme le laisse penser la mention des Indiens ayant pris ce trajet pour arriver en Germanie.
La première escale s'effectue dans l'île de Medamothi (du grec μηδαμόθι (mêdamóthi), « nulle part »)). Les protagonistes arrivent un jour de foire, réunissant les plus riches marchands d'Afrique et d'Asie, et sont fascinés par les marchandises exotiques et les animaux étranges qu'ils découvrent. Frère Jean acquiert deux portraits qu'il paie en « monnaie de singe », ; Panurge achète une peinture imitant la broderie de Philomèle qui montre le crime de Térée ; Epistémon en prend une autre dépeignant les idées de Platon et les atomes d'Épicure et Rhizotome une qui reproduit fidèlement Écho. Entre autres curiosités, Pantagruel prend possession de trois licornes et d'un tarande, c'est-à-dire un renne, réputé changer de couleur selon son environnement et ses affections, ces deux curiosités cryptozoologiques étant empruntées à l’Histoire naturelle de Pline. L’île de Medamothi ouvre ainsi le roman sur le merveilleux mais aussi sur l'illusoire, la tromperie et le mirage, à l'image des tableaux qui montrent des choses irreprésentables. Ce passage a donné lieu à des interprétations contradictoires : il manifesterait soit un penchant pour le symbolisme alexandrin, soit un goût préclassique de l'imitation idéalisée ou encore un jeu d'autoréférence dans la fiction. La toile d'Epistémon a été ainsi perçue comme une parodie des tentatives néoplatoniciennes de rendre visible l'intelligible par le biais des hiéroglyphes.
Un navire rapide réussit à rattraper l'équipage. Malicorne, un écuyer de Gargantua, remet une missive dans lequel le père interroge son fils sur le début du voyage, rappelant que « le commencement est la moytié du tout »,,. La réponse de Pantagruel, dans un style cicéronien qui contraste avec l'écriture archaïque de la lettre précédente, manifeste sa reconnaissance et sa piété filiale. Ce passage est également l'occasion de présenter l'art de la colombophilie, l'usage des pigeons voyageurs s'étant alors perdu en Europe.

#### Moutons de Dindenault

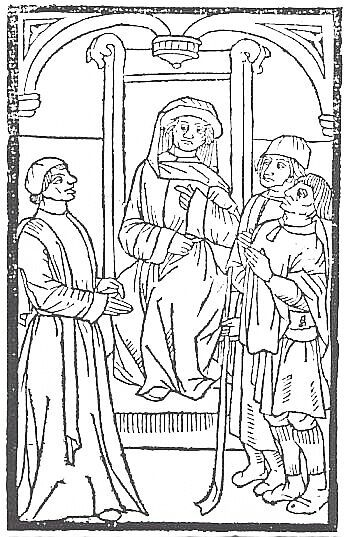
La Farce de Maître Pathelin est évoquée à la fin de l'épisode : Reste il icy, dist Panurge, ulle ame moutonniere ? Où sont ceux de Thibault l'Aignelet ?

En continuant leur navigation, les protagonistes rencontrent ensuite un navire marchand de retour du Lanternoys. Ils apprennent la tenue prochaine du chapitre général des Lanternes, où l'assemblée s'apprête à lanterner profondément, c'est-à-dire à débiter des niaiseries. Le marchand Dindenault, se met alors à se moquer de l'accoutrement de Panurge, qui, depuis le Tiers livre, porte, comme vœu de mariage, ses lunettes sur son chapeau et un costume dépourvu de braguettes. Dindenault le traite de cocu. Panurge rétorque par une injure obscène. Le marchand sort son épée. Frère Jean le menace à son tour, mais la situation s’apaise grâce aux supplications du capitaine et des passagers. Après avoir invité Epistémon et Frère Jean à profiter du spectacle, Panurge prie Dindenault de lui vendre un mouton. Ce dernier louvoie, continue à envoyer des piques à son interlocuteur, qualifié de robin, de pendard et de bouffon, et vante la qualité exceptionnelle de ses moutons. Ils appartiendraient en effet à la race de Chrysomallos, le bélier à la toison d'or, et chaque partie bénéficierait de qualités exceptionnelles : leur laine servirait de matière première aux draps de Rouen ; leur cuir sera vendu comme du maroquin de Turquie ou de Montélimar ; leur urine fertiliserait les champs comme « Dieu y eust pissé » et leurs crottes soigneraient 78 maladies… Sommé par le capitaine d'en finir, le marchand lui cède pour la somme excessive de trois livres tournois. Panurge en choisit un bien gros criant et bêlant, l'emporte sous le regard et les bêlements de ses congénères, puis le jette à l'eau. Le troupeau le rejoint, si bien que chaque mouton saute et périt dans la mer. Le marchand, les bergers et les moutonniers s'agrippent aux bêtes mais sont entraînés avec elles. Panurge, muni d'un aviron pour les empêcher de remonter, leur prêche les misères de ce monde et la beauté de l’autre vie, leur promet d'ériger cénotaphes et sépulcres tout en leur souhaitant de rencontrer une baleine à la manière de Jonas. Le navire vidé de ses ovins et de leurs maîtres, Frère Jean demande pourquoi avoir payé le marchand, ce à quoi Panurge répond qu'il en a bien eu pour son argent, qu'il n'est pas un ingrat et qu'inversement jamais homme ne lui déplut sans repentance. Le moine conclut qu'il se damne comme un vieux diable, la vengeance appartenant à Dieu. L'épisode, emprunté aux Macaronnées de Teofilo Folengo, rappelle le caractère farceur, lâche et rancunier de Panurge, présent dans Pantagruel mais estompé dans Le Tiers Livre, ainsi que le but du voyage, lié aux craintes d'un mariage malheureux.

#### Ennasin et Cheli
Poussé par le zéphyr, le navire arrive au large de l'île des Alliances, autrefois nommé Ennasin, peuplé d'habitants au nez en forme de trèfle. Le podestat explique aux voyageurs qu'ils sont tous parents et alliés. Leur lien de parenté s'avère bien étrange : une femme surnomme son mari « mon marsouin », celui-ci l'appelle « ma seiche » ; un lourdaud interpelle son alliée comme « mon matelas », qui lui répond « ma couverture » ; un bachelier dénomme « muse » une bachelière qui le désigne avec le mot « corne », ce qui donnerait, selon Panurge, cornemuse en cas d’accouplement… Le terme Ennasin évoque les Esséniens, secte alors considérée comme l'ancêtre du monachisme, tandis que les liens de parenté renvoient à la lubie monacale de s'inventer une parentalité fictive. Ils visent sans doute aussi les amours d'alliance, une coutume médiévale transformée en mode aristocratique par laquelle des personnes contractualisaient une amitié spirituelle. Les Allianciers s'opposent ainsi au modèle de Thélème par leur arbitraire et affichent un mépris marqué pour le septième sacrement,. Par leurs jeux de mots insensés, ils expriment également un divorce entre le langage et l'esprit.
Pendant la brève escale sur l’île de Cheli, Frère Jean préfère s'éclipser dans les cuisines plutôt que d'honorer ses hôtes. Une discussion s'ensuit entre les compagnons, s'interrogeant sur l'inclination des moines pour ce lieu. Epistémon raconte que lors d'un voyage à Florence, un moine d’Amiens, Bernard Lardon, déplorait l'absence de rôtisseries tandis que les autres s’extasiaient sur la beauté des monuments. Pantagruel et Panurge renchérissent par des anecdotes qui montrent que ces endroits sont indignes aux rois mais non aux poètes et aux gens de moindre condition. Le mot hébraïque cheli, terme biblique employé pour « casseroles et poêles », suggère qu'un motif cabalistique sous-tend le texte, lié aux vases du Chevirat hakelim et à la hiérarchie céleste.

#### Chicaneries et bastonnades

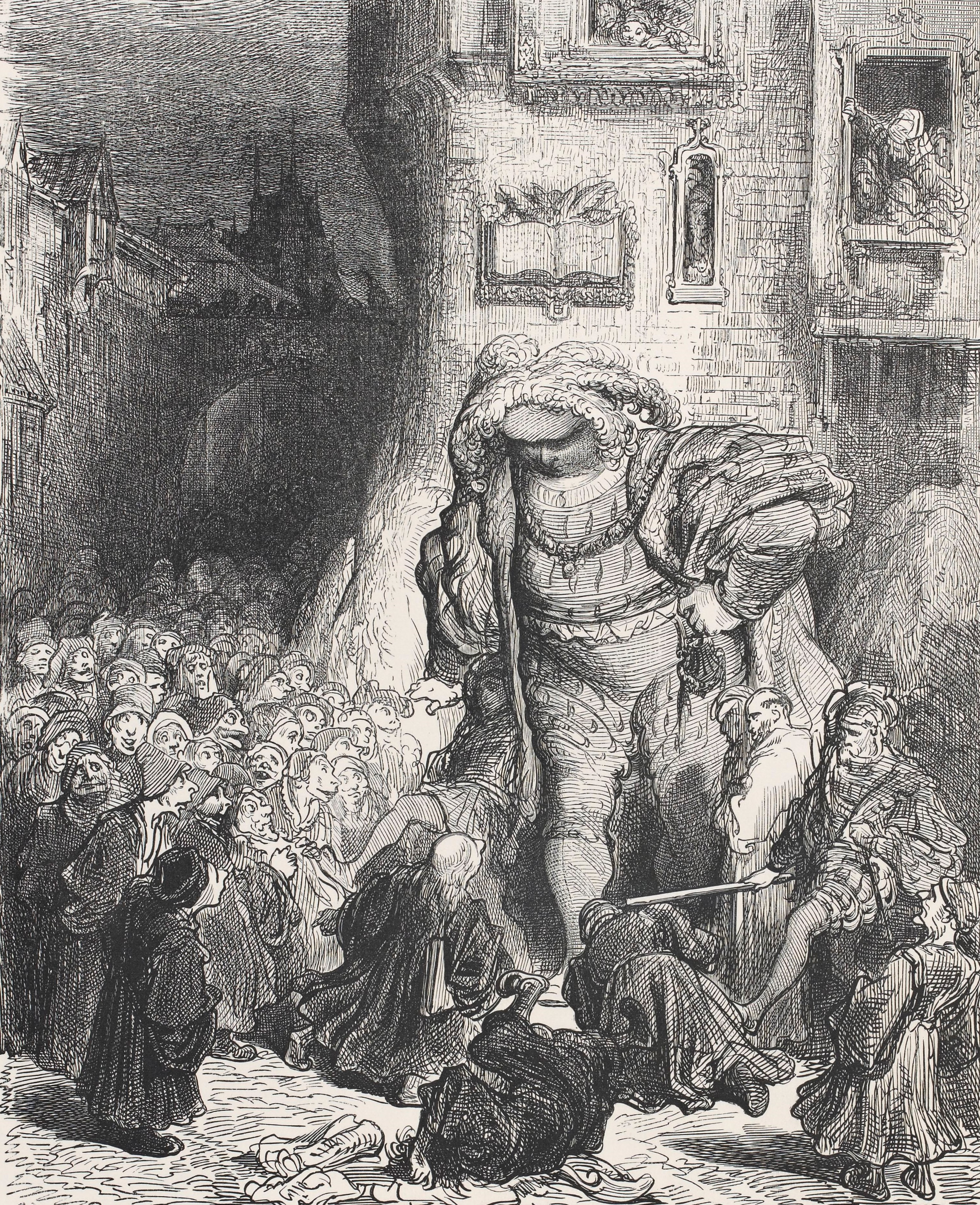
Les Chicanous demandent à être battus.

Le jour suivant, l'équipée arrive sur l'île de Procuration où vivent procureurs et Chicanous. Ces derniers leur proposent de vendre leurs services plutôt que d'offrir leur hospitalité. Un interprète explique à Pantagruel que les Chicanous gagnent leur vie en étant battus. Sur ordre d'un usurier, d'un prêtre ou d'un avocat, ils outragent un gentilhomme qui, pour défendre son honneur, se voit forcé de le corriger sévèrement. S'engagent alors des procès pour demander réparation, qui entraînent jusqu'à la ruine et à l’emprisonnement du gentilhomme. Ces chicaneurs que Rabelais tourne en dérision sont les commis chargés de réclamer les impôts ecclésiastiques aux membres de la petite noblesse. Face à ce désagrément, Panurge rappelle le procédé du seigneur de Basché, alors en lutte contre les troupes de Jules II et chicané par le prieur de Saint-Louand pendant la guerre de la Ligue de Cambrai. Il organisa des fiançailles fictives, lors desquelles une coutume prévoit de se donner coups amicaux, mais prodigua à ses gens des gants de joute recouverts de peau d'hermine et les invita à frapper les Chicanous avec ardeur à cette occasion. Le jour venu, un Chicanou gras arriva, multiplia les révérences et ne manqua pas d'appeler son hôte en justice mais à la fin des festivités, le voilà rossé et meurtri, repartant toutefois le sourire aux lèvres puisque satisfait de la réception .
Le seigneur de Basché lança les ripailles et relata un tour de François Villon. Le poète, ayant entrepris de préparer une Passion pour les foires de Niort, se heurta au refus du sacristain Étienne Tappecoue de lui prêter une étole et une chape. Le samedi suivant, lui et les autres acteurs se déguisèrent en diables, paradant dans la ville chargés de peaux de bêtes, de cornes et de percussions. Ils arrivèrent à surprendre la jument de Tappecoue, qui se mit à galoper et à ruer si bien que son cavalier, désarçonné mais retenu à cause de son pied emprisonné dans l'étrier, fut peu à peu dépecé. Sur ces mots, le seigneur doubla les gages de tout le monde et exprima son souhait de ne plus être cité à comparaître par les Chicanous.
Néanmoins, comme il le prédit, la tragicomédie continua. Le prieur en envoya cependant un deuxième, grand et maîgre. Basché et ses gens arrêtèrent leurs jeux et leurs occupations, se préparèrent en vitesse et improvisèrent les noces farcesques dans une euphorie généralisée. Après l’aspersion d'eau bénite, les coups fusèrent et il fut remis sanguinolent sur son cheval morveux sans avoir pu jouer son rôle. Un troisième Chicanou fut envoyé accompagné de deux témoins. Arrivé au moment du repas, il cite Basché, qui prend la copie de la commission et l'invite également aux fiançailles. Le Chicanou, après avoir déclaré que les traditions se perdent, prend l'initiative de la bagarre. Une fois terminée, les convives se plaignirent des blessures et de l'inclination de ce Chicanou à cogner. Rentrés chez eux, les trois comparses louent les noces qu'ils ne sont pas prêts d'oublier et excusent le pugilat qu'ils avaient commencé.
Pantagruel commente ce récit en affirmant que la crainte de Dieu efface son côté comique. Epistémon remarque que ce ne sont pas tant les Chicanous les coupables que le prieur qui s'amusait autant de contrarier le seigneur que de voir des innocents battus. Frère Jean teste la vénalité des Chicanous en proposant d'en battre un pour 20 écus. Il en bastonne un avec force, ce dernier en ressort avec joie et suscite la jalousie de ses compatriotes. Sur le départ, ils apprennent la pendaison de Rouge muzeau, le moine molesté, parce qu'il avait dérobé les « ferrements de la messe », c'est-à-dire les instruments du culte. Cet épisode a pu être interprété comme un soutien aux séditions des réformés contre les abus de l'Église catholique : René du Puy seigneur de Basché est un nobliau poitevin bien réel, les environs de Saint-Maixent où se passent les diableries de Villon sont le théâtre d'émeutes calvinistes sanglantes en 1538 et les fausses fiançailles multiplient les sacrilèges, ainsi que l’illustre le surplis liturgique utilisé pour dissimuler les gantelets. La réserve de Pantagruel interdit de réduire cette satire à un éloge de la violence, contraire à l'humanisme érasmien qui condamne le ressentiment vindicatif. Rabelais refuse cependant de renoncer à la puissance narrative et théâtrale de son évocation.

#### Une tempête effroyable entre deux évocations funèbres

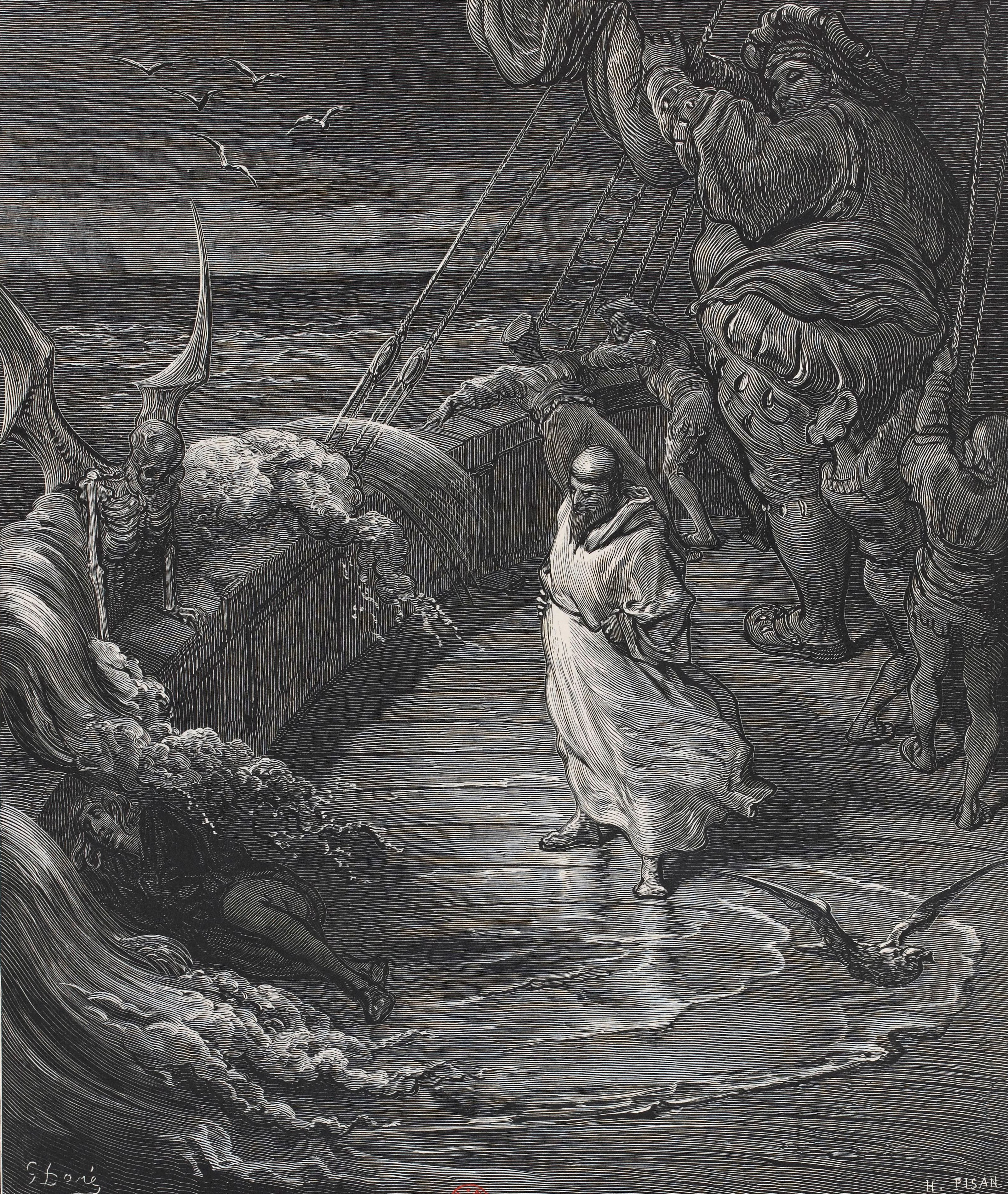
Frère Jean admoneste Panurge pour sa couardise.

En passant par les îles de Tohu et Bohu, les protagonistes apprennent la mort du géant Bringuenarilles, qui, faute de moulins à vent dont il se nourrissait habituellement, s’est rendu malade en avalant des poêles et des caquelons et a succombé au remède proposé par les médecins, un « coing de beurre frays à la gueule d’un four chauld ». Ce personnage est tiré du Disciple de Pantagruel, un texte anonyme publié en 1538 qui reprend lui-même des éléments de la geste pantagruélique et des motifs folkloriques. Une série de morts étranges est évoquée dans ce passage, par exemple celle d’Eschyle, qui serait mort de la carapace d’une tortue lâchée par un aigle ; d’un homme honteux qui voulut retenir son pet en présence de l’empereur Claude ou de Philomènes et de Zeuxis, qui succombèrent à leurs rires. La mort de Bringuenarilles, au premier abord futile et incongrue comme celles évoquées par la suite, rappelle que la fin de la vie est un épiphénomène anodin dans l'ordre des choses.
Par la suite, l’équipée croise neuf navires chargés de moines, signe de malheur, en partance vers le concile de Chesil pour examiner les articles de la foi contre les nouvelles hérésies. Une violente tempête se lève alors, presque tout le monde se démène et les éléments se déchaînent. Affligé et malade, Panurge reste immobile sur le tillac et se répand en de gémissantes lamentations. Voyant son compagnon se complaire dans ses pleurs, à l’écart de l’effort général, Frère Jean l’apostrophe et lui enjoint d’agir. En dépit des admonestations répétées de ce dernier, Panurge tremble de peur, bégaie, voit sa dernière heure arrivée et réclame son testament. Topos de la littérature de voyage et du récit épique, la tempête se double d'un discours évangélique sous-jacent, où contrastent l’attitude sereine et confiante en Dieu de Pantagruel, la couardise superstitieuse de Panurge et les jurons blasphématoires de Frère Jean.
Epistémon remarque le caractère inopportun et absurde de rédiger ses vœux testamentaires dans une telle situation. Panurge prétend qu’une vague amènera l’écrit sur le rivage, alléguant des exemples similaires. La terre en vue, les marins manœuvrent et le calme revient. Après cet incident, Pantagruel souligne que, si la crainte perpétuelle manifeste une grossière lâcheté, son absence prouve une incompréhension du danger, et que seul importent les efforts consentis. La tempête finie, Panurge fait mine de travailler et vante son courage, Epistémon affirme qu’implorer les dieux ne constitue pas un but en soi et Frère Jean se moque du froussard, proposant de l'écorcher pour fabriquer un manteau répulsif contre l’eau avec sa peau. Eusthènes conclut avec un proverbe lombard : le péril passé, les saints sont moqués. Cette épreuve collective montre l'un des plus évidents exemples de communauté unie dans un but collectif. Par le thème de la mort, elle relie également l'île précédente et la suivante, l'île des Macræons (ou Macréons).

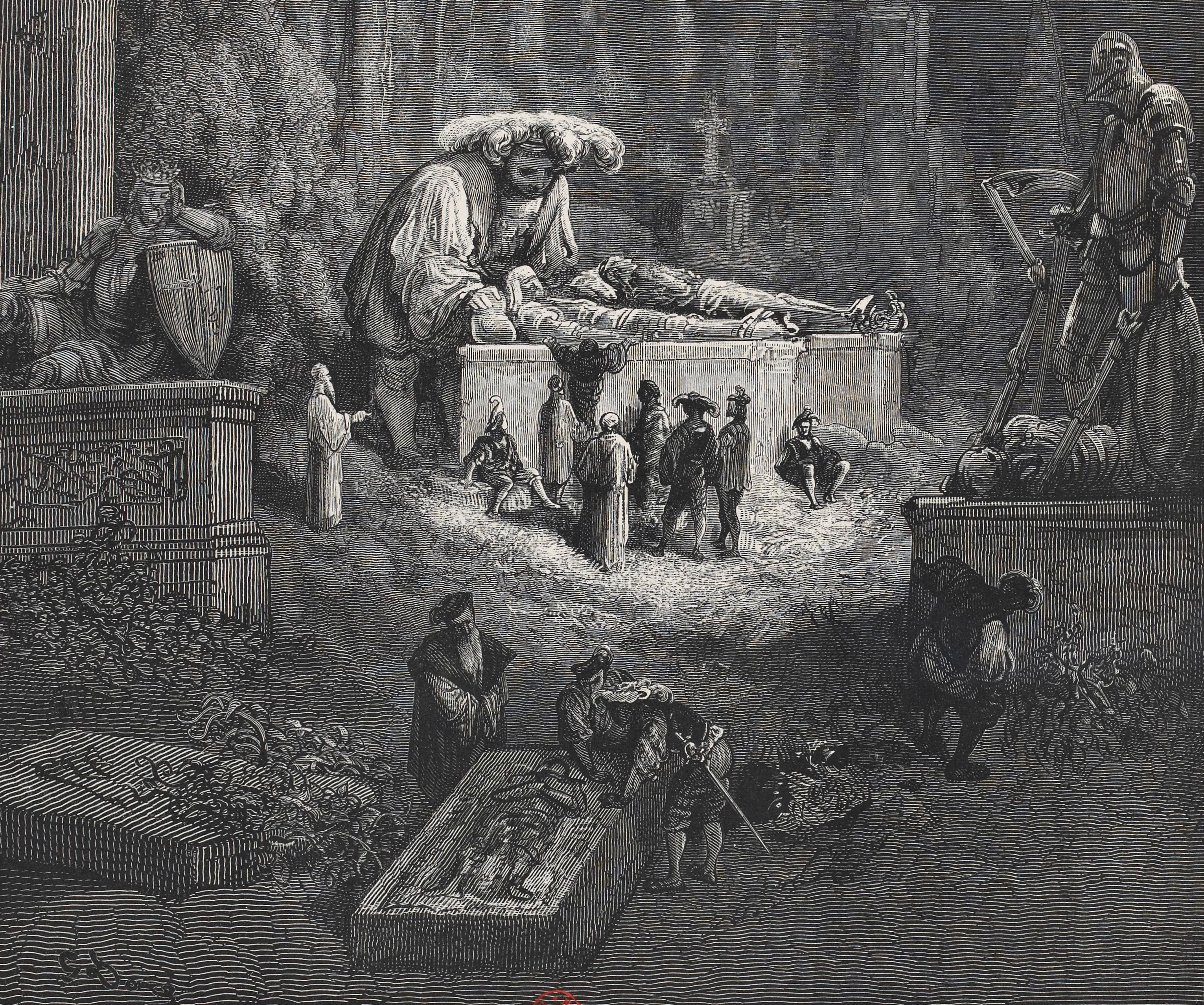
Tombes et antiquités visitées sur l'île des Macraeons.

Le vieux Macrobe, nom donné au maître-échevin du lieu, les accueille et leur montre les anciens monuments recouverts d'épitaphes en diverses langues anciennes. Panurge remarque que le sens étymologique du mot macræon est « vieillard », et en déduit que le terme de maquerelle en est dérivé, puisque cette activité est souvent tenue par des dames âgées. Macrobe leur explique que la forêt abrite les démons et les héros. Leur mort provoque la fureur des cataclysmes. Pantagruel et ses compagnons renchérissent en évoquant des personnages qui, bénéfiques et admirés de leur vivant, laissèrent un choc déplaisant à chacun, accompagné de bouleversements naturels ou sociaux. Les prodiges annonçant la mort de Guillaume du Bellay, seigneur de Langey, et le signe funeste qu'elle représentait pour la France sont brièvement mentionnés. Frère Jean s'interrogeant sur la mortalité des héros, des anges et des démons, Pantagruel affirme sa croyance en l'immortalité de l'âme avant de raconter ensuite la mort de Pan à l'époque de Tibère, anecdote de Plutarque dans La cessation des oracles, qui a donné lieu a des réinterprétations chrétiennes, le dieu grec étant associé au Christ. Alors que Eusèbe, Paulo Marsio et Guillaume Bigot considèrent que les païens sont des démons qui annoncent la venue du Messie malgré eux, leurs pleurs s'expliquant par leur défaite, Rabelais ne retient que l'essentiel, restituant la part de scandale et de douleur à ce trépas. Ainsi, même si la fin du seigneur de Langeay apparaît comme l'antithèse de celle de Bringuenarilles, les deux se rejoignent en dessinant deux faces de la mort, à la fois absurde et tragique, douloureuse et dérisoire. Le personnage de Macrobe, allusion probable à l’écrivain latin du même nom, invite à voir la dimension éthique de ce passage au-delà de sa dimension théologique : Le commentaire sur le Songe de Scipion montre que seule la vertu active autorise à espérer le salut, de même que la portée civique de Guillaume du Bellay est citée comme exemple après une tempête marquée par les obsécrations stériles de Panurge.

#### Quaresmeprenant, ennemi des Andouilles

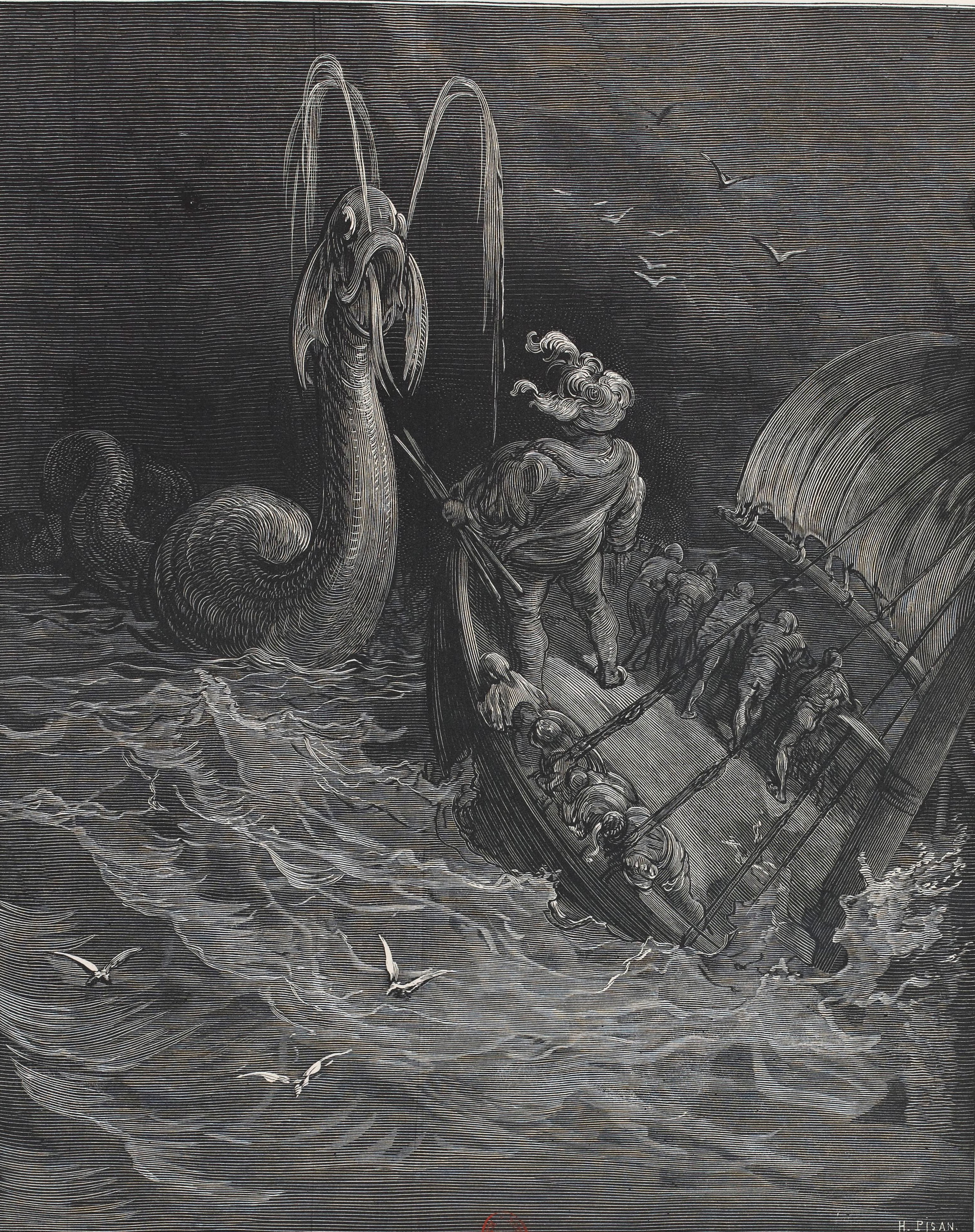
Le Physetère est un monstre associé au Léviathan par Panurge.

En passant au large de l'île de Tapinois sans s'arrêter, Xenomanes décrit Quaresmeprenant, le maître des lieux, sur la demande de Pantagruel. De longues listes détaillent l'anatomie et le comportement de ce personnage, un « bien grand Lanternier : confalonnier des Ichthyophages : dicateur de Moustardois : fouetteur de petitz enfans : calnineur des medicins ». Le mot de Quaresmeprenant correspond en principe aux trois jours gras et fastueux précédant le mercredi des Cendres. Ici, Rabelais l'utilise comme synonyme de carême, dont il est l’allégorie, par respect de l'étymologie ou jeu sur les confusions qui se retrouve par la suite. Cette figure monstrueuse se caractérise par sa léthargie et sa passivité. Les 78 parties internes et 64 externes de son corps, ainsi que les 36 traits de son comportement dépeignent une figure grotesque avec des termes empruntés à la médecine et à la rhétorique (notamment des éléments de Rhétorique à Herennius). Néanmoins, ces références sont détournées, Quaresmeprenant n'étant pas visualisable d’après sa description.
Monstre marin énorme et crachant des jets d'eau, un physétère croise leur route. Tandis que Panurge perd ses moyens devant sa gueule et son allure infernales, se voit déjà mort et gémit de plus belle, Pantagruel prouve son habileté en lançant des poutres sur la mâchoire, les yeux, l'échine et les flancs de la créature, si bien qu'elle finit par ressembler à la coque d'un galion à trois mâts, avant de mourir en se retournant. Rapproché d'un monstre représenté sur la Carta Marina d'Olaus Magnus, le physétère est un obstacle associé au Léviathan, donc au mal, par Panurge, tandis que la victoire facile de Pantagruel constitue une démythification parodique.
L'équipage débarque sur l'île des Farouches, où demeurent les Andouilles, évocation métaphorique du phallus. Alors qu'ils festoient, Xenomanes expliquent qu'elles sont les ennemies de Quaresmeprenant. Il est impossible de les réconcilier depuis le concile de Chesil, à cause duquel elles furent inquiétées et traduites en justice. Pantagruel se lève et voit des bataillons qui se tiennent en embuscade, flanqués de Boudins sylvestres, de Godiveaux massifs et de Saucissons à cheval. Il invite à la prudence, l'accueil en armes pouvant être un subterfuge, et fait venir les capitaines Riflandouille et Tailleboudin, dont les noms laissent présager la victoire. Il s'ensuit d'un discours sur les noms propres, exprimant l'idée cratyléenne d'un rapport direct, profond et tangible entre les mots et les choses, évoquant aussi les pythagoriciens qui devinaient le handicap ou la mort selon le nombre de syllabes de leurs noms. Ce dernier point fait écho au chapitre XIX du Tiers Livre, portant sur l’arbitraire des signes. Il était admis au XVIe siècle que les noms étaient à l'origine homologues à leur objet, suivant en cela les écrits d'Ammonios sur Aristote et Platon.

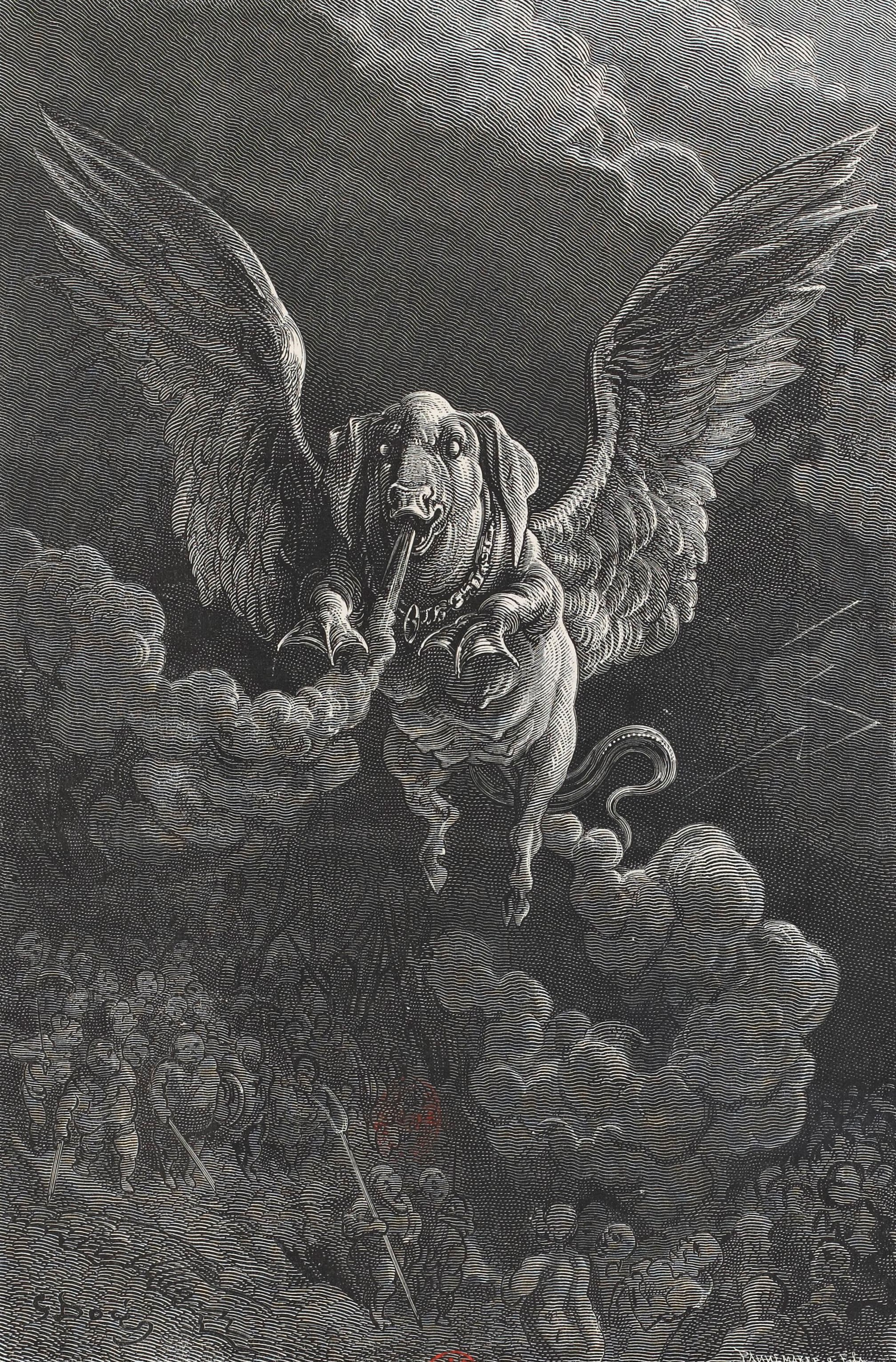
Mardi-Gras, le dieu créateur des Andouilles.

Le narrateur, qui adopte ici le langage du bonimenteur, exhorte à ne pas mépriser les Andouilles, rappelant le caractère « andouillicque » du serpent de la Genèse, que les Suisses belliqueux se dénommaient jadis les Saucisses ou que les Himantopodes, peuple fictif d'Éthiopie décrits par Pline, ne sont autres que des Andouilles. Frère Jean se prépare au combat avec l'aide des gens de cuisine, munis de leurs ustensiles, ce qui contribue à la tonalité carnavalesque de ce passage épique. Ils dressent une sorte de catapulte surnommée la grande Truie, capable de cacher une armée comme le cheval de Troie. Après l'énumération des soldats-cuisiniers, le récit embraye sur la bataille. Gymnaste tente en vain d'annoncer leurs intentions pacifiques mais un gros Cervelas initie le combat. La bataille tourne vite à l’avantage des pantagruélistes. Un gros, gras et gris pourceau volant au plumage cramoisi balance alors des tonneaux de moutarde en s'écriant « Mardigras » tandis que les armes s'arrêtent. Dame Nipleseth, la reine des Andouilles, demande pardon à Pantagruel. Les espions avaient averti d'une attaque de Quaresmeprenant. Lui donnant des gages de son amitié, elle explique que la créature est la représentation de leur dieu tutélaire Mardi-Gras, fondateur de leur espèce, venu leur apporter leur baume. En dehors de ces aspects burlesques, cet épisode comprend des allusions à l'actualité politique et religieuse, les Andouilles étant ainsi identifiées aux protestants révoltés contre Charles Quint. Si le conflit reprend le motif traditionnel du combat entre carnaval et carême, aucun des deux camps n'est entièrement assimilable à l'un ou à l'autre, les Andouilles étant par exemple comparées aux anguilles, nourriture des jours maigres.

#### Papefigues et Papimanes
Les protagonistes passent par l’île de Ruach, peuplée par des habitants qui ne vivent que de vents, qu’ils fabriquent à l’aide d’éventails ou de moulins et dégustent comme des gastronomes. Pantagruel complimente la simplicité de leur mode de vie ; le podestat précise que rien dans cette vie n’est heureux de toute part et que leur condition les rend vulnérables à la moindre pluie, sans parler de Bringuenarilles qui venait régulièrement prendre leurs moyens de subsistance. Le terme de Ruach (en) est un terme hébraïque défini comme « vent » ou « esprit » dans la Brève déclaration, riche de multiples connotations dans l’Ancien Testament. L'épisode évoque peut-être les tenants du sacramentarisme aux Pays-Bas, pour qui la présence du Christ dans l’eucharistie n'est que spirituelle.
Ils rencontrent le lendemain l’île des Papefigues, jadis connus sous le nom de Gaillardets. Un jour que les notables profitaient de la fête dans la Papimanie voisine, l’un d'eux fit la figue, au portrait du pape, après quoi les Papimanes se vengèrent, envahirent l’île des Gaillardets, les humilièrent et les assujettirent. Cette réaction renvoie à la répression de l'hérésie et peut-être aux massacres de Mérindol et de Cabrières de 1545. Il n'est cependant pas certain que les Papefigues renvoient aux Vaudois, qui, contrairement aux premiers, n'ont jamais été libres et fortunés, mais au contraire excommuniés et marginalisés. De plus, ils vivent dans la clandestinité et méprisent les processions. Les Papefigues pourraient être les Juifs, comme le laisse penser le figuier, symbole d'Israël, la mention des hommes barbus, la participation des Juifs romains au carnaval ou l'image de l'impératrice montée à l'envers sur une mule, qui renvoie au motif antijudaïque du Juif monté à califourchon et à l'envers sur une truie. Dans une chapelle, on lui raconte l’histoire d’un laboureur et de sa femme qui déjouent les ruses du diable qui voulait s’emparer de leur champ.
À peine descendu sur l’île des Papimanes, quatre personnages les accostent et leur demandent s’ils ont vu « Dieu en terre », c’est-à-dire le pape, qu’ils vénèrent jusqu’à l’idolâtrie. L'expression, employée par les canonistes depuis le XIIIe siècle, se réfère à la puissance papale mais possède un caractère scandaleux. Leur évêque Homenaz, vient les accueillir et les emmène tout d’abord dans une église, où il leur présente un livre doré, recouvert de pierres précieuses et suspendu en l’air. Il contient les décrétales, qu’il affirme uranopètes (tombées du ciel) et écrites par un ange, qu’il leur propose de consulter après un jeûne de trois jours, ce qu'ils refusent et ce à quoi Panurge répond avec son bagout habituel.
Après la messe, Homenaz leur dévoile une peinture du pape dissimulée derrière l’autel, dont la seule vue assure selon lui la rémission des péchés. Panurge remarque que les papes de l’époque se coiffent plus volontiers d’une tiare persique que d’une aumusse, ce à quoi l’évêque répond que légitimes sont les guerres contre les hérétiques. Ils s’en vont ensuite banqueter dans un cabaret avec l’argent de la quête, et après force beuveries, Homenaz se livre à un éloge dithyrambique et grandiloquent des décrétales, ce à quoi les compagnons de Pantagruel répondent en racontant des anecdotes malheureuses en lien avec les Extravagantes et les Clémentines. Homenaz les vante également pour l’argent qu’elles rapportent à Rome et puisent du royaume de France, avant de recommander les décrétalistes pour la conduite des guerres, des conversions et du gouvernement. Sur le départ, les voyageurs reçoivent de belles poires, que Pantagruel envisage de planter en Touraine, ce qui excite la paillardise de Frère Jean, qui demande en vain des filles du pays afin de multiplier les bons chrétiens. Ce jeu de mots repose sur une variété réelle, la poire de bon-chrétien.

#### Paroles gelées

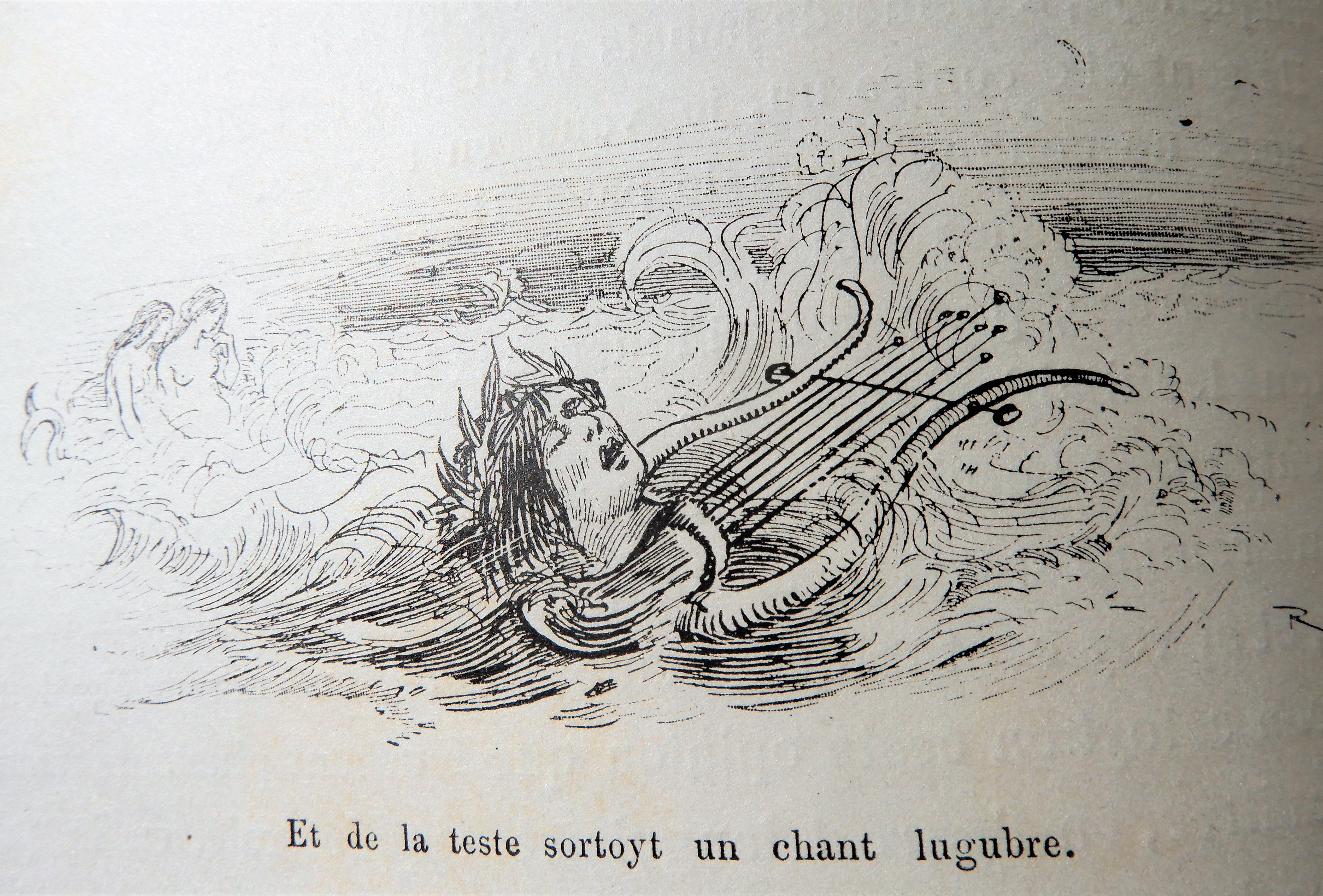
Dans son Histoire de la divination, Auguste Bouché-Leclercq rapporte que la tête d'Orphée, ensevelie au terme de son parcours à Lesbos, berceau de la poésie lyrique, rendrait des oracles dès la guerre de Troie. Cette fonction oraculaire de la tête coupée est mentionnée dans la Vie d'Apollonios de Tyane de Philostrate (IV, 14).

Arrivés dans les mers hyperboréales, des voix et des sons d’hommes, de femmes, d’enfants et de chevaux se font entendre alors que nulle personne n’apparaît à l’horizon. Des mots se distinguent nettement, Panurge recommande la fuite tandis que Pantagruel le rappelle au calme et interroge le phénomène à la lumière de son érudition. Il évoque notamment la théorie du philosophe pythagoricien Pétron, qui postulait l’existence d’un manoir de vérité situé au centre de plusieurs mondes, où logeraient les paroles, les idées, les exemplaires et les portraits de toutes choses passées et futures, ainsi que la tête d’Orphée, dont une tradition prétend qu’elle dériverait sur la mer poussant un chant lugubre, accompagné de sa lyre animée par le vent.
Le pilote leur explique qu’une cruelle bataille fut livrée entre les Arismapiens et les Nephelibates l’hiver dernier. Le vacarme du combat fond avec l’arrivée des beaux jours. Pantagruel s’empare alors de paroles encore gelées :
« Lors nous jecta sur le tillac plenes mains de parolles gelées, et sembloient dragée perlée de diverses couleurs. Nous y veismes des motz de gueule, des motz de sinople, des motz de azur, des motz de sable, des motz dorez. Les quelz estre quelque peu eschauffez entre nos mains fondoient, comme neiges, et les oyons realement. »
— François Rabelais, Quart Livre, 1552

« Alors il nous jeta sur le tillac de pleines poignées de paroles gelées, et elles semblaient des dragées perlées de diverses couleurs. Nous y vîmes des mots de gueule, des mots de sinople, des mots d'azur, des mots de sable, des mots dorés qui, dès qu'ils étaient un peu réchauffés dans nos mains, fondaient comme des neiges, et nous les entendions réellement. »
— Quart Livre, 1552
Les compagnons se distraient de ce dégel sonore, quoique les bruits déplaisants et horrifiques de l’affrontement retentissent. Le narrateur raconte qu’il voulait ramener quelques mots de gueule préservés dans l’huile mais Pantagruel lui fit remarquer l’inanité de conserver quelque chose d’aussi abondant et quotidien que sont les mots de gueule chez tous les bons pantagruélistes. Des réminiscences tirées d'Antiphanes, de Guillaume Postel et ou encore de Caelius Calcagninus sous-tendent cet épisode, à lire en relation celui des Macræons, pour l'évocation des vestiges, et celui des Andouiles, lié à la question de l'interprétation des noms.

#### Messire Gaster ou le règne de la tripe
Ils parviennent ensuite sur l’île de Messire Gaster, premier maître es arts du monde qui loge dans le château d'Arêtè, c'est-à-dire de la Vertu, et demande une ascension difficile. Ce roi qui n’a point d’oreilles, commande par signes et ne souffre aucune réplique, régnant aussi bien sur les animaux que sur les puissants d’ici-bas. Sa régente Pénie, c’est-à-dire Pauvreté, suscite aussi la crainte parce qu’elle ne connaît aucune loi. La référence au château d'Aretè, décrit dans Les Travaux et les Jours d'Hésiode, n'est pas sans ambiguïté, car ce lieu accessible après des efforts éreintants n'est ni un exemple, ni une récompense.
Dans la cour, Pantagruel rencontre avec aversion les Engastrimythes et les Gastrolâtres. Les premiers se disent ventriloques et trompent le peuple par leurs divinations mensongères. Les seconds, adorateurs de leurs ventres, brillent par leur oisiveté, craignant de nuire à leur estomac. Un gastrolâtre ventru, muni de Manduce, un bâton de carnaval semblable au machecroûte lyonnais, décoré d’une effigie monstrueuse et ridicule, inaugure une cérémonie d’offrandes. La liste des plats et des mets sacrifiés à leur dieu ventripotent est alors déroulée : fressures, hures de sangliers, échines de porc aux pois, pigeonneaux, grillades de chapons, dragées aux cent couleurs, etc. Les jours maigres, la divinité se contente de caviar, d'aiguillettes salées, de limandes, de murènes ou encore de tortues et d’escargots, bien entendu le tout accompagné de boissons.
Le rôle primordial de Messire Gaster dans les inventions humaines se trouve alors expliqué par la nécessité de produire et de conserver le grain pour se nourrir, ce qui encourage le développement de nombreux domaines, de l’agriculture à la forge en passant par les mathématiques, les arts militaires, la navigation, l’architecture et même des techniques pour maîtriser les éléments. Pour répondre aux assauts de ses ennemis qui détruisaient ses forteresses, il finalisa un moyen d’inverser la trajectoire d’un boulet de canon grâce à un aimant de sidérite, prodige présenté comme un remède naturel. Ce glouton souverain offre un contrepoint ironique au néoplatonisme de Marsile Ficin, qui soutient que c'est l'amour et non les besoins alimentaires qui inspire la créativité humaine.
Les inventions de Messire Gaster ne montrent pas seulement que l'origine des arts et des techniques s'enracine dans le besoin de subsistance, idée au demeurant peu originale. Après un chapitre consacré à des innovations avérées et historiques, elles prennent un tour irréaliste et extraordinaire. Au lieu de se fixer sur la pierre sidérite placée entre le fauconneau et le page, les « ballotte et dragées » propulsées par l'engin balistique tournent autour d'elle à la manière d'un astre. Elles ne sont pas toutes fantaisistes, le récit évoquant ainsi le dictame dont les vertus supposément thérapeutiques sont encore admises à la Renaissance, mais participent d'un imaginaire à la fois savant, ludique et expérimental qui suggère avec malice que le monde recèle des richesses insoupçonnées. Cet éloge jubilatoire de l'ingéniosité abolit la distinction entre les travaux intellectuels utilitaires et contemplatifs, car ils répondent tous deux au règne de Gaster et ouvrent aussi bien à des perspectives d'émerveillement que de conquête.

#### Joyeux banquet et frousse de Panurge
L’équipage arrive près de l’île de Chaneph, où vivent des ermites hypocrites qui subsistent des aumônes versées par les voyageurs. Le vent tombe et chacun s’emploie à des occupations diverses, tandis que stagne le navire. À son réveil, Pantagruel est assailli de questions par ses compagnons. Répondant qu'il promet de donner une unique réponse par signe à toutes ces demandes mais que ventre affamé n’a point d’oreilles, il souhaite que soit d’abord préparé le repas. Une fois à table, les doutes et les interrogations des convives ont disparu, les propos de table fusent et après avoir « hauss[é] le temps », le vent souffle de nouveau. Ce repas, qui peut se lire comme l’antithèse de Thélème, est riche d'allusions eschatologiques à la Cène.
Ils approchent enfin de l’île de Ganabin, patrie de voleurs et de larrons surmontée d’un rocher qui ressemble au mont Parnasse, en Phocide. Panurge, terrifié par la perspective de descendre sur la terre ferme contrairement à frère Jean, se réfugie dans la cale. Afin de lui jouer un tour, le moine suggère de saluer les Muses par le tir d'un coup de canon, imité par le reste de la flotte. Panurge sort de la soute en chemise, claquant des dents, un chat lustré attaché au bas de ses chausses, nommé Rodilardus. Devant les interrogations de Pantagruel, le couard affirme avoir pris le félin pour un diablotin, qui n’a pas manqué de le griffer, et dénie sa peur avec verve : « Que Diable est cecy ? Appelez vous cecy foyre, bren, crottes, merde, fiant, dejection, matiere fecale, excrement, repaire, laisse, esmeut, fumée, estront, scybale, ou spyrathe ? C'est (croy je) safran d'Hibernie. Hoh, ho, hie. C'est sapphran d'Hibernie. » Le roman se conclut sur ces deux mots : « Sela, Beuvons ». Si les commentateurs de la fin du XIXe et du début du XXe siècle comme Jean Fleury ou Alfred Glauser voient un signe de fatigue insipide dans cette sortie scatologique, les critiques plus récentes révèlent ses implications allégoriques et son caractère allusif.
L'épilogue cristallise plusieurs motifs souvent associés à Panurge et présents dans les précédents romans ou le Quart Livre, à l'exception du Gargantua où il n'apparaît pas : la peur, la merde, le safran, le diable et le vin. Ainsi, dans le Tiers Livre, les diables n'osent approcher Panurge « safrané et endebté » et de multiples peurs réelles ou imaginaires le traversent, du cocuage au fracas de la tempête. Cette conjonction d'éléments renforce la valeur conclusive du chapitre final, dont la dernière phrase renvoie au début de l'aventure pantagruélique. Panurge, les habits déchiquetés par le chat Rodilardus, est prêt à en revêtir de nouveaux.
Sela, défini par « certainement » dans la Brève déclaration, est un terme hébraïque d'origine biblique dont l'emploi burlesque le rapproche des drôleries, ces enluminures fantaisistes en marge des manuscrits gothiques. Utilisé principalement dans les Psaumes, son sens est en réalité obscur, même si certains commentateurs le traduisent par « amen ». La dernière phrase du roman, détachée de la tirade, n'est pas clairement attribuée à Panurge et est peut-être prononcée par un locuteur anonyme. Toujours est-il que cette fiction linguistique, évoquant les parodies juives que Rabelais a pu connaître, participe à un comique grotesque et savant, irrévérencieux face aux mystères des Saintes Écritures.

### Brève déclaration
La Briefve declaration d'aulcunes dictions plus obscures contenües on quatriesme livre des faicts et dicts héroïques de Pantagruel, ou Brève déclaration, est un appendice lexical ajouté à l'édition de 1552. Des définitions en apparence surprenantes, erronées ou impertinentes ont pu faire douter de l’authenticité du texte. En réalité, ce glossaire correspond aux préoccupations linguistiques de Rabelais, comme le souci de l'étymologie, l'intérêt pour les dialectes et l'aversion des fautes du langage oral. Ainsi, la définition de cannibale, comme un « Peuple monstrueux en Africque, ayant la face comme Chiens, et abbayant en lieu de rire », ne correspond pas au sens donné alors par Pierre Martyr d'Anghiera, caractérisant des habitants cruels des Antilles, mais souligne l'intérêt pour l'étymon de ce mot, canis.

## Genre et structure

### Un voyage sous le signe du mythe

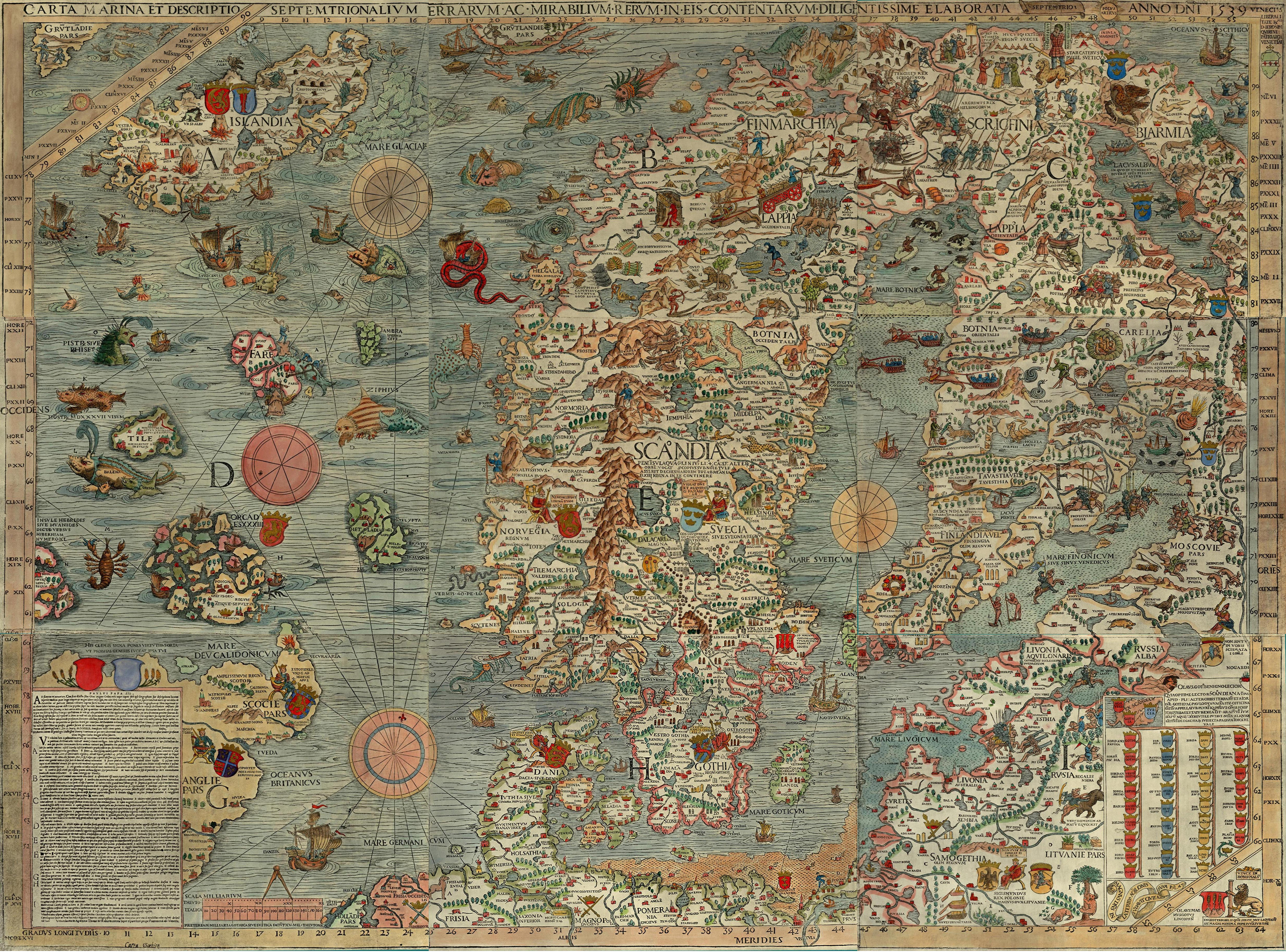
Sur la Carta Marina, à l'ouest de l'île de Fare (l'archipel des îles Feroé), un monstre surmonté de l’inscription Pistr[is] sive phiset[er], menace un navire, tandis qu'au sud un moine pétrifié pourrait être un présage de tempête.

Le roman s’annonce comme un récit de voyage que vient conforter un champ lexical associé à la navigation et aux tempêtes. Partis du port imaginaire de Thalasse, que le texte situe près de Saint-Malo, les voyageurs ambitionnent de rejoindre le temple de la Dive Bouteille à Cathay, c’est-à-dire près de la Chine. Le navire de Pantagruel, la Thalamège, emprunte son nom à la thalamège de Ptolémée Philopator, mais se trouve ici pourvu de voiles déjà évoquées à la fin du Tiers Livre. La recherche d’une voie septentrionale vers les Indes rejoint les préoccupations contemporaines et invite à dresser un parallèle avec les voyages de Jacques Cartier. Des critiques littéraires comme Abel Lefranc ou Marius Barbeau ont ainsi tenté de décrypter un itinéraire. Néanmoins, l’invraisemblance et l’incohérence du parcours démentent cette prétention au réalisme, même si des lieux se réfèrent à des toponymes existants. Plutôt que de renvoyer à des explorations avérées, le cadre du récit de voyage est un procédé littéraire qui permet de mettre en scène l'altérité et de présenter sous un jour nouveau et étrange les réalités européennes.
En effet, si le vocabulaire rabelaisien manifeste une maîtrise technique des savoirs nautiques, le récit de cette navigation désoriente sur le plan spatial, temporel et linguistique : les vents évoqués ne correspondent pas à la direction du navire et les itinéraires ne convergent guère ; les allusions temporelles et la chronologie interne du roman ne visent à aucune cohérence ; les registres lexicaux et stylistiques s’entremêlent plus que dans les précédents romans. Par rapport à l’édition de 1548, celle de 1552 marque une accentuation de ce floutage des références, comme l'illustre le mélange accentué du langage marin du Ponant et du Levant, ainsi que l'effacement du titre « calloier des îles Hyères », lié à l'actualité géopolitique de l’époque.

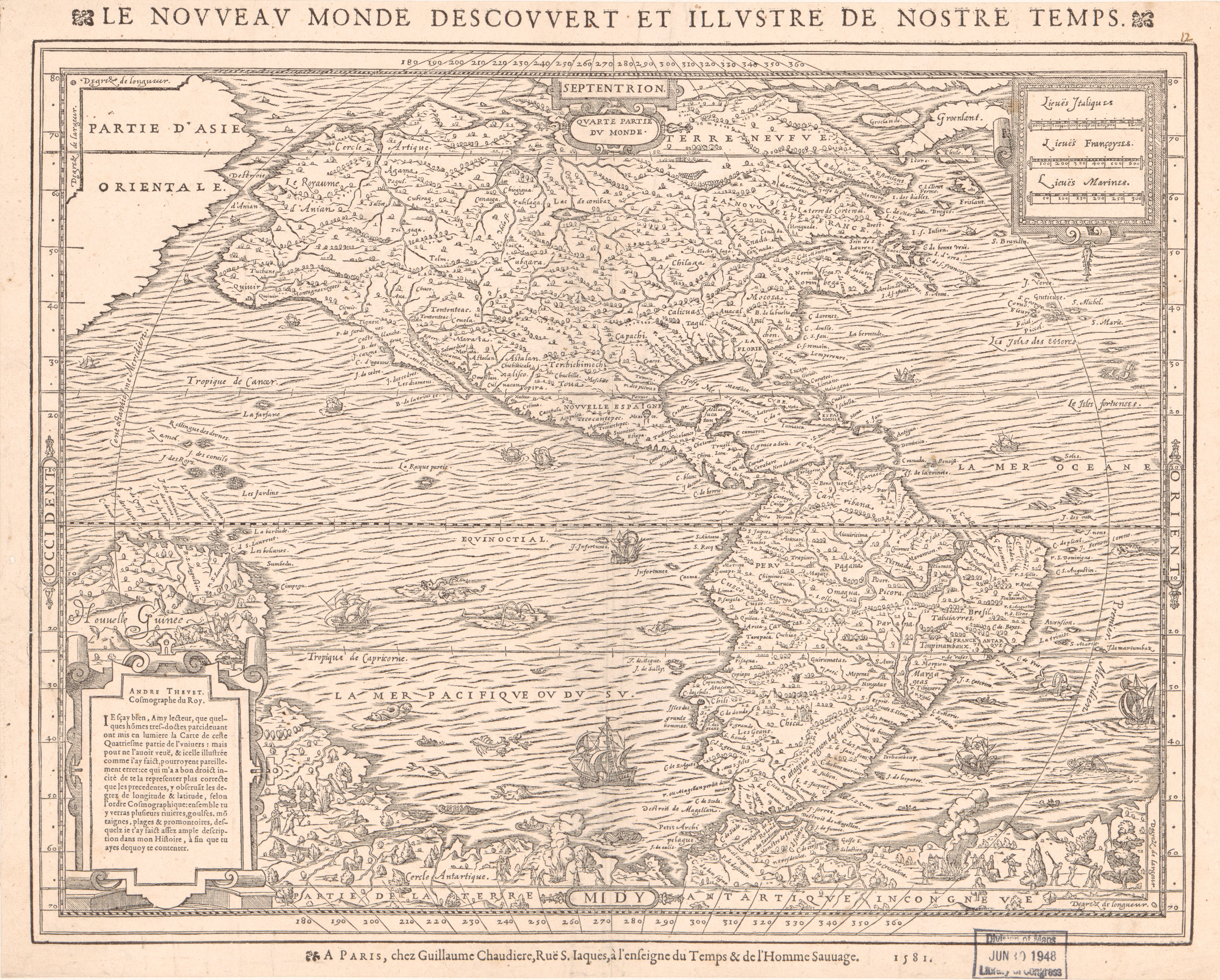
Plusieurs analogies de détail ont été établies entre l'île des Macraeons et l'île aux Diables décrite dans la Cosmographie d'André Thevet, qui décrit une île en proie aux forces démoniaques, ou le De Orbis concordia de Guillaume Postel, qui se réfère à une espèce de démons nordiques aux gémissements pathétiques. Cette île aux Diables, ou île aux Démons, est un archipel mythique situé au large de Terre-Neuve au XVIe siècle.

Caractéristique du récit de voyage, le roman est traversé par l’attrait pour la nouveauté qui alimente alors les cabinets de curiosités. Les protagonistes s'arrêtent ainsi sur l'île de Medamothi pour voir des marchandises « exotiques et peregrines », le premier terme faisant son apparition en langue française. Les étals se distinguent par des objets luxueux et sensationnels. La collecte d'éléments inédits participe de la conception humaniste du voyage, motivée par l'envie de savoir. Après la tempête, Pantagruel précise d'ailleurs à Macrobe que le but de leur expédition est digne d'éloges et non pas mercantile. Le relevé des vestiges de l'île des Macréons s'inscrit dans cette perspective. L'épisode des paroles gelées montre que ces réalités insignes et mémorables résident en chacun, ce qui explique qu'il est inutile de rapporter les mots de gueule. Les souvenirs issus des contrées explorées n'ont parfois de neuf que leur contexte, comme les poires offertes par Homenaz et qui se cultivent en Touraine. Cet exemple fait écho aux pratiques des botanistes de l'époque, Rabelais ayant lui-même été sollicité pour envoyer des graines depuis l'Italie à Geoffroy d'Estissac et à Guillaume Pellicier. Le don des curiosités locales correspond également à un enjeu politique visant à promouvoir le donateur et renforcer les liens avec le bénéficiaire, ainsi que l'illustre l'échange entre Pantagruel et Niphleseth. Présente au début du Quart Livre, la fascination pour l'étrange s'estompe au profit d'une mise à distance des constructions imaginaires qu'alimentent les voyageurs.
Si l’exotisme suscite l’émerveillement, les objets factices, impossibles ou familiers, dénotent une pointe satirique à l'égard des racontars invérifiables des voyageurs. En ce sens, l'île de Medamothi, littéralement l'« île de nulle part », est à rapprocher de Ouy-dire dans le Cinquième Livre, monstre immobile couvert d'oreilles qui répand les mensonges à travers le monde. L'exotisme chez Rabelais se rapporte ainsi à une fascination pour l'inventaire du monde et à une déception quant à un éparpillement illusoire. Il n'est pas encore le fruit d'une rencontre avec l'autre qui invite à une réflexion sur sa propre civilisation, comme l'illustrent les réflexions plus tardives de Jean de Lery à la suite de sa découverte des Tupinambas au Brésil.

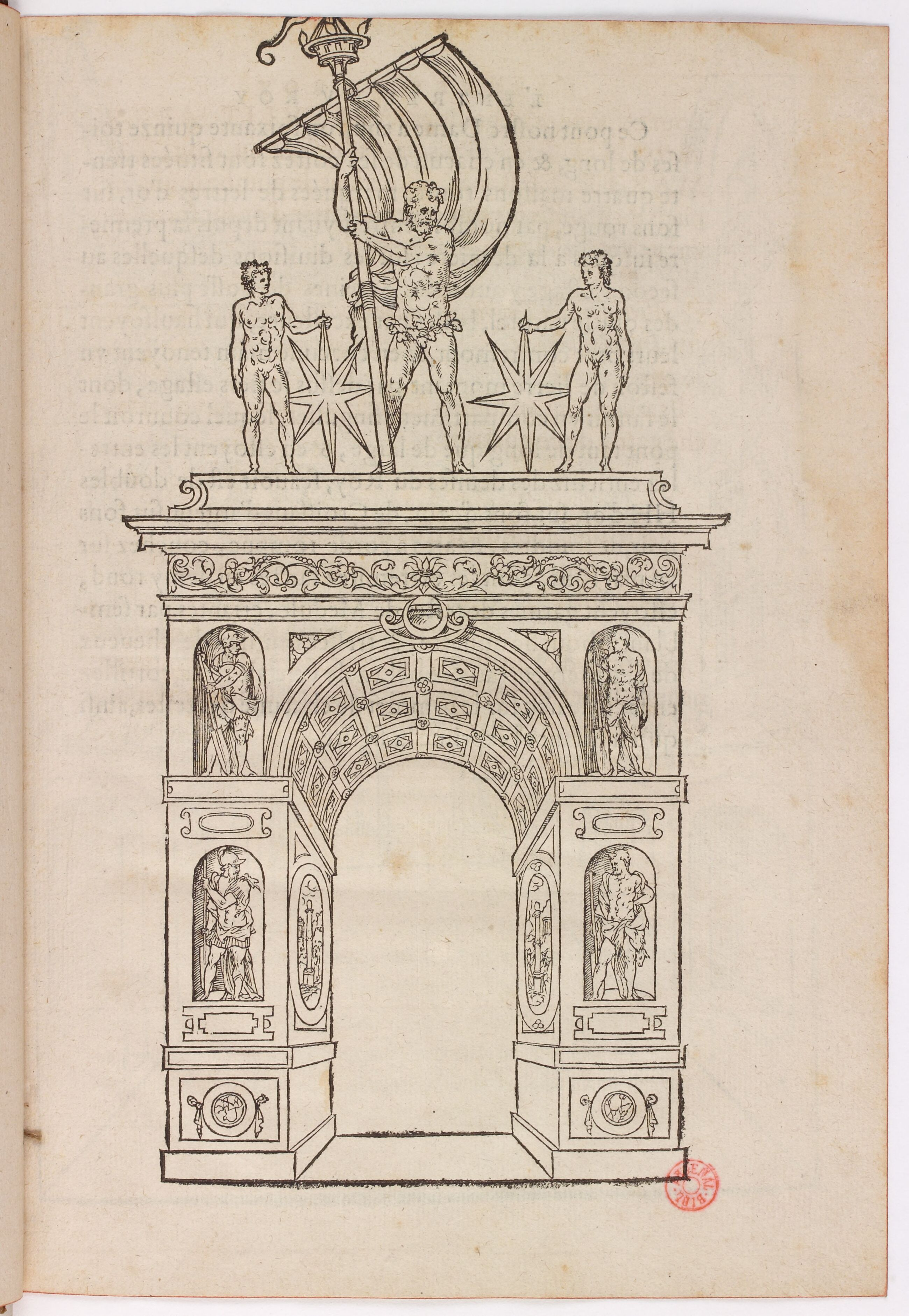
L'arc de triomphe célébrant l'entrée de Henri II à Paris, réalisé entre autres par Philibert Delorme au bout du pont Notre-Dame, montre que le mythe des Argonautes est utilisé dans la célébration de la royauté française.

Le but du voyage réside dans la quête de Panurge et le désir de consulter l'oracle de la Dive Bouteille, néanmoins la dynamique du récit est également portée par le personnage de Pantagruel, qui pose la majeure partie des questions destinées à éclaircir le mystère des îles. La pérégrination correspond à un désir de savoir, comme le géant l'explique à Macrobe, tandis que Dindenault est puni pour ses objectifs mercantiles. Pantagruel manifeste de la tolérance, voire de la générosité à l'égard des insulaires qu'il rencontre. Il nourrit une curiosité modérée par l'humilité qu'il cultive dans une perspective sceptique et évangélique, par différence avec le savoir vaniteux de Panurge. La récusation d'un mobile matériel au profit d'une mission spirituelle rejoint le discours d'autres voyageurs contemporains, comme le naturaliste Pierre Belon et le cosmographe André Thevet dans la préface de sa Cosmographie universelle.
La dédicace au cardinal Odet de Châtillon annonce la continuation des mythologies pantagruéliques, le terme « mythologie » étant défini dans la Brève déclaration comme un ensemble de narrations fabuleuses, des fictions allégoriques dissimulant un sens caché. Le voyage vers le Nord évoque celui des Argonautes après la conquête de la toison d’or tel que décrit dans la version orphique. Le mythe des Argonautes, explicitement mentionné dans le roman, renvoie directement aux tribulations politiques du temps, comme l'illustrent l’ordre mis en avant par Charles Quint ou la représentation de Henri II sous les traits de Tiphys.
Le Quart Livre de 1548 semble reprendre l'itinéraire des Argonautiques selon Apollonios de Rhodes, par le Caucase et le Pont-Euxin, tandis que la version de 1552, s'inspire apparemment davantage des Argonautiques orphiques, où le navire atteint les contrées hyperboréales avant de revenir par la côte atlantique. Néanmoins, malgré l’évocation du bélier à la toison d'or, l'épisode de Dindenault s'appuie davantage sur le récit de Folengo et de toute manière ne raconte pas le retour de l'expédition. Il est uniquement précisé au début du roman que le voyage dure quatre mois. Les Argonautica inachevés de Valerius Flaccus, édités en 1498 et complétés par Giovan Battista Pio en 1528 ont pu également influencer Rabelais dans son brouillage des cartes en offrant une jonction irréaliste entre l'Atlantique et la Méditerranée.

### Composition
Frank Lestringant compare la forme du roman à celle d'un insulaire, nom alors donné à un recueil de cartes uniquement consacré à des îles. Les étapes se juxtaposent sans souci de liaison et seul le souci de la composition donne de l'épaisseur aux toponymes. Le cours du voyage se poursuit de manière discontinue, diffusant le sentiment d'arbitraire que donne davantage un périple sur la mer qu'un itinéraire plus balisé sur la terre ferme. Chaque île donne lieu à un micro-récit qui lui confère son unité. Ce procédé narratif donne un caractère répétitif aux escales, potentiellement sans limite car aucune progression ne semble modifier le cours de l'aventure, comme si une enquête toujours inachevée se substituait à la quête des protagonistes. Néanmoins, la progression narrative au sein de chaque épisode empêche de réduire cette succession de découvertes à un procédé monotone, les enjeux et le sens de chacun d'entre eux transformant bien l'ensemble en un parcours. L'exploration évolue d'une perspective cosmographique, englobante, embrassant les espaces océaniques, à des points de vue topographiques, attentifs à la particularité des lieux. Le fait que Rabelais mêle des références canadiennes, égéennes et scandinaves dans l’élaboration de ces contrées imaginaires montre que ce palimpseste géographique tient plus du labyrinthe que d'un chemin délimité par un début et une fin.

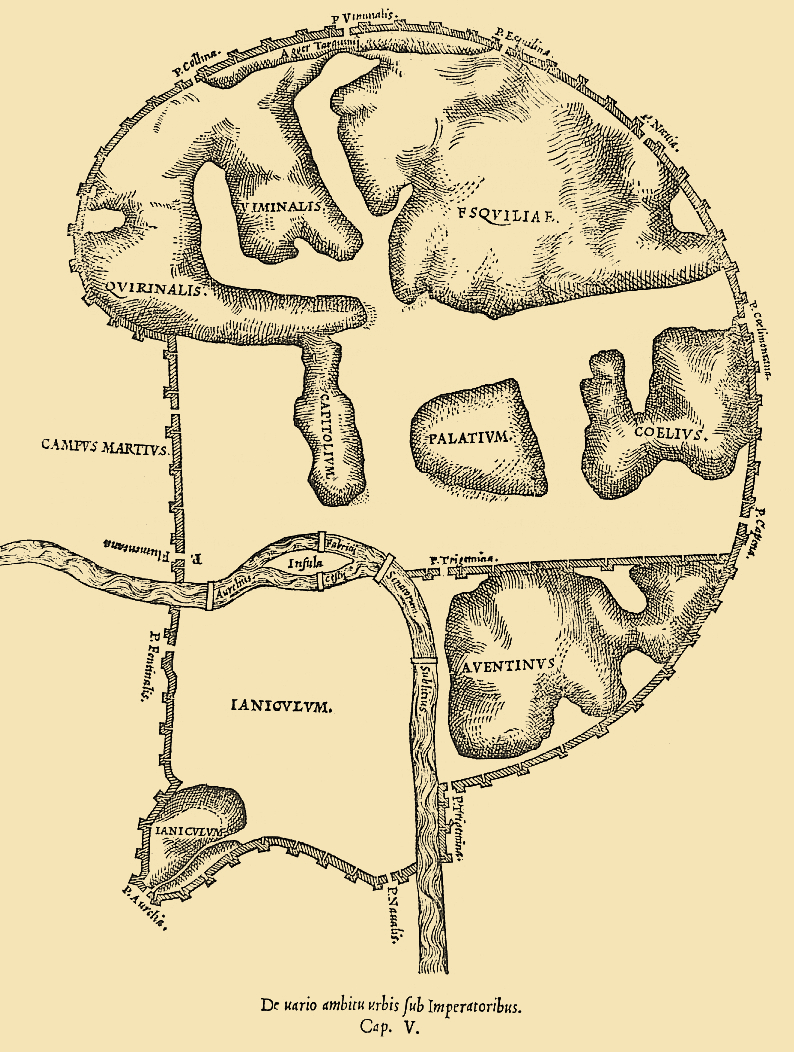
Selon Gérard Defaux, Ganabin n'est autre que Rome, qui ne serait pas seulement une cible de Rabelais mais jouerait un rôle structurant dans l'architecture du récit.

Paul J. Smith repère des constances thématiques du récit de voyage imaginaire qui assurent la cohérence du roman. Lors du départ, premier thème attendu de ce genre, les voyageurs chantent le psaume 114 dans sa traduction marotique, établissant une analogie entre la quête pantagruélique et les errances d'Israël à la recherche de la Terre promise. Diversement interprétée, la présence de l'Exode a été associée à la crise de l'Église et aux aspirations évangéliques pour un retour aux rites paléochrétiens. Il annonce ainsi les préoccupations sacramentelles qui traversent le voyage. La tempête, second topos de la navigation merveilleuse, reprend le schéma du psaume 107, même si elle comprend également des réminiscences antiques et humanistes : déchaînement des flots, imploration, intervention divine, retour au calme, soulagement de l'équipage et arrivée au port. Malgré ses implications théologiques, elle se distingue du texte biblique non seulement par sa dimension comique, mais aussi parce qu'elle rejoint les conceptions cosmiques de la Renaissance, comme le montre son interprétation sur l'île des Macræons. La représentation du vent, dont l’absence est rapprochée du chaos comme l'excès de mouvement dans la tempête, rejoint cette thématique. L'harmonie des vents favorables se situe entre deux extrêmes. Troisième lieu commun du genre, le monstre marin est figuré comme une créature effroyable de manière stéréotypée avant d'être parodiquement présenté comme une scolopendre et un gros poisson. Le rabaissement de ce motif épique correspond à une acception dévaluée du terme de monstre au XVIe siècle, comme l'évoque Ambroise Paré en décrivant la baleine dans Des monstres et des prodiges. Les coquilles de mer, le rémora et la lendole sont ainsi présents dans ce dernier livre comme dans le roman rabelaisien. La faune marine est merveilleuse en ce qu'elle est admirable, même lorsqu'elle n'a rien de fantastique. L'évocation du Physetère joue ainsi avec la polyphonie du registre monstrueux, à la fois signe, phénomène extraordinaire et curiosité naturelle.
Selon Gérard Defaux, hostile à la thèse de Lestringant, une structure concentrique moins élaborée mais comparable au Tiers Livre se lit dans la composition du Quart Livre. Les 14 escales, équivalentes au nombre de consultations de Panurge dans le précédent roman, se répartissent de manière égale dans les deux moitiés des 67 chapitres de l’édition de 1552, avec au centre le combat contre le Physetère, selon un schéma 33 + 1 + 33. Le combat contre le monstre étant placé sous le signe de la Trinité, il est vraisemblable de considérer que ce dispositif s’appuie sur la symbolique des nombres dans une perspective chrétienne, en l’occurrence du 3, du 7 et du 14, bien que ce dernier soit moins transparent. De manière troublante étant donné les attaques contre la papauté, Bartolomeo Marliani rappelle dans sa Topographie de l’ancienne Rome, préfacé par Rabelais en 1534, que cette ville établie sur 7 collines était divisée en 14 régions et possédait 34 portes. En complément de cette structure concentrique, les étapes s’opposent et se rapprochent, tissant des liens insulaires plus ou moins indépendants de l'ensemble, comme le montrent les exemples de Tapinois et de Farouche, de Quaresmeprenant et de Niphleseth ou des Papimanes et des Papefigues. Une double montée vers l’horreur et la terreur grotesques se dessine, culminant avec le fanatisme exacerbé de Homenaz et la tyrannie du ventre de Messire Gaster. Cette évolution explique l’attitude changeante de Pantagruel : curieux sur l’île de Medamothi, ironique chez les Papimanes et révolté près de l’île de Chaneph.
Une cohérence narrative se dégage également du caractère et du comportement des protagonistes, ce qui rejoint la conception du récit moral définie dans l’Art Poétique François de Thomas Sébillet. Ce récit moral ne renvoie pas à un discours axiologique mais au typage, à la vraisemblance et à la consistance des mœurs et des caractères. Empruntée à Horace et remaniée par les théoriciens de la Renaissance, la notion de « decorum personarum » exige la convenance des personnages en fonction de leur statut et de leur état. Dans cette perspective, ils ne sont pas subordonnés à l’avancée de l’intrigue, contrairement à ce que préconise la poétique aristotélicienne, mais l’action valorise au contraire les propriétés de chacun. Cette caractérisation passe aussi bien par l’abstraction, comme l’illustre Quaresmeprenant, que par l’individualisation, et au premier titre celle de Pantagruel et de ses compagnons. La propension de Frère Jean à jurer est ainsi un marqueur de son éthos.
Les interventions didactiques qui encadrent ou s'insèrent dans le récit du voyage rappellent les discours métatextuels associés à l’épopée antique et plus globalement l'édition humaniste des textes anciens, comme l'illustrent les commentaires de Servius sur Virgile ou d'Eustathe sur Homère. La réflexion sur les noms propres qui s'ouvre sur le chapitre 37, lorsque sont mandés les capitaines Riflandouille et Tailleboudin, rappelle ainsi des propos semblables à ceux développés dans la préface d'un ouvrage posthume de Du Bellay imprimé en 1569, Xenia, seu illustrium quorundam nominum allusiones. L'auto-commentaire rabelaisien, s'il s'inscrit dans une tradition savante, prend également un tour parodique, des allusions comiques se juxtaposant aux références sérieuses.

### Une narration allégorique traversée par la polysémie

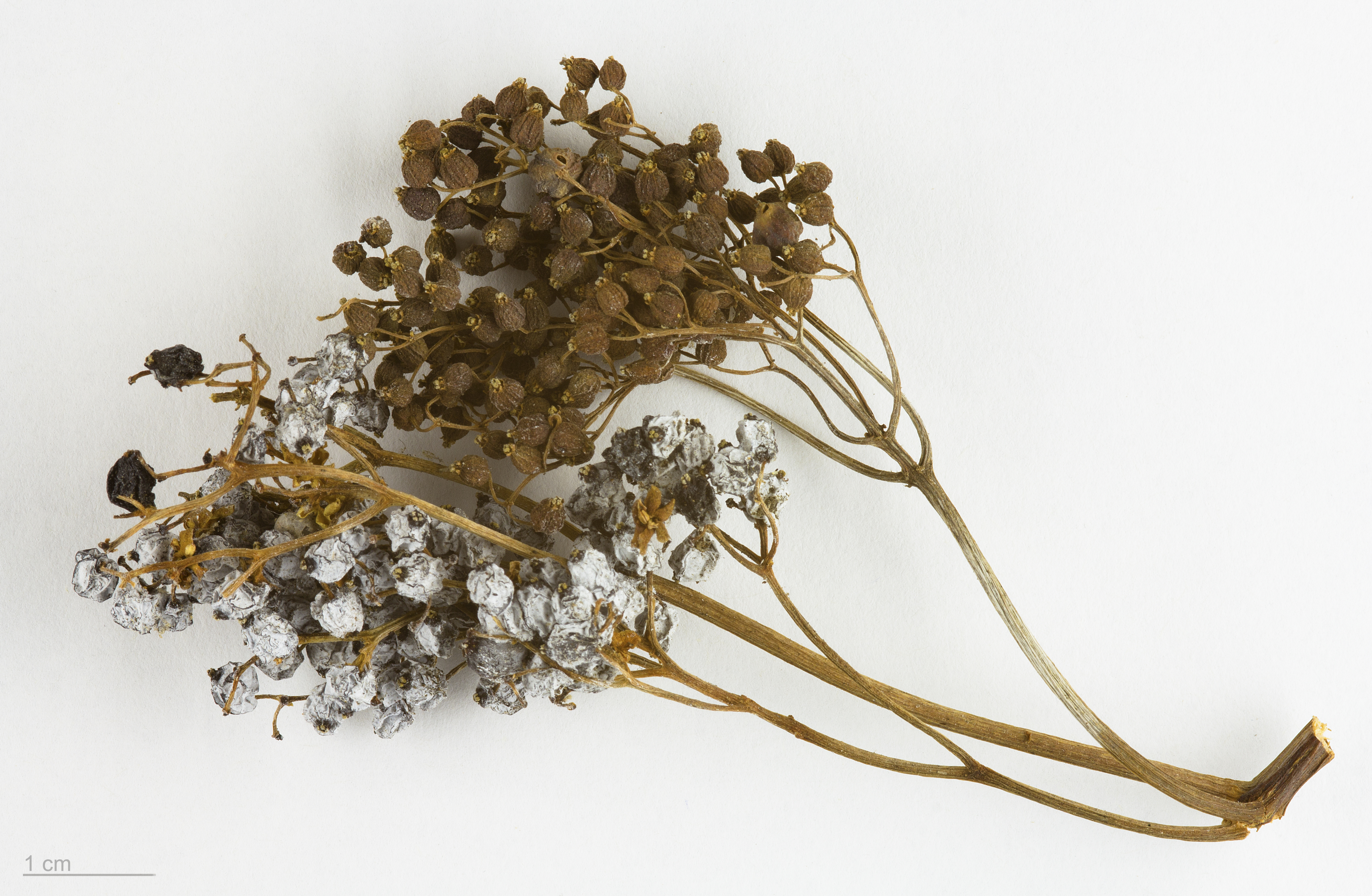
Sur l'île de Messire Gaster et en se référant aux symboles pythagoriques, le narrateur évoque la dimension allégorique du sureau, qui serait de meilleure qualité pour la fabrication des flûtes dans les pays où le coq ne chante pas. Cette allégorie signifierait que les gens studieux sont invités à délaisser la musique vulgaire et immédiate au profit d'une musique céleste et moins accessible.

L'effacement du narrateur principal reflète les tensions internes du récit, traversé par deux couples d'oppositions complémentaires : d'une part le jeu de Panurge qui corrige les discours de Pantagruel ; d'autre part la perspective d'une quête dérangée par les hasards de la navigation et l'imprévu des rencontres. En effet, ce narrateur intradiégétique se contente généralement d'exposer le cours des évènements, laissant les personnages prendre le pas sur le récit, alors qu'il jouait le serviteur obséquieux ou le mystificateur fanfaron dans les deux premiers romans de la geste pantagruélique. Il se présente comme un témoin et un garant de l’authenticité, que vient conforter le champ lexical de la vue et qui s'inscrit naturellement dans la trame et l'esprit d'un récit de voyage. Ses plaisanteries et les interpellations du lecteur sur sa crédulité manifestent au contraire son emprise sur le texte et incitent à la perspicacité, comme il le déclare lui-même au chapitre 38 : « Croyez le si voulez ; si ne voulez, allez y veoir. » Les protestations de vérité ne garantissent pas la véracité du narrateur ; parce qu'elles participent du registre du bonimenteur, elles sont parfois suivies de nuances ironiques et redoublent lors des épisodes les plus invraisemblables. Elles parodient par leur exagération la littérature géographique.
Frank Lestringant invite ainsi à considérer les îles comme des allégories géographiques dont la dimension hétérotopique favorise la mise en scène d'une altérité distincte propre à stimuler l’imaginaire et l'étonnement. Dans cette perspective, l'île des Papimanes incarne un catholicisme dévoyé dans la prospérité mondaine, l'idolâtrie et l’attente du pape assimilé au Messie. Les premiers habitants de ce lieu à rencontrer Pantagruel donnent à voir une image emblématique, puisqu'il s'agit d'un moine, d'un fauconnier, d'un solliciteur de procès et d'un vigneron, ce qui correspond respectivement au clergé, à la noblesse, à la robe et à la roture, donc aux quatre états de la société. Cette personnification atteste de la dimension symbolique et morale de l'épisode.
La teneur allégorique ou non d'un passage est parfois suggérée par la dimension comique ou absurde d'une situation. La formation en Y choisie pour l'attaque du Physètère est par exemple insensée sur le plan tactique, mais symboliquement, la lettre renvoie à la croisée des chemins et suggère la centralité de l'épisode. En effet, le combat peut se lire sous un angle théologique : le Léviathan, auquel est associé le Physetère, correspond à un être infernal d'un point de vue mystique, le Grand Amiral préposé des provinces maritimes de l'Enfer, tandis que Pantagruel est amalgamé au Christ par l’intermédiaire de Persée, comme le veut la christianisation de ce mythe grec à la Renaissance. Les cinquante dards plantés dans chaque flanc du monstre symboliseraient le triomphe de l'Église, ce nombre évoquant la Pentecôte.
À la fois revendiquée et moquée dans la fiction rabelaisienne, la dimension allégorique du récit, qui invite à voir un sens caché derrière les apparences, fût-il problématique, s'atténue par rapport au précédent roman au profit d'une plus grande polysémie. Les interprétations de Pantagruel se juxtaposent à celles de Panurge et des autres personnages sans déterminer le sens de l’aventure et jouer un rôle structurant. Par exemple, à première vue Messire Gaster incarne une idée abstraite, l'ambivalence des choses, par l'intermédiaire d'une réalité prosaïque, le pouvoir de l'estomac, à la fois source d'asservissement et d'émancipation. Néanmoins, aucune échelle de valeurs ne l'emporte explicitement sur l'autre, le dégoût de Pantagruel n'entamant pas la fascination qu’exerce ce déballage culinaire. La truculence de Panurge et de Frère Jean ne se trouve pas minorée par la quête de vérité animant le géant, d'ailleurs capable de participer également aux plaisanteries et aux plaisirs de la table.
L'aspect satirique du texte, qui se caractérise par le mélange des registres en plus de la désignation d'une cible, participe de cette complexité herméneutique. La fin du roman, où se conjuguent satire savante et farce débridée, plaide en faveur d'une interprétation plurivoque, comme l'illustre l'épisode de Messire Gaster, où se cristallisent le bas matériel et le haut spirituel. Panurge, conchié et fanfaron, retrouve une ambivalence qu'il avait en grande partie perdue dans le Tiers Livre. Cette hybridité générique autorise un sens ouvert en opérant la synthèse entre le sens littéral et le sens figuré, le trivial et le raffiné, le ludique et le sérieux.

## Une satire humaniste
La « satyricque mocquerie » est définie dans la Briefve declaration comme « une maniere de mesdire d’un chascun à plaisir, et blasonner les vices, ainsi qu’on faict es jeux de la Bazoche, par personnaiges desguisez en satire ». Dans cette perspective, le registre satirique de Rabelais rejoint l’esprit horacien de la critique caustique des défauts du temps, et en l’occurrence des adversaires des humanistes. Il reprend l’analogie développée par Sébastien Brant dans La Nef des fous entre le médecin et le satiriste, ainsi que l’idée que ce dernier doit appliquer à lui-même ses propres procédés.

### Une justice dévoyée
Le romancier cible le comportement et la vénalité des hommes de droit. L’épisode des Chicanous, qui se passe sur l’île Procuration, brocarde de manière exemplaire ce dévoiement de la justice. La satire rejoint ici son sens étymologique lié au mélange, avec l’entrelacement des récits, les emprunts croisés à différents genres théâtraux comme la farce et la tragi-comédie, ainsi que l’imbrication de thèmes dissemblables comme le religieux et le scatologique. La satire n’est cependant pas sans ambiguïté : les gens du Seigneur Basché reçoivent leurs part de coups. En outre, comme Epistémon le remarque, les Chicanous agissent pour le compte du prieur et leur sort cruel relève d’une injustice qui ouvre la voie à un cycles de violences.

### Abus du clergé et antipapisme
La satire religieuse, largement présente dans l’ensemble de la fiction rabelaisienne, occupe également une part significative du Quart Livre. L’opposition entre les Papefigues et les Papimanes tourne en dérision l’idolâtrie envers le pape. La diablerie avec le paysan est l’occasion de piques contre la luxure des moines, sans oublier, dans un autre domaine, la cupidité des avocats, la tromperie des marchands et la ruse des chambriers.

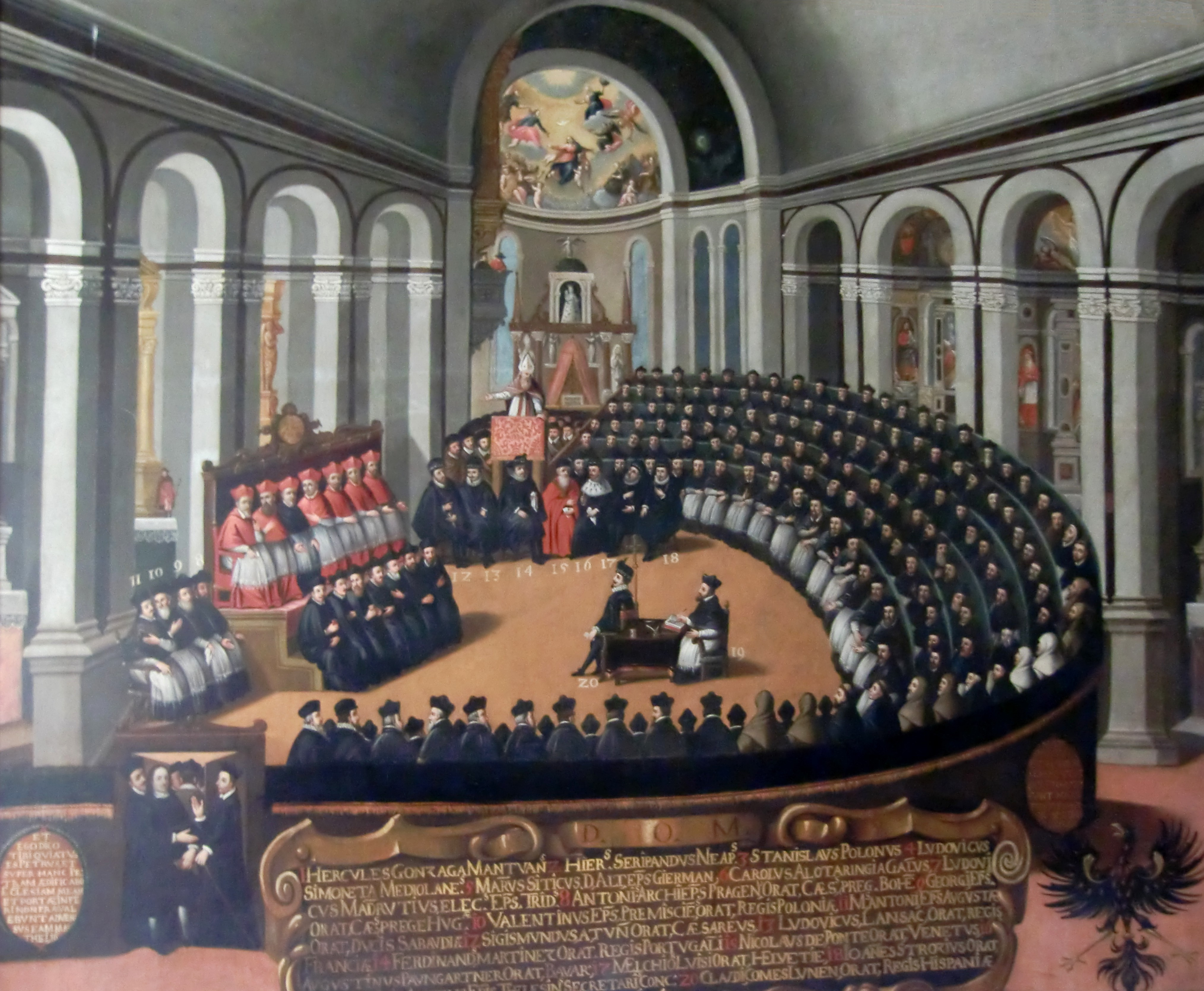
Si la France a globalement entretenu des relations complexes avec le Concile de Trente, plusieurs attitudes coexistent avec la position satirique de Rabelais, comme l'humanisme gallican de Guillaume Postel ou a contrario l'abandon du gallicanisme intransigeant par le cardinal Charles de Lorraine.

L’adoration des décrétales sur l’île des Papimanes moque l’autorité du droit canonique, placée au-dessus de la charité chrétienne. Ces textes, élaborés à partir de Gratien au XIIe siècle, assurent une protection du clergé contre le pouvoir civil et royal. L’évêque Homenaz préfère ainsi un substitut de la Bible à la parole de Dieu. L'attaque contre les décrétales s'effectue également de manière indirecte dans l'épisode des Chicanous, puisqu'elles condamnent le port des costumes terrifiques des représentations ayant lieu dans les églises et du prêt d'un habit religieux à des fins récréatives. À travers ces allusions critiques, Rabelais brocarde l’immunité cléricale et la distinction entre clercs et laïcs. La critique de la sacralisation du pape, des rituels de la messe et des objets de la liturgie rejoint celle des réformés. Le portrait du pape est admiré par les signes extérieurs comme la tiare et les pantoufles, non pour sa posture et son humilité.
Les Papimanes forment une allégorie transparente des papistes qui dénote la plus grande clarté du Quart Livre par rapport aux précédents romans, placé sous le signe de la complexité herméneutique dans le prologue de Gargantua ou travaillé par la perplexité de Panurge dans le Tiers Livre. Cette caractéristique rejoint les préoccupations esthétiques et historiques relevant d'une littérature de combat. Ainsi, lorsque Homenaz déclare « Nous sommes simples gens, puy qu'il plaist à Dieu. Et appellons les figues, figues : les prunes, prunes : et les poires, poires. », il traduit une attitude simpliste qui refuse de voir l’ambiguïté des signes et se retrouve dans sa lecture littéraliste des textes sacrés. Les Papimanes cultivent une vision binaire du monde dénuée du doute, considèrent leur salut comme acquis et accordent moins de confiance à un Dieu incorporel et invisible qu'à son représentant sur Terre. La clarté du propos rabelaisien s'explique par sa visée pamphlétaire et la défense du gallicanisme contre les tenants de la primauté du Vatican. L'estimation de la captation de 400 000 ducats annuels tirés du Royaume de France par Rome rejoint les estimations, sans doute un peu exagérées, de l'époque. Surtout, les ennemis et les alliés sont explicitement nommés, comme Calvin et Putherbe cités au nombre des enfants difformes d'Antiphysie à la fin de la description de Quaresmeprenant. Les enjeux polémiques de la satire expliquent la moindre ambivalence du texte.

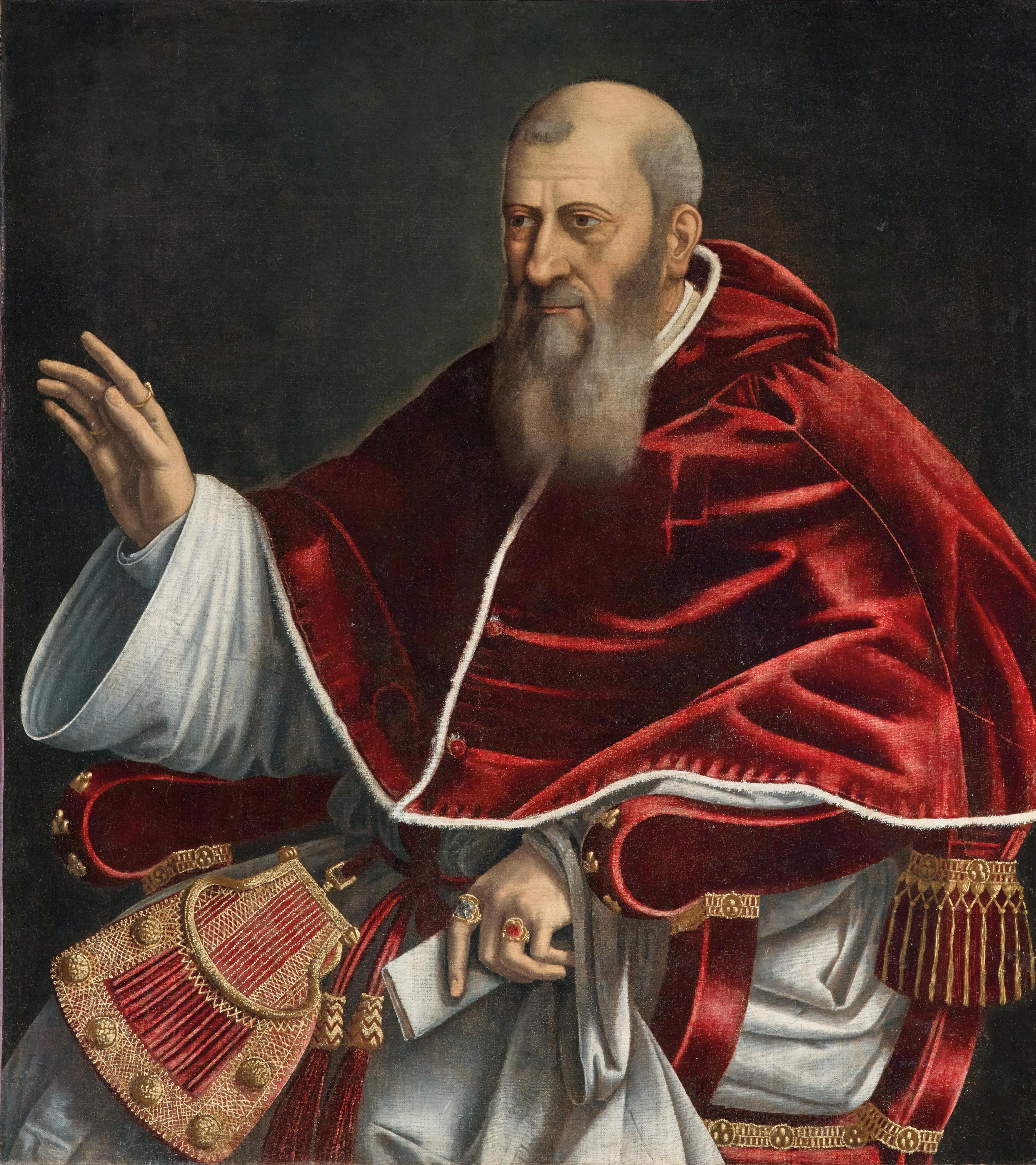
La critique des décrétales s'inscrit dans le contexte de la crise gallicane de 1550-1551. Il vise en particulier Jules III, représentant du droit canonique au concile de Trente alors qu'il était le légat pontifical de Paul III, position intenable pour les évangéliques et les protestants.

La satire ne vise pas à un rejet univoque des pratiques religieuses comme le montre la représentation multiforme des prières dans le roman. Les Papimanes effectuent une quête pendant une messe sèche, sans offertoire, ce qui contrevient à la liturgie, mais de surcroît utilisent l’argent pour le plaisir de la table. Ils multiplient les signes ostentatoires et superstitieux, comme le baiser des pouces en croix. À l'inverse, la cérémonie propitiatoire qui précède le départ en mer, la foi simple de Couillatris et l'oraison de Pantagruel pendant la tempête témoignent d'une ferveur religieuse sincère. Lors de cet épisode, les invocations répétées de Panurge apeuré offrent un contrepoint comique à la supplication brève de Pantagruel. Ce dernier manifeste une confiance humble envers la volonté divine, qu'il réaffirme devant Macrobe.
Outre le papisme et les abus du clergé, le récit attaque le formalisme religieux et plus particulièrement la doctrine chrétienne de l’eucharistie. Conçue pour rappeler la Cène et la communion du Christ avec ses disciples, son sens est alors dévoyé, comme le montre l'épisode centré autour de Messire Gaster. En effet, la cérémonie qui le célèbre moque le travestissement du rite chrétien, le transport du ciboire et de la burette par les acolytes étant remplacés par l'acheminement de corbeilles et de marmites par des gros valets. Les Gastrolâtres se livrent à une parodie de messe dans laquelle ils s'adonnent à des sacrifices. Les humanistes critiquent la fixation de la communion eucharistique en une série de règles et de chants suivis sans réflexion, l'interprétation de ce sacrement comme un sacrifice et l'idée d'une présence réelle du Christ dans l'eau et le vin, permettant le rachat des fidèles à la manière d'un rite païen. Dans cette perspective, le caractère en apparence inachevé du roman s'explique, l'espoir placé par Panurge dans le mot de la Dive Bouteille étant aussi illusoire que celui d'un salut par l'ingestion de l'hostie.
Les jurons de Panurge associés au diable et la farce de François Villon évoquent les diableries des Mystères médiévaux, lors desquels les personnages incarnant des rôles diaboliques tourmentaient les damnés à la grande joie du public et n'hésitaient pas à sortir de la scène répandre dans la ville un tintamarre carnavalesque. Les diables du Quart Livre jouent cependant aussi un rôle satirique. La scène du laboureur de l'île des Papefigues plongé dans l'eau bénite comme un canard pendant que des prêtres lisent un grimoire moque ainsi l'exorcisme en vogue à l'époque. L’évocation des damnés cuisinés et mangés en Enfer par le tourmenteur du paysan ou par Homenaz détourne l’imagerie populaire des souffrances qui attendent les damnés afin de moquer les croyances superstitieuses.

### Un évangélisme feutré ou militant?
Les évangéliques, se caractérisant par le désir de transmettre le message biblique au plus grand nombre et en langue vernaculaire sans rompre avec la papauté, bénéficiaient du soutien de François Ier avant l’affaire des Placards. La lutte contre l’hérésie qui en découle voit s'accentuer la répression, comme le montre l’édit du 13 janvier 1535 qui interdit l'imprimerie. Les évangéliques voient leurs possibilités d'action limitées.
Verdun-Léon Saulnier soutient la thèse de l'hésuchisme de Rabelais, attitude qui désigne le renoncement à une propagande active proche du quiétisme et le désir de vivre en paix. Dans cette perspective, les idées polémiques du Quart Livre seraient volontairement présentées avec précaution et sous le sceau du secret afin d'éviter les persécutions, comme le suggère l'expression de « jardin secret » qui revient plusieurs fois dans le roman,. Ainsi, il voit une marque d'indépendance dans le coup de canon tiré devant de l'île de Ganabin, qui ne serait pas le refuge des voleurs mais celui de la mauvaise justice et de la répression, manifestant la prudence sereine de Pantagruel, par différence avec la couardise de Panurge prenant la fuite et la témérité de Frère Jean prompt à prendre les armes.
Inversement, Gérard Defaux affirme que l'anticléricalisme viscéral de Rabelais s'exprime sans fard, même si en effet le pouvoir se durcit à l'égard des pensées hérétiques depuis 1534. La préface du Quart Livre de 1548 constitue, en dehors de l'épisode de la guerre entre les geais et les pies, un plaidoyer doublé d'un réquisitoire qui ne s'apparente pas à une rétractation. Les allusions et les attaques personnelles contre les dogmes des évangélistes sont précises, directes et appuyées. Michael Screech déclare que si le roman s'inscrit dans la ligne politique du roi de France et le contexte politico-religieux s'y épanouit plus que dans les précédentes œuvres, la dimension propagandiste n’en n'est qu'une parmi d'autres, comme le montrent les passages avant tout divertissants et comiques.

## Interprétations

### Un roman sur le langage

#### Usages savants et impertinents des jeux de mots

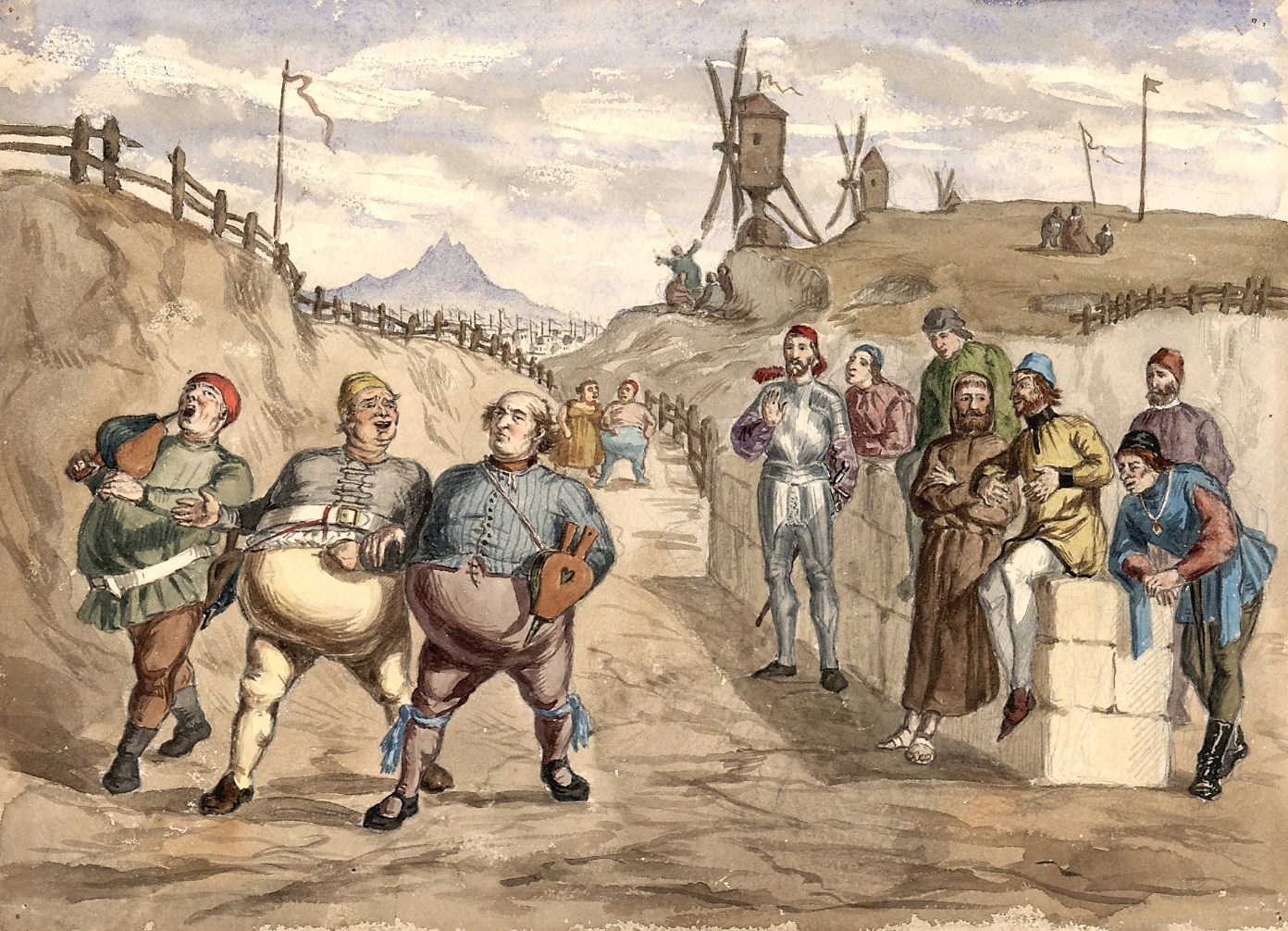
Dans la bouche de Pantagruel, « ne vivre que de vent » suggère à la fois une idée de simplicité et d'inconsistance, d'un trop grand détachement à l'égard des choses concrètes. Tableau de Maurice Sand.

La motivation des tournures lexicales pose le problème de la responsabilité et de la gratuité du langage. En effet, plusieurs épisodes narratifs évoluent sur des malentendus ou des double-sens. Lorsque Couillatris réclame sa cognée, Priape brode sur l’équivoque sexuelle du mot, ce à la suite de quoi les dieux éclatent de rire comme un « microcosme de mousches » avant de mettre l’infortuné à l’épreuve. De même, le podestat d’Ennasin manque de contrarier Pantagruel lorsqu’il prend au mot la boutade de Panurge et ne reconnaît pas le caractère factice des liens qu'il établit. Chez les Allianciers, les unions s’expliquent principalement par la reconstitution d’expressions figées, une fois les termes individualisés et incarnés. Elles aboutissent à une perte de l’usage commun et à une autosuffisance du symbole qui exaspère le géant, comme les mots « corne » et muse qui forment « cornemuse ». Antiphysie, qui réemploie les images usuelles de la dignité de l’homme pour les inverser, ou les Papimanes, adorant au sens propre le « dieu en terre » par le biais des effigies, représentent également cette aporie de la symbolisation, au même titre que les calembours. L’incidence des jeux de mots sur le cours du récit dénonce l’idolâtrie des signes.
Le rôle narratif des jeux sémantiques s’observe notamment dans le détournement des proverbes. La lecture littérale d’une métaphore figée est un procédé courant chez Rabelais. Son originalité tient dans la mise en scène de ces expressions, comme l’illustre l’île de Ruach où la formule « ne vivre que de vent » est exploitée tout au long de l’épisode : les ventouses soignent les coliques venteuses des éventés. La locution « rompre les andouilles aux genoux », qui donne son titre au chapitre 41, dénote la prouesse des Pantagruélistes qui arrivent à produire l’impossible, tandis que les énoncés parémiques sont personnifiés sur l'île des Allianciers. Par exemple, les personnages de fourgon et de pelle se réfèrent au proverbe permutable : « Le fourgon se moque de la pelle ». Rabelais reformule le sens fixé par l'usage et redonne vie aux mots comme l'évoque l'épisode des paroles gelées. Le détournement proverbial sert ainsi à la fois à poser le cadre du récit, à lui donner une impulsion ludique et à explorer les potentialités de la langue.
L'usage de l'apophtegme vérifie ce double aspect de facétie ludique et de réflexion sur le langage. Panurge, aveuglé par son égocentrisme, en déforme ainsi une prêtée à Pyrrhon à propos d'un pourceau heureux d'être sur le rivage en pleine tempête alors que toutes les versions de cette histoire mentionne l'animal sur le bateau, qui est d'ailleurs un symbole de la stupidité, et que rien dans l'attitude de Panurge ne traduit la capacité à se remettre en cause, caractéristique de la philosophie sceptique. Pantagruel y recourt au contraire dans un but didactique afin d'édifier et d'encourager ses compagnons. Et surtout, il refuse l'usage dogmatique qu'en fait Panurge, sans s'interdire d'en employer à des fins comiques. Dans les deux cas, l'apophtegme manifeste à la fois le recours à un argument d'autorité et sa problématisation.
S'inscrivant dans une tradition bien représentée dans la littérature médiévale, les listes rabelaisiennes doivent se lire à la fois par rapport à la logique interne du récit et en rapport aux hypotextes auxquelles elles renvoient. Le Quart Livre comprend quatre de ces séquences énumératives : l'anatomie de Quaresmeprenant, le repas des Gastrolastres, les animaux venimeux et les cuisiniers de la guerre des Andouilles. Cette dernière, se composant de 161 substantifs ayant valeur de noms propres, recourt au champ lexical de l'alimentation. Un tiers de ces mots semble n'avoir aucun lien direct avec le domaine de la nourriture, bien que leur obscurité peut résulter de l'évolution de la langue, le terme de « Balafré » renvoyant par exemple à une forme dialectale du verbe « bâfrer ». Les intrus apparents s'expliquent par des acrobaties étymologiques ou des jeux sur le signifiant : le patronyme « Lasdaller », qui signifie « paresseux », s'intègre dans la liste parce que c'est une anagramme formée par « lard » et « saler ». La liste recèle des effets poétiques par l'isométrie (alternance et homologie du nombre de syllabes dans les différentes séquences de mots) et l'homéotéleute (Cabirotade et Carbonnade ou Badigoncier et Saffranier). Cette accumulation verbale renvoie d'une part à la réflexion sur le travail de la langue et l'adéquation entre le nom et la chose, elle participe d'autre part à la création d'un style héroïcomique puisqu'elle parodie les énumérations des armées fréquentes dans les épopées, comme le montrent les allusions à la Batrachomyomachie et à l'Iliade.
Plus nombreux et plus longs que dans les précédents romans, les onomatopées du Quart Livre donnent un tour comique au registre épique et à la quête sur l'origine du langage qui traversent aussi le récit. Même si certaines des interjections onomatopéiques de Rabelais reprennent celles de grammairiens anciens ou contemporains comme Scaliger, la plupart sont de son invention. De plus, il déploie parfois cette trope de manière exubérante, voire sur plusieurs lignes, n'hésite pas à rendre des sons d'animaux passant outre aux conventions rhétoriques, imitant le premier miaulement écrit de la langue française, et se livre à des suites consonantiques qui évoquent un son confus dénué de sens (la suite de « r » prononcée par Dindenault). Les vocalises erratiques rendent sensibles la peur de Panurge dans l'épisode de la tempête. En revanche, le déluge d'onomatopées qui jaillit lors de la fonte des paroles gelées évoque davantage la confusion babélique des langues et les interrogations de l'époque sur les parlers primitifs.

#### Le dégel de la parole
Un discours sur l'interprétation peut se lire en filigrane dans les quatre séquences finales du Quart Livre. Dans l'épisode des Papimanes, Homenaz incarne une conception figée et rigide du langage, engluée dans le sensible et le littéralisme, tandis que Pantagruel, ouvert à la polysémie, ne craint pas l'innovation lexicale, comme l'illustre la nomination des poires reçues en cadeau. Lorsqu'il arrive avec ses compagnons vers les paroles gelées, il n'hésite pas à échafauder plusieurs hypothèses quant à leur signification, contrairement à ses compagnons frappés de stupeur par ce qu'ils entendent sans voir et au capitaine qui réduit le phénomène extraordinaire au souvenir d'une bataille passée. De plus, en refusant de thésauriser les mots, il rappelle que le langage se recrée dans le mouvement de la vie, alors que Panurge souhaite manipuler la parole comme un objet, proposant de la donner (comme un amoureux) ou de la vendre (comme un avocat). La figure de Messire Gaster se rapporte aussi à la dualité du signe et aux méfaits du littéralisme : ceux qui se contentent du sens premier de la faim vivent obnubilés par leur ventre, alors qu'elle recèle une fonction créatrice parce qu'elle éveille l'imagination. Lors du dernier banquet, les compagnons se satisfont de la non-résolution des énigmes et se réjouissent de leur réfection corporelle, tandis que Pantagruel épingle la fixité de leur esprit consumé par leur appétit et propose de « hauser le temps » non seulement en buvant, sens traditionnel de l'expression pour les marins, mais en laissant le temps se lever, jouant encore de la polyvalence du sens.
L’image de paroles ou de sons pris dans la glace est bien antérieure à Rabelais. Plutarque affirme qu’Antiphane décrivait l’enseignement de Platon comme des paroles gelées dont le sens dégèle avec l’âge et la sagesse. En outre, un voyageur du Courtisan de Castiglione évoque un tel phénomène rapporté d’un séjour en Moscovie. Néanmoins, Rabelais utilise ce thème dans un sens bien particulier. Il offre une lecture chrétienne du mythe de Petron décrit par Plutarque dans le traité Sur la disparition des oracles : le récit antique affirme que les Idées (Lógoi) et les Exemplaires (Paradeígmata) placés dans les triangles célestes se déversent en partie dans le monde temporel par le mouvement de l'éternité. Dans la version de Pantagruel, les paroles tombent du manoir de vérité jusqu'à la « consommation du Siècle, » terme tiré de l'Évangile selon Matthieu pour qualifier la fin des temps. Dans cette perspective, l'épisode des paroles gelées porte sur la part de vérité révélée que contiennent les mots en dépit de leur dimension conventionnelle et la possibilité de la connaissance par l'intermédiaire du langage, rejoignant certaines affirmations platoniciennes du Cratyle. Les mots participeraient d'une lumière divine dégoulinant sur l'humanité comme les catarrhes, ce sont des « véhicules bruyants de l'opinion » capables exceptionnellement de traduire le vrai. Selon cette lecture, le chapitre 56 est le pendant comique du précédent. Une fois dégelées, les paroles se réduisent à être des sons et des voix peu intelligibles où se mêlent une langue inconnue et le vacarme d'une guerre. Hors du langage touché par la grâce règnent la confusion et les malentendus, les seuls sons dotés d'une signification naturelle se rapprochant du bruit des bêtes.
Le chapitre 56 est en effet le lieu d'une bataille linguistique. Ainsi, Panurge reste avant tout sensible à la matérialité et à la perception du signe, de même que la plupart de ses compagnons sont attachés aux qualités sensibles de la parole, tandis que Pantagruel détourne volontiers le sens afin de l’entendre au figuré. Néanmoins, l'un ne l'emporte pas nécessairement sur l'autre : avant l'intervention du pilote, Panurge pressentait à juste titre les bruits d'une bataille mais croyait à une menace actuelle ; Pantagruel avait discerné le gel et le dégel des paroles sans donner d'explication appropriée. Rabelais joue non seulement avec la nature des signes mais avec leur usage : Panurge accorde aux paroles une valeur indicielle qui l'incite à fuir ; Pantagruel les considère comme des signes prêtant matière à réflexion. Il importe cependant de ne pas surinterpréter l'épisode des paroles gelées, car il est aussi une mise en scène de l'arbitraire du signe. Les personnages livrent leur conception de ce phénomène incroyable au détriment du narrateur et le caractère fantaisiste de la fiction prend le pas sur les prétentions rationalisantes. Les couleurs de l'héraldique, science du symbole, rappellent le caractère conventionnel du sens prêté au signe, et la dernière hypothèse de Pantagruel relative au chant d'Orphée évoque la dimension poétique des paroles gelées.

#### Le son, entre cacophonie et signe de vie
L'évocation des bruits du monde, qui traverse en effet le roman, n'est cependant pas à lire unilatéralement sous un jour négatif. En plus de l'épisode des paroles gelées, la diablerie de François Villon donne lieu à un tapage sonore, les acteurs déambulant dans la ville avec leurs cymbales et leurs sonnettes, les noces de Basché sont réglées au son d'instruments de musique, une canonnade conclut le Quart Livre. Des gloussements de Dindenault aux gémissements de Panurge, les onomatopées signalent le caractère des personnages qui les profèrent tout en rehaussant l’aspect ludique du texte. Outre l'intérêt linguistique, le récit manifeste ainsi un intérêt pour la valeur acoustique du signe et exalte la parole vive, par contraste avec la représentation parfois (mais non exclusivement) défavorable de l'imprimé à plusieurs endroits de l'intrigue, trahissant le caractère inerte de l'écriture quand elle n'est pas soutenue par un lecteur. Comme dans les autres romans, Rabelais glisse de nombreuses allusions à la musique, sans manifester cependant une conception originale et approfondie de la théorie musicale. L'épisode des paroles gelées sous-tend un atomisme sonore, le gel conservant non seulement la partie matérielle du son mais aussi le timbre et la hauteur, se voyant doté d'une couleur et d'une matérialité qui sollicitent les autres sens que l'ouïe. Suivant un procédé dont il est coutumier, l'écrivain aime mêler l'évocation de la forme musicale avec une réalité plus triviale, Pantagruel commentant ainsi les pets de Panurge : « je accorde au contrepoint de la musique que vous sonnez du nez ».

### Ambivalence du comique rabelaisien

#### Une farce tragi-comique
L'écriture rabelaisienne mêle volontiers les niveaux de sens, le registre comique camouflant un propos sérieux et inversement. Les équivoques obscènes renvoient aussi bien à la gaieté carnavalesque qu'à la convivialité évangélique, comme l'illustrent les liens entre la mort et le rire dans le roman. Les traquenards mortels dont sont victimes Dindenault et Tappecoue tournent en dérision et avec verve des personnages imbus de leur autorité ; la violence de ces épisodes est néanmoins contrebalancée par la perspective humaniste des pantagruélistes. La cruauté de Panurge et de Villon n'est pas condamnée par une leçon de morale, ce qui permet de préserver la légèreté de ces farces tragiques, mais se trouve sanctionnée par le comportement symétriquement pondéré de Pantagruel. L'histoire de la hache de Couillatris valorise la médiocrité, entendue comme juste mesure entre deux excès, sans passer par un sermon mais par un jeu de massacre dont sont victimes les paysans cupides. Le rire rabelaisien est protéiforme, la joie pantagruéliste s'opposant à la joie mauvaise des farceurs. Les cas de trépas consécutifs à un rire répertoriés dans le catalogue de morts étranges du chapitre 9, issus d'une compilation de Ravisius Textor, peuvent tout aussi bien être considérés comme une forme de châtiment de l’amour de soi qu'une affirmation de la joie jusque dans la mort.
Le caractère fantasmagorique de l’épisode du Basché s'appuie sur l'enchâssement successif des récits, qui accroît l'impression de leur irréalité. L'inversion des valeurs incarné par les Chicanous, enviés lorsqu'ils sont battus illégalement et plaints lorsqu'ils sont punis de leur vol sacrilège, en montre la portée carnavalesque. Celle-ci est confirmée par la présence insistante du vin, associée aussi bien à la fête qu'à un débordement bacchique où les règles sociales semblent abolies. Épistémon remarque que c'est le commanditaire des chicanes, le Prieur, qui devrait être rossé plutôt que les exécutants que sont les Chicanous, mais ce commentaire incident apparaît comme un point de repère moral qui n'arrête pas la déraison joyeuse du récit.
Rabelais use ainsi des ressources de la tragicomédie à la manière d'un concept expérimental plutôt que d'un genre codifié. Défini dans la Brève déclaration comme une « farce plaisante au commencement, triste en la fin », la tragicomédie est évoquée sur l'île des Macræons et à propos du tour joué aux Chicanous. La notion est alors aussi bien sollicitée par les poéticiens, Antonio Minturno (en) commentant le caractère ambigu de l’Amphitryon de Plaute, que dans la littérature vernaculaire, la préface de l'Abraham sacrifiant de Théodore de Bèze précisant le caractère double de sa pièce. Elle se marie bien avec le caractère incertain du voyage, ouvert aux évènements imprévisibles et soudains, et manifeste le goût rabelaisien pour l’ambivalence, comme le montre le diptyque de Bringunenarilles et de du Bellay, la mort étant représentée successivement comme farce comique et tragique. Il en est de même pour la violence, dont le spectacle finit en horreur pour les Chicanous et en beauté pour les Andouilles. Le pantagruélisme, présenté comme une « gayeté d'esprit conficte en mespris des choses fortuites » dans le prologue, peut être considéré comme l'état d'esprit à cultiver face à l'incertitude de l'avenir, textuel ou non.

#### Tératologie

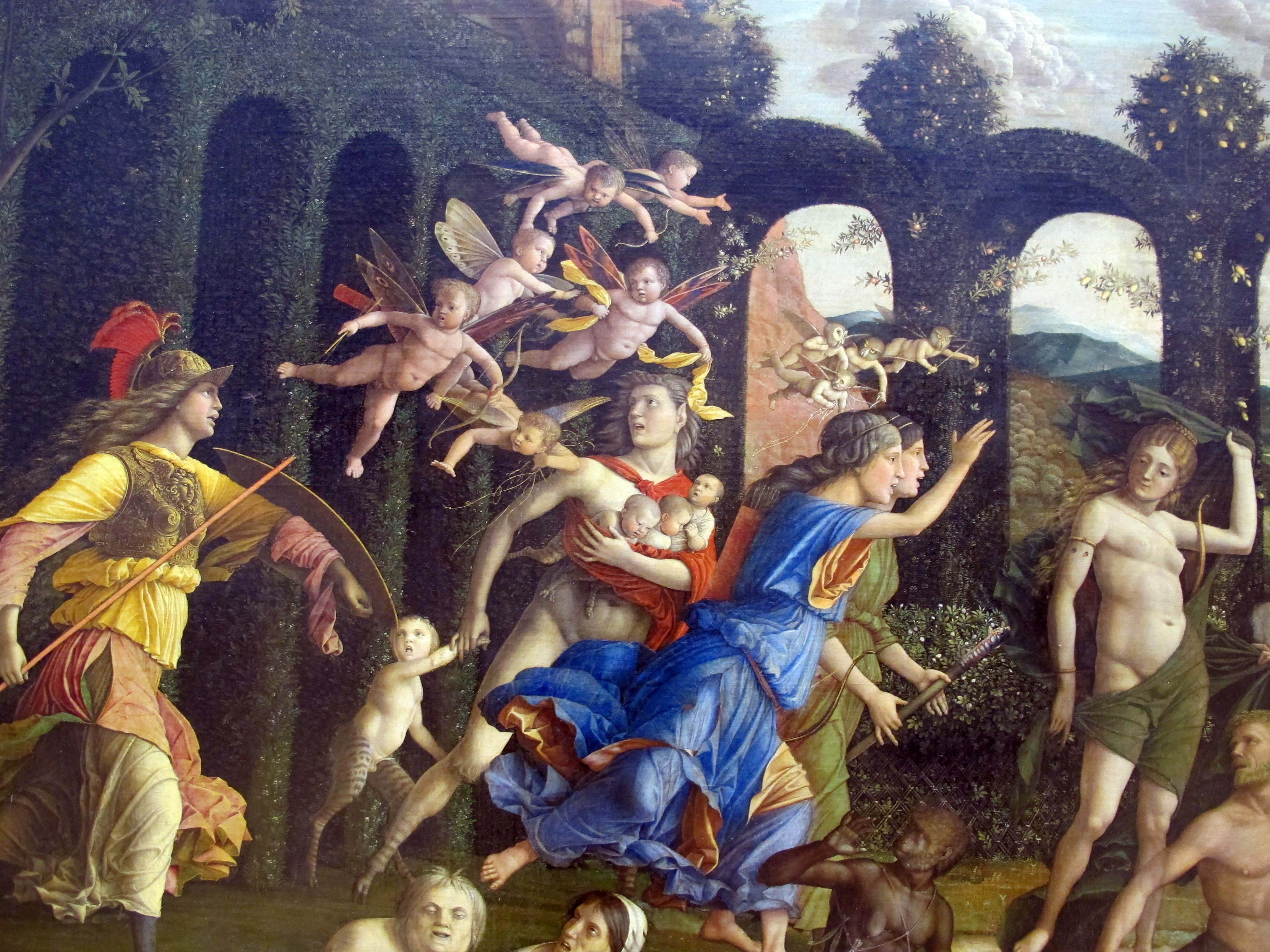
Le collier de Mardi-Gras porte comme inscription « Pourceau Minerve enseignant », ce qui peut symboliser la philautie, ou l'amour de soi, mais aussi renvoyer à la curiosité impie (impia curiositas). Le monstre, en outre paré des attributs du luxe, sert ainsi à épingler les abus de la papauté, tandis que la race andouillique fait écho aux serpents de la Genèse,

La figure du monstre représente pour l'élite savante de la Renaissance un phénomène extraordinaire dicté par Dieu, admirable ou effrayant, se donnant comme une énigme à interpréter. Une tradition plus ancrée dans la culture populaire n’attribue pas un sens cosmique à la monstruosité mais l'assimile à des formes d'expressions carnavalesques associées à la peur ou au grotesque. Les multiples conceptions se trouvent dans l’œuvre rabelaisienne, le monstrueux étant souvent utilisé comme repoussoir de la pensée humaniste à des fins polémiques.
Les réalités insolites posent donc un problème d'herméneutique, car les singularités ne renvoient pas nécessairement et systématiquement à un sens caché. Quatre séquences se réfèrent explicitement au monstre dans le roman : la tempête, associée aux prodiges dans l'île des Macraeons, Quaresmeprenant, le physetère et les Andouilles. La tempête, d'abord considérée comme un cataclysme naturel, se voit ainsi décryptée plus tard comme un signe prémonitoire de la mort des héros et se trouve réintégrée dans une explication logique du monde. En revanche, l'attaque du physetère, qui rappelle l'épisode tempétueux, ne semble signifier rien d'autre que lui-même et la créature vaincue se retourne comme un banal poisson mort. De même, si l'opposition entre les Andouilles et Quaresmeprenant évoque à première vue l'opposition entre carême et carnaval, ainsi que la satire évangélique contre la violence institutionnelle de l’Église, des éléments fantasques démentent l'idée d'une symbolisation transparente et montrent l’ambivalence des signes. Le corps des Andouilles, à la fois phallique, hybride et animal, n'est pas moins monstrueux que celui de leur ennemi et leur étrangeté résiste aux explications totalisantes, même s'il évoque la concomitance des plaisirs sexuels et alimentaires. La référence de Pantagruel à la théorie de Cratyle à propos du nom des Andouilles ne doit ainsi pas être prise trop au sérieux, elle participe à la tonalité burlesque de la bataille.

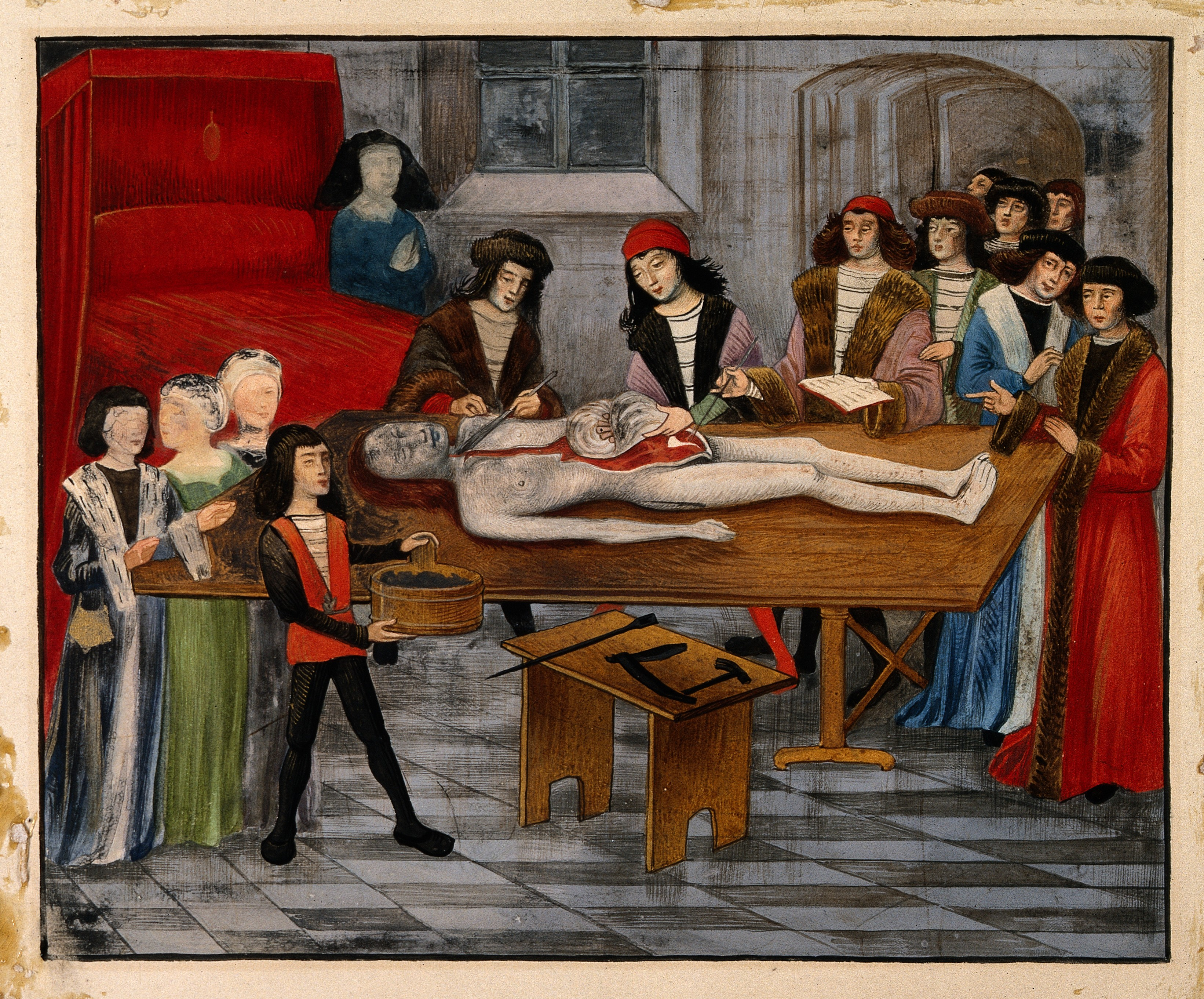
Dans sa Grande chirurgie, Guy de Chauliac affirme que l'estomac ressemble à une courge courbe et le foie à la Lune. Rabelais amplifie et caricature ce type de comparaison.

Quaresmeprenant est un exemple de monstre anatomique et linguistique composé d'éléments hétéroclites, où l'humain et le non-humain ne fusionnent pas. Afin de le décrire, Rabelais recourt à l'analogie en parodiant à la fois les traités d'anatomie et les mirabilia des récits de voyage. Ainsi que l'avait remarqué Anatole-Félix Le Double, il existe des correspondances entre les parties du personnage et les objets servant à la comparaison : les omoplates sont comme un mortier car la tête de l'humérus s'y insère tel un mortier dans un pilon. Ce système analogique, présent dans l’œuvre de Galien, est remis alors en cause par les planches de Vésale. Rabelais s'inspire également des voyageurs qui rapprochent l'inconnu du connu par des comparaisons et des descriptions extraordinaires. L'invraisemblance du portrait est cependant mise en cause par Pantagruel, qui se demande comment les parties internes ont pu être analysées sans dissection. La monstruosité de Quaresmeprenant n'est pas dépeinte sous un jour entièrement négatif, puisqu'il emprunte des éléments au mythe du Pays de Cocagne (cependant parfois inversés), manifeste à sa manière la richesse de la nature et partage des points communs avec les rois de Carême (l'association de son immobilité et de sa productivité par exemple). Il véhicule un propos satirique mais n'en reste pas moins un personnage de contrastes par certains détails : il rit en mordant, mêle la paresse et l’activité et apprécie comme Pantagruel les plaisirs de la table.
Outre leur rôle narratif, la description des monstres pose un cadre irréel et fabuleux. Rabelais recourt à l’enargeia, c'est-à-dire aux procédés rhétoriques qui s'efforcent de rendre sensible une description avec la force de l'évidence, bien que les créatures ne soient pas toujours représentables. Le physetère et le pourceau volant, respectivement décrits par Olaus Magnus et Élien, sont ainsi des êtres imaginables, qui s'inscrivent dans la logique du récit. La morphologie de Quaresmeprenant n'est précisée que par Xenomanes et rien ne garantit qu'il n'exagère pas auprès de ses compagnons. En revanche, Bringuenarilles, emprunté au Disciple de Pantagruel, frappe par l'invraisemblance de sa mort et revêt un caractère ornemental par sa présence ténue dans le roman.

#### Une physiologie obscène et polémique

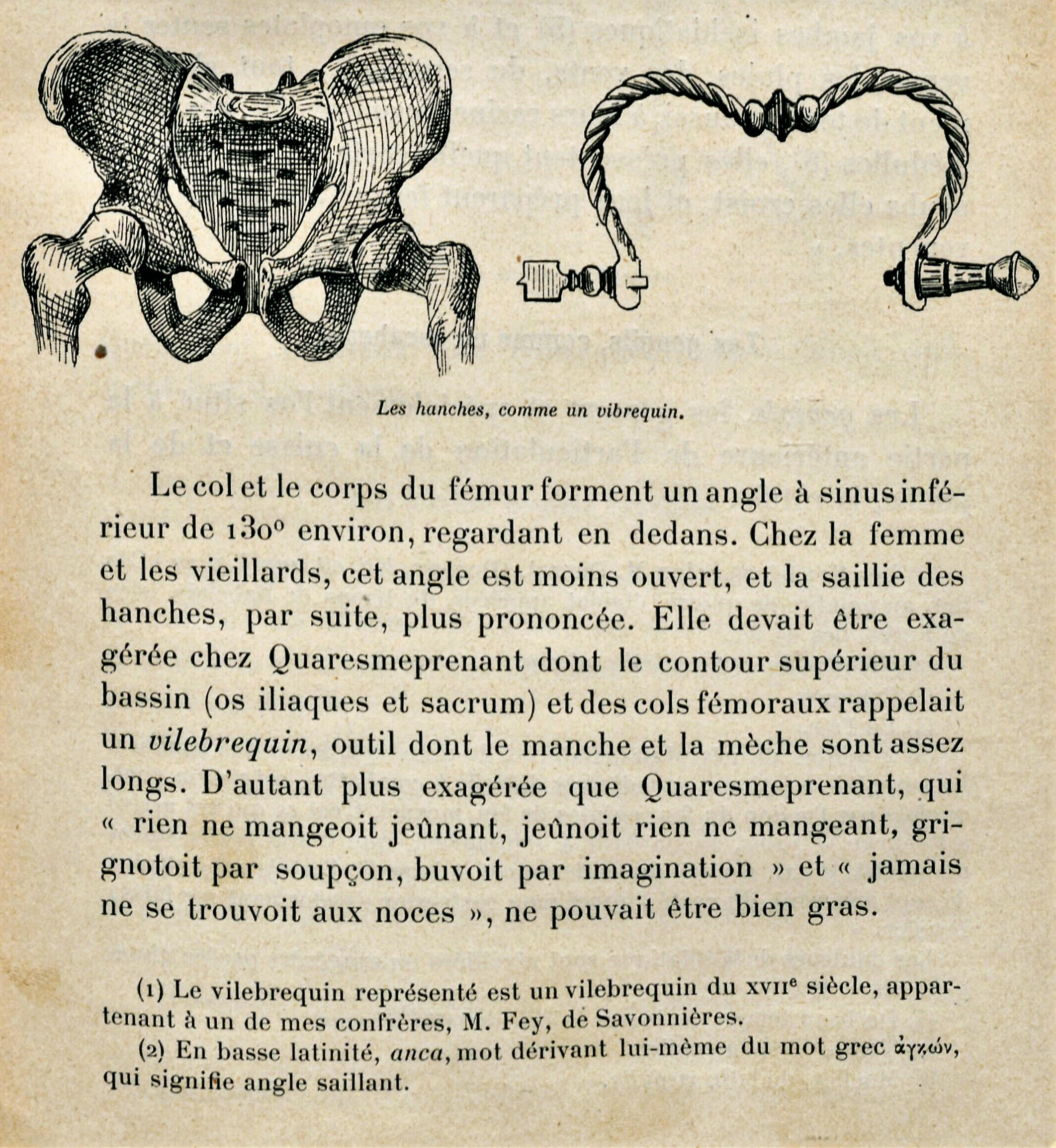
En 1899, l'anatomiste Anatole-Félix Le Double relève l'usage comique des descriptions corporelles. Certaines images décrivant Quaresmeprenant sont inspirées des années de moinerie, comme le cœur qui ressemble à une chasuble, le mésentère à une mitre abbatiale ou les rotules rendues saillantes à force de génuflexions.

Des motifs obscènes participent à la charge polémique du texte, comme le montre la description anatomique de Quaresmeprenant, la réécriture du mythe de l'androgyne sous les traits d'Antiphysie ou les équivoques relatives à Priape (équivoque entre mens, esprit, et mentula, la verge). Les Andouilles représentent cet aspect en apparence trivial du comique rabelaisien : ces saucisses sont littéralement des phallus dressés et Niphleseth renvoie au membre viril en hébreu. Selon les déductions d'Alban Krailsheimer, le choix des Andouilles s'explique par la langue allemande, Schmalkaldauen (littéralement « tripes étroites ») se rapprochant de Schmalkalden et évoquant la ligue de Smalkalde, donc le camp des protestants. Le fondateur des Andouilles est un porc, or Martin Luther est désigné comme un sanglier sauvage dans l'incipit de la bulle Exsurge Domine. L'intransigeance des luthériens, comparés aux Andouilles attaquant sans discernement, est ainsi renvoyée dos à dos avec celle du camp papiste. Les 27 barriques de moutarde, symbole scatologique, envoyées comme baume céleste par Mardi Gras achèvent cette dégradation symbolique par le bas corporel.
L'étron ne possède cependant pas une valeur uniquement dépréciative dans la prose évangélique. Ses connotations puériles, ses propriétés curatives et même son aspect immonde ne sont pas opposés à l'élévation spirituelle et au rire gras. Déjà présent dans la geste rabelaisienne, par exemple à propos du torchecul dans Gargantua, les excréments sont un objet d'exagération comique lorsque Dindenault souligne les bienfaits des déjections de ses moutons (« Par tous les champs es quelz ilz pissent, le bled y provient comme si Dieu y eust pissé »). L'énumération scatologique relève d'un plaisir enfantin et innocemment transgressif tout comme il rejoint l’idéal humaniste de la présentation du corps humain dans sa totalité. Le stercoraire conserve cependant sa dimension rabaissante et moralisatrice quand Gaster rappelle aux matagots qu'il n'est pas Dieu mais qu'une humble créature, les invitant à chercher une trace de la divinité dans ses selles, dénonçant par là le scandale de l'incarnation. La conclusion malodorante du Quart Livre peut s'interpréter comme dans l'Heptaméron de Marguerite de Navarre : l'entreprise littéraire et plus globalement le langage se trouvent disqualifiés dans leur prétention à décrire le monde.

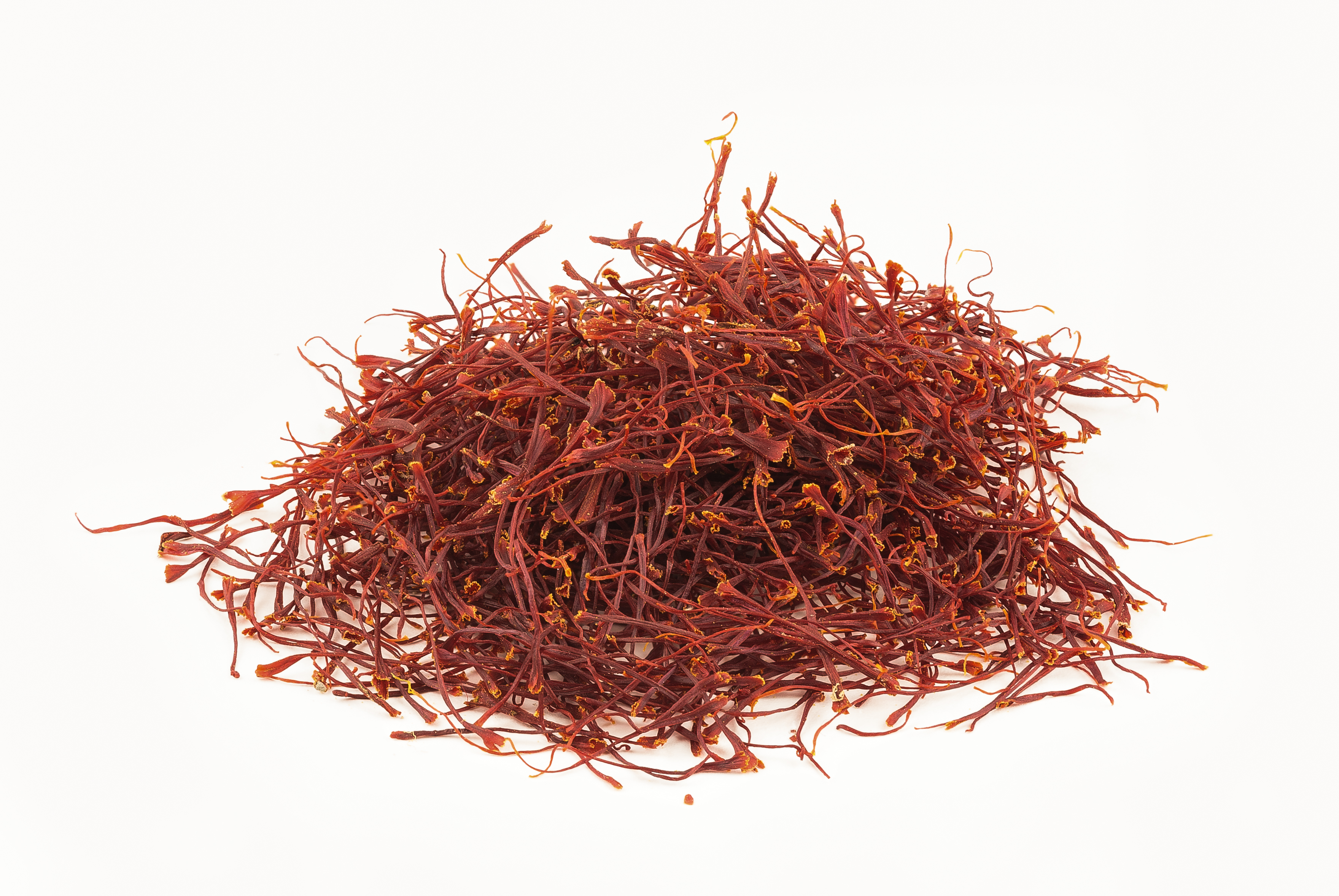
La transmutation de la matière vile en or a des connotations alchimiques. Le safran est qualifié d'or végétal par les alchimistes, par exemple dans le Chrysopœia d'Augurelli traduit chez Pierre de Tours en 1548 sous le nom de Facture de l'or.

L'envolée finale de Panurge, lors de laquelle ce dernier essaie de se rattraper par une pirouette lexicale, comprend une paronomase, le mot « bren » se trouvant dans « Hibernie » par métastase. Ce jeu de mots trahit cependant l’ambivalence de Panurge. Le safran, alors utilisé comme produit pharmaceutique et non comme condiment, est réputé pour ses nombreuses vertus thérapeutiques, notamment celles de soulager les effets du vin, mais se trouve aussi présenté comme un danger fatal à forte dose. Dans son Canon, Avicenne, après avoir listé ses nombreux bienfaits, affirme qu'il apporte une mort douce et joyeuse, idée par exemple corroborée par Laurent Joubert dans son Traité du ris. Panurge, s'il semble opérer une inversion des valeurs en transmuant sa merde en or, apparaît ainsi comme un escamoteur fanfaron fidèle à lui-même. Avant sa tirade, Panurge est cependant envoyé se laver et se revêtir de blanc, ce qui, avec les derniers mots du texte (« Sela. Beuvons »), invite à ne pas trancher entre les lectures eschatologiques et scatologiques.
Raphaële Garrod indique que la référence à un safran irlandais cacherait une mise en énigme satirique de l'échec du débarquement français en Irlande. En rapprochant la couleur de son vêtement de la plante, Panurge évoquerait la chemise safranée irlandaise, ou léine, connue des cosmographes et historiographes de la Renaissance. Cet habit traditionnel est à la fois un marqueur de l'identité nationale et un signe de rusticité. Depuis 1540 Gerald FitzGerald, officieusement roi d'Irlande, est l'objet de la rivalité ente la régence d’Édouard VI et de Henri II, qui se disputent son allégeance. La paix entre la France et l'Angleterre d'une part, la désunion des lords gaéliques d'autre part mettent à mal ce projet de vassalisation. Gerald FitzGerald rejoint la cause anglaise en juin 1549. Le portrait de Panurge remuant les babines comme un singe avec un chat agrippé à ses chausses avalise cette analyse, le félin rappelant les armes anglaises et le singe étant associé au Kildare depuis le XIIIe siècle.

## Aperçus sur l'intertextualité

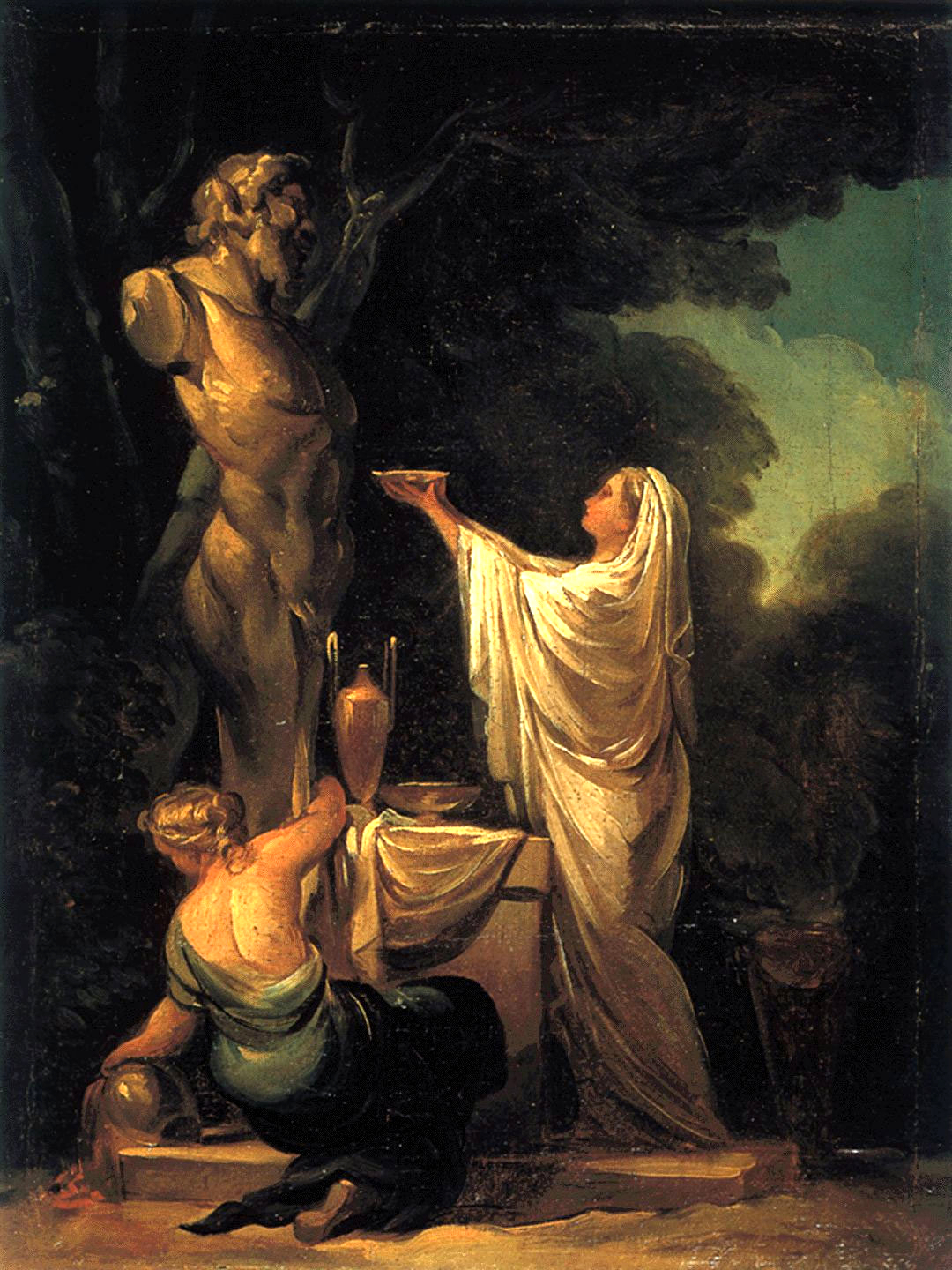
Relecture chrétienne d'un mythe grec décrit par Plutarque, l'évocation de la mort de Pan sur l'île des Macraeons est associée à la mort du Christ et à la victoire contre le mal dans la littérature de la Renaissance. Ce motif syncrétique est ainsi présent dans le De Etruriae regionis de Guillaume Postel et le Christianae Philosophae Praludium de Guillaume Bigot.

L'Histoire vraie de Lucien, les Macaronées de Teofilo Folengo et Le Disciple de Pantagruel attribué à Jehan d'Abundance sont trois sources majeures de l’inspiration rabelaisienne dans le Quart Livre.
Le géant Bringuenarilles et les Andouilles sont présentes dans Le Disciple de Pantagruel. Néanmoins, chez Rabelais le voyage possède une perspective qui amplifie la portée de sa source d'inspiration. Dans cette dernière, les évènements se juxtaposent sans que les protagonistes n'en complexifient l'interprétation par leurs récits. Les quelques motifs que reprend l’écrivain sont retravaillés et dotés d'un sens nouveau.
Les annotations marginales effectuées sur l’un des quatre exemplaires des Moralia de Plutarque ayant appartenu à Rabelais éclairent certains éléments de la genèse du Quart Livre. Les marginalia de cette compilation d'opuscules révèlent des passages ayant soulevés l’intérêt de l’écrivain. Le traité De la disparition des oracles inspire à Pantagruel ses réflexions sur la somme des âges au chapitre XXVII ou l’épisode de la mort de Pan raconté au chapitre suivant. Autre exemple, le rapprochement des idées et des atomes dont il est fait allusion sur l’île de Medamothi évoque la physique épicurienne exposée dans le Contre Colotès. Plus globalement, cette source témoigne de l’hellénisme de l'écrivain, puisqu'il commente des œuvres grecques non encore traduites en latin.
Le roman cite explicitement neuf fois le corpus hippocratique, ce qui manifeste une influence plus prononcée que dans les précédentes œuvres narratives. En outre, ce qui est également nouveau, la majeure partie vient du traité des Épidémies. Rabelais s'inspire des commentaires de Galien, de Jean d'Alexandrie et de Leonhart Fuchs à propos de ce texte, ce qui montre qu'il en a consulté plusieurs éditions. Il s'en réfère par exemple à propos de la complaisance du médecin envers le patient, de l'ingestion létale d'un serpent ou de l’évocation des Engastrimythes. Ce recueil d'observations a relancé l’intérêt pour l’observation clinique à la Renaissance et rejoint la tendance des humanistes à corriger les connaissances médiévales à l’aide de la philologie grecque. Il résume et met en application les enseignements d'Hippocrate exposés dans d'autres traités, ce qui explique son importance pour un médecin comme Rabelais.
Le Quart Livre combine plusieurs genres dramatiques de l'époque. Les diableries des mystères sont utilisées à des fins comiques dans l’opposition entre Panurge et Frère Jean ; ou à des fins satiriques pour dénoncer le caractère diabolique des Papimanes. Cette référence est explicitement soulignée dans le passage centré sur le mystère de la Passion à Saint-Maxent organisé par François Villon. La description de la diablerie met en avant les jeux pyrotechniques, le bruit de la performance et les interjections, dont le mot « brou », typique des diables des mystères.
Le marchandage entre Dindenault et Panurge fait directement allusion à la tractation dans La Farce de Maître Pathelin. Elle reprend à première vue la forme et la fonction de cette pièce et de ce genre dramatique. Il en inverse cependant les éléments, puisque le bagout de Pathelin trompait Guillaume tandis que le laconique Panurge triomphe des vantardises de Dindenault. Panurge se rend maître du discours en laissant la loquacité du beau parleur tourner à vide.
Le jour de l'embarquement de Pantagruel et de sa suite correspond au jour des Vestalia, le même mentionné dans la préface de L’Éloge de la folie.
Comme dans ses autres romans, Rabelais glisse en effet plusieurs allusions à Érasme, rejoignant sa satire des institutions ecclésiastiques, en particulier leur matérialisme et leur négation de la spiritualité authentique. Dans le Quart Livre comme dans l'opus érasmien précité, le personnage de Priape conjugue un répertoire grivois et des aspects christiques.

### Éditions anciennes
- Le Quart livre des faictz et dictz héroïques du noble Pantagruel. Composé par M. François Rabelais, docteur en médecine et calloier des isles Hieres, Lyon : [s. n.], 1548, Lire en ligne
- Le Quart livre des faicts et dicts heroiques du bon Pantagruel. Composé par M. François Rabelais docteur en medicine, Paris : Michel Fezandat, 1552, Lire en ligne

### Éditions modernes
- [Huchon 1994] François Rabelais (édition établie, présentée et annotée par Mireille Huchon avec la collaboration de François Moreau), Œuvres complètes, Paris, Gallimard, coll. « Bibliothèque de la Pléiade », 1994, 1801 p., 18 cm (ISBN 978-2-07-011340-8, BNF 35732557).
- François Rabelais (édition présentée, établie et annotée par Mireille Huchon), Quart Livre, Paris, Gallimard, coll. « Folio classique » (no 3037), 1998, 682 p. (ISBN 2-07-038959-6, BNF 36196450). .
- François Rabelais (édition critique commentée par Robert Marichal), Quart Livre, Paris, Gallimard, coll. « Textes littéraires français » (no 10), 1947, XXXVIII-413 p. (BNF 32551775)

### Études

#### Ouvrages
- Marie-Luce Demonet et Stéphan Geonget (dir.), Études rabelaisiennes, vol. 52 : Un joyeux quart de sentences, Genève, Droz, coll. « Travaux d'Humanisme et Renaissance » (no 509), 2012, 190 p. (ISBN 978-2-600-01607-0, présentation en ligne). .
- Gérard Defaux, Études rabelaisiennes, vol. 32 : Rabelais agonistes, du rieur au prophète : études sur Pantagruel, Gargantua, Le Quart Livre, Genève, Droz, coll. « Travaux d'Humanisme et Renaissance » (no 309), 1997, 627 p. (ISBN 2-600-00202-2, BNF 35869498, présentation en ligne). .
- Franco Giacone (dir.), Langue et sens du Quart Livre : actes du colloque organisé à Rome en novembre 2011, Paris, Classiques Garnier, coll. « Les mondes de Rabelais » (no 1), 2012, 443 p. (ISBN 978-2-8124-0366-8, BNF 42682956, présentation en ligne).
- Nicolas Le Cadet, Rabelais et le théâtre, Paris, Classiques Garnier, coll. « Les mondes de Rabelais » (no 5), 2020, 467 p. (ISBN 978-2-406-10450-6). .
- Myriam Marrache-Gouraud (dir.), Rabelais, aux confins des mondes possibles : Quart Livre, Paris, PUF, CNED, coll. « Collection CNED-PUF / XVIe siècle français », 2011, 194 p. (ISBN 978-2-13-059192-4). .
- V.-L. Saulnier, Rabelais, t. 2 : Rabelais dans son enquête. Étude sur le Quart Livre et le Cinquième Livre, Paris, Sedes, 1982, 356 p. (présentation en ligne). .
- Michael Screech (trad. de l'anglais), Rabelais, Paris, Gallimard, coll. « Tel », 1992, 640 p. (ISBN 978-2-07-012348-3).
- Paul J. Smith, Études rabelaisiennes, vol. 19 : Voyage et écriture : étude sur le Quart livre de Rabelais, Genève, Droz, coll. « Travaux d'humanisme et de la Renaissance » (no 217), 1987, 232 p. (BNF 34968326, présentation en ligne).
- (en) Alice Fiola Berry, The Charm of Catastrophe : A Study of Rabelais's Quart Livre, Chapel Hill, University of North Calorina Press, coll. « North Carolina Studies in the Romance Languages and Literatures », 2000, 174 p. (ISBN 978-0-8078-9271-8, lire en ligne).

#### Articles
- Michel Jeanneret, « Les paroles dégelées (Rabelais, Quart Livre, 48-65) », Littérature, no 17,‎ 1975, p. 14-20 (e-ISSN 1958-5926, DOI 10.3406/litt.1975.979, lire en ligne, consulté le 6 mars 2020).
- Gérard Defaux, « « Hoc est porcus meus » : Rabelais et les monstres du Quart Livre », Travaux de littérature, no 9,‎ 1996, p. 37-50 (ISSN 0995-6794).
- Christiane Deloince-Louette, « Mourir de rire, mourir pour rire dans le Quart Livre », Recherches & Travaux, no 67,‎ 2005, p. 103-112 (e-ISSN 1969-6434, DOI 10.4000/recherchestravaux.267, lire en ligne, consulté le 30 septembre 2020). .

### Quart Livre, édition de Mireille Huchon, Gallimard, Folio classique, 1998
1. ↑  Les éditions du Quart Livre, p. 649.
2. ↑  La première rédaction du Quart Livre (1548), p. 647.
3. 1 2  Note 2, p. 25.
4. ↑  Note 18, p. 30.
5. ↑  Citation de Rabelais, p. 33.
6. ↑  Note 28, p. 32.
7. ↑  Note 11, p. 618.
8. ↑  Note 1, p. 80.
9. ↑  Note 32, p. 86-88.
10. ↑  Note 1, p. 90.
11. ↑  Note 12, p. 92.
12. ↑  Notes 23 et 25, p. 94.
13. ↑  Citation de Rabelais, p. 103.
14. ↑  Note 14, p. 102.
15. ↑  Note 11, p. 118.
16. ↑  Citation de Rabelais, p. 129.
17. ↑  Note 2, p. 142.
18. ↑  Notes 1 et 4, p. 220.
19. ↑  Citation de Rabelais, p. 297.
20. ↑  Note 2, p. 296.
21. ↑  Note 1, p. 326.
22. ↑  Note 1, p. 352.
23. ↑  Note 1, p. 362.
24. ↑  Note 1, p. 366.
25. 1 2  Note 1, p. 406.
26. 1 2  Note 1, p. 428.
27. ↑  Note 1, p. 480.
28. ↑  Rabelais 1998, p. 493-495.
29. ↑  Note 1, p. 486.
30. ↑  Note 1, p. 588.
31. 1 2  Prologue de Michelle Huchon.
32. ↑  Note 22, p. 224.

### Autres références
1. ↑  Screech 1992, p. 409.
2. ↑  Screech 1992, p. 379.
3. ↑  Screech 1992, p. 380.
4. ↑  Screech 1992, p. 382.
5. ↑  Screech 1992, p. 410.
6. ↑  Screech 1992, p. 415-416.
7. ↑  Screech 1992, p. 382-383.
8. ↑  Richard Cooper, « Rabelais imaginaire : autour du Quart Livre de 1548 », dans Franco Giacone (dir.), Langue et sens du Quart Livre : actes du colloque organisé à Rome en novembre 2011, Paris, Classiques Garnier, 2012, p. 331-362.
9. ↑  Notice de Mireille Huchon, p. 1456-1457.
10. ↑  Marguerite Christol, « Odet de Coligny : Cardinal De Châtillon », Bulletin de la Société de l'histoire du protestantisme français, vol. 107,‎ 1961, p. 1-12 (lire en ligne, consulté le 26 juin 2021).
11. ↑  Anne-Marie Favreau-Linder, « Lucien et le mythe d’Ἡρακλῆς ὁ λόγος : le pouvoir civilisateur de l’éloquence », Pallas, no 81,‎ 2009, p. 155-168 (DOI 10.4000/pallas.6619, lire en ligne, consulté le 7 novembre 2020).
12. ↑  Daniel Ménager, « Anagnoste, ou comment tout devient clair », dans Marie-Luce Demonet et Stéphan Geonget, Études rabelaisiennes, vol. 52 : Un joyeux quart de sentences, Genève, Droz, coll. « Travaux d'Humanisme et Renaissance » (no 509), 2012, 190 p. (ISBN 978-2-600-01607-0), p. 11-21
13. ↑  Roland Henri Simon, « Les prologues du Quart Livre de Rabelais », The French Review, vol. 47, no 6,‎ 1974, p. 5-17 (DOI 10.2307/487529, lire en ligne, consulté le 9 mars 2020)
14. ↑  Smith 1987, p. 142.
15. ↑  (en) Eric McPhail, « Medamothi (4BK 2) », dans Elizabeth Chesney Zegura (dir.), The Rabelais Encyclopedia, Westport-Londres, Greenwood Publishing Group, 2004 (EAN 9780313310348), p. 155-156
16. ↑  Paul J. Smith, « Rabelais et la licorne, Revue belge de philologie et d'histoire, tome 63, fasc. 3, 1985, p. 477-503, p. 490, Lire en ligne
17. ↑  Jean Dufournet et Michel Rousse, Sur La farce de Maître Pathelin, Paris, Honoré Champion, coll. « Unichamp », 1986, 139 p. (ISBN 978-2-85203027-5), p. 84.
18. ↑  (en) Douglas L. Boudreau, « Dindenault(4BK 5-6) », dans Elizabeth Chesney Zegura (dir.), The Rabelais Encyclopedia, Westport-Londres, Greenwood Publishing Group, 2004 (EAN 9780313310348), p. 52-53
19. ↑  Émile V. Telle, « L'île des Alliances (Quart Livre, chap. IX) ou l'anti-Thélème », Bibliothèque d'Humanisme et Renaissance, vol. 14, no 1,‎ 1952, p. 159-175 (JSTOR 41429967, lire en ligne, consulté le 14 mars 2020)
20. ↑  (en) « Ennasin, or Island of the Alliances (4BK 9) », dans Elizabeth Chesney Zegura (dir.), The Rabelais Encyclopedia, Westport-Londres, Greenwood Publishing Group, 2004 (EAN 9780313310348), p. 68-69
21. ↑  (en) Katia Campbell, « Cheli (4BK 9) », dans Elizabeth Chesney Zegura (dir.), The Rabelais Encyclopedia, Westport-Londres, Greenwood Publishing Group, 2004 (EAN 9780313310348), p. 34-35
22. 1 2 3  Guy Demerson, « Rabelais, le passage critique de l’horrificque billevesée à l’exhibition de l’horrible réalité », dans Jean-Claude Arnould (éd.), L’Instant fatal : actes du colloque international organisé par le CÉRÉdI et le GEMAS (Université de la Manouba, Tunis), les jeudi 13 et vendredi 14 décembre 2007, Lire en ligne
23. 1 2  Chapitre XIII Comment à l'exemple de maistre François Villon le seigneur de Basché loue ses gens, p. 179-187.
24. ↑  Chapitre XIIII Continuation des Chiquanous daubbez en la maison de Basché, p. 189-195.
25. ↑  Denis Baril, « Le Disciple de Pantagruel (Les Navigations de Panurge), édition critique publiée par Guy Demerson et Christiane Lauvergnat-Gagnière », Bulletin de l'Association d'étude sur l'Humanisme, la Réforme et la Renaissance, no 16,‎ 1983, p. 81-83 (lire en ligne, consulté le 20 mars 2020)
26. 1 2  André Tournon, « Nargues, Zargues et le concept de trépas », Réforme, Humanisme, Renaissance, no 64,‎ 2007, p. 111-123 (DOI 10.3406/rhren.2007.3019, lire en ligne, consulté le 20 mars 2020)
27. ↑  (en) Margaret Harp, « Tempest, or storm (4BK 18-24) », dans Elizabeth Chesney Zegura (dir.), The Rabelais Encyclopedia, Westport-Londres, Greenwood Publishing Group, 2004 (EAN 9780313310348), p. 240-241
28. ↑  Diane Desrosiers-Bonin, « Macrobe et les âmes héroïques (Rabelais, Quart Livre, Chapitres 25 à 28) », Renaissance and Reformation / Renaissance et Réforme, vol. 11, no 3,‎ mars 2020, p. 211-221 (lire en ligne, consulté le 22 mars 2020).
29. ↑  (en) Karen Sorsby, « Quaresmeprenant », dans Elizabeth Chesney Zegura (dir.), The Rabelais Encyclopedia, Westport-Londres, Greenwood Publishing Group, 2004 (EAN 9780313310348), p. 199-200
30. ↑  (en) Elizabeth Chesney Zegura, « Physetere 4BK (33-34) », dans Elizabeth Chesney Zegura (dir.), The Rabelais Encyclopedia, Westport-Londres, Greenwood Publishing Group, 2004 (EAN 9780313310348), p. 186-187
31. 1 2  (en) Florence M. Weinberg, « Andouilles (chitterlings, sausages) », dans Elizabeth Chesney Zegura (dir.), The Rabelais Encyclopedia, Westport-Londres, Greenwood Publishing Group, 2004 (EAN 9780313310348), p. 7-8
32. ↑  (en) Florence M. Weinberg, « Ruach », dans Elizabeth Chesney Zegura (dir.), The Rabelais Encyclopedia, Westport-Londres, Greenwood Publishing Group, 2004 (EAN 9780313310348), p. 215-216
33. ↑  Franco Giacone, « Relecture de l’épisode de l'isle des Papefigues (Quart Livre, XLV-XLVII) », dans Franco Giacone (éd.), Langue et sens du Quart Livre, Paris, Classiques Garnier, 2012, p. 411-431
34. ↑  Annick Béague, Jacques Boulogne, Alain Deremetz et Françoise Toulze, Les visages d'Orphée, Villeneuve-d'Ascq, Presses universitaires du Septentrion, coll. « Histoire des religions », 1998, 128 p. (ISBN 2-85939-568-7, lire en ligne), p. 25.
35. ↑  Waldemar Donnea, « Orphée et l’oracle de la tête coupée », Revue Des Études Grecques, vol. 38, no 174,‎ 1925, p. 44-69 (lire en ligne, consulté le 17 mars 2021).
36. ↑  (frm + fr) François Rabelais, Marie-Madeleine Fragonard (dir.), Mathilde Bernard et Nancy Oddo (adaptation du moyen français (1400-1600) par Marie-Madeleine Fragonard), Les cinq livres des faits et dits de Gargantua et Pantagruel (éd. intégrale bilingue), Paris, Éditions Gallimard, coll. « Quarto », 2017, 1656 p., 21 cm (ISBN 978-2-07-017772-1), p. 1137
37. 1 2  (en) Gerard Lavatori, « Gaster, Messere(4BK 57-62) », dans Elizabeth Chesney Zegura (dir.), The Rabelais Encyclopedia, Westport-Londres, Greenwood Publishing Group, 2004 (EAN 9780313310348), p. 95-96
38. ↑  André Tournon, « Les inventions de Messer Gaster : prestiges et finalités des techniques », dans Rire pour comprendre : études sur Montaigne, Rabelais, Scève, La Fontaine..., Paris, Classiques Garnier, 2021 (ISBN 978-2-406-10736-1), p. 245-259.
39. ↑  (en) Paul J. Smith, « Chaneph (4BK 63-64) », dans Elizabeth Chesney Zegura (dir.), The Rabelais Encyclopedia, Westport-Londres, Greenwood Publishing Group, 2004 (EAN 9780313310348), p. 33
40. ↑  (en) Paul J. Smith, « Ganabin (4BK 65-67) », dans Elizabeth Chesney Zegura (dir.), The Rabelais Encyclopedia, Westport-Londres, Greenwood Publishing Group, 2004 (EAN 9780313310348), p. 90
41. ↑  Valerio Cordinier, « Au plus bas sens : l'explicit panurgique du Quart Livre », dans Franco Giacone (éd.), Langue et sens du Quart Livre, Paris, Classiques Garnier, 2012, p. 381-397
42. ↑  Marie-Luce Demonet, « Les drôleries du Quart Livre », dans Franco Giacone (éd.), Langue et sens du Quart Livre, Paris, Classiques Garnier, 2012, p. 129-150
43. ↑  Note 1 de la page 703, p. 1588-1589.
44. ↑  Frank Lestringant, « Le souffle et le sens. À propos du Physétère (Quart Livre, ch. 33-34) », dans Jean Céard et Marie-Luce Demonet (dir.), Études rabelaisiennes, t. XLIX : Rabelais et la question du sens : actes du colloque international de Cerisy-La- Salle (1er au 11 août 2000), Genève, Droz, 2011 (ISBN 978-2-600-01415-1, lire en ligne), p. 37-58.
45. ↑  Claude La Charité, « Le Quart Livre, récit de voyage imaginaire », dans Myriam Marrache-Gouraud, Rabelais aux confins des mondes possibles : Quart Livre, Paris, Cned, Presses Universitaires de France, 2011 (ISBN 978-2-13-059192-4), p. 38-64.
46. ↑  Marie-Luce Demonet, « Rabelais marin d'eau douce (Quart Livre) ? », dans Marie-Luce Demonet et Stéphan Geonget, Études rabelaisiennes, vol. 52 : Un joyeux quart de sentences, Genève, Droz, coll. « Travaux d'Humanisme et Renaissance » (no 509), 2012, 190 p. (ISBN 978-2-600-01607-0), p. 69-88.
47. ↑  Arthur P. Stabler, « Rabelais, Thevet, l’île des Démons et les paroles gelées », dans Études rablaisiennes, t. XI, Genève, Droz, coll. « Travaux d'humanisme et Renaissance » (no 139), 1974, XV-146 p., p. 57-62.
48. ↑  Alban Berson, « L’île aux démons : cartographie d’un mirage », sur blogues.banq.qc.ca site de la Bibliothèque nationale du Québec., 22 octobre 2020 (consulté le 10 octobre 2021).
49. ↑  Myriam Marrache-Gouraud, « Souvenirs de voyage. Le mémorable dans le Quart Livre », dans Marie-Luce Demonet et Stéphan Geonget, Études rabelaisiennes, vol. 52 : Un joyeux quart de sentences, Genève, Droz, coll. « Travaux d'Humanisme et Renaissance » (no 509), 2012, 190 p. (ISBN 978-2-600-01607-0), p. 89-102.
50. ↑  Frank Lestringant, « L’exotisme en France à la Renaissance de Rabelais à Léry », dans Dominique de Courcelles (dir.), Littérature et exotisme, XVIe – XVIIIe siècle, Paris, Publications de l’École nationale des chartes, 1997 (ISBN 2-900791-24-3, DOI 10.4000/books.enc.1038, lire en ligne), p. 5-16.
51. ↑  Smith 1987, p. 43-58.
52. ↑  Marie-Luce Demonet, « Les Argonautiques et le Quart Livre de Rabelais », dans Cécile Bost Pouderon et Bernard Pouderon, La réception de l’ancien roman de la fin du Moyen Âge au début de l’époque classique : actes du colloque de Tours, 20-22 octobre 2011., Lyon, Maison de l'Orient et de la Méditerranée Jean Pouilloux, coll. « Collection de la Maison de l'Orient méditerranéen ancien. Série littéraire et philosophique » (no 53), 2015 (ISBN 978-2-35668-052-5, lire en ligne), p. 133-145.
53. ↑  Frank Lestringant, « L'insulaire de Rabelais ou la fiction en archipel (pour une lecture topographique du Quart Livre) », dans Jean Céard et Jean-Claude Margolin (dir.), Études rabelaisiennes, t. 21 : Rabelais en son demi-millénaire : actes du colloque international de Tours (24-29 septembre 1984), Genève, Droz, coll. « Travaux d'humanisme et Renaissance » (no 225), 1988, p. 249-274.
54. ↑  Gérard Defaux, « Rabelais au large de Ganabin : de la fiction en archipel au symbolisme polémique », dans Études rabelaisiennes, t. 33 : Rabelais pour le XXIe siècle : actes du colloque du Centre d'études supérieures de la Renaissance, Chinon-Tours, 1994, Genève, Droz, 1998 (ISBN 2-600-00267-7), p. 212-240.
55. ↑  Smith 1987, p. 73-78.
56. ↑  Smith 1987, p. 83-107.
57. ↑  Smith 1987, p. 109-121.
58. ↑  Defaux 1997, p. 497-499.
59. ↑  Defaux 1997, p. 514-515.
60. ↑  Defaux 1997, p. 507-508.
61. ↑  Defaux 1997, p. 504-505.
62. ↑  Jean Lecointe, « Decorum et art du récit moral dans le Quart Livre », dans Marie-Luce Demonet et Stéphan Geonget, Études rabelaisiennes, t. 52 : Un joyeux quart de sentences, Genève, Droz, coll. « Travaux d'Humanisme et Renaissance » (no 509), 2012, 190 p. (ISBN 978-2-600-01607-0), p. 167-186.
63. ↑  Philip Ford, « Les interventions didactiques dans le Quart Livre », dans Diane Desrosiers, Claude La Charité, Christian Veilleux et Tristan Vigliano (éd.), Rabelais et l'hybridité des récits rabelaisiens, Genève, Droz, 2017 (ISBN 978-2-600-04731-9), p. 333-339.
64. ↑  Mireille Huchon, « Rabelais allégoriste », Revue d'histoire littéraire de la France, vol. 112, no 2,‎ 2012, p. 277-290 (DOI 10.3917/rhlf.122.0277, lire en ligne, consulté le 15 décembre 2020).
65. ↑  Raymond C. La Charité, « Le jeu de la narration dans le Quart Livre de Rabelais », dans Christine de Buzon (éd.), Le Roman à la Renaissance : actes du colloque international dirigé par Michel Simonin (Université de Tours, CESR, 1990), Lyon, Association d'Études sur la Renaissance, l'Humanisme et la Réforme, 2012 (lire en ligne).
66. ↑  Smith 1987, p. 30-34.
67. ↑  Frank Lestringant, « L'allégorie insulaire des Papimanes (Quart Livre, chapitre XLVIII) », dans Franco Giacone (éd.), Langue et sens du Quart Livre, Paris, Classiques Garnier, 2012, p. 221-231.
68. ↑  Florence M. Weinberg, « Le centre allégorique : le Physetère (Quart Livre, 33-34) », dans Rabelais et les leçons du rire : paraboles évangéliques et néoplatoniciennes, Orléans, Paradigme, coll. « L'atelier de la Renaissance », 2000 (ISBN 2-86878-193-4), p. 171-179.
69. ↑  Michel Jeanneret, « Quand la fable se met à table : nourriture et structure narrative dans le Quart Livre », Poétique, no 54,‎ 1983, p. 164-180 (lire en ligne, consulté le 3 octobre 2020).
70. ↑  Bernd Renner, « La fin du Quart Livre : apogée du Meslange satiricque », dans Diane Desrosiers, Claude La Charité, Christian Veilleux et Tristan Vigliano (éd.), Rabelais et l'hybridité des récits rabelaisiens, Genève, Droz, 2017 (ISBN 978-2-600-04731-9), p. 311-324.
71. 1 2 3  Claude La Charité, « La satire et l’odyssée des erreurs du XVIe siècle », dans Myriam Marrache-Gouraud, Rabelais aux confins des mondes possibles : Quart Livre, Paris, Cned, Presses Universitaires de France, 2011 (ISBN 978-2-13-059192-4), p. 65-89
72. ↑  Willem Frijhoff, « TALLON (Alain), La France et le Concile de Trente (1518-1563) », Archives de sciences sociales des religions, no 112,‎ 2000, p. 128-129 (DOI 10.4000/assr.20364, lire en ligne, consulté le 20 janvier 2021).
73. ↑  (en) Deborah Nichols Losse, « Decretals (Les Décrétales) (4BK 48-54) », dans Elizabeth Chesney Zegura (dir.), The Rabelais Encyclopedia, Westport-Londres, Greenwood Publishing Group, 2004 (EAN 9780313310348), p. 95-96
74. 1 2  Olivier Millet, « Les décrétales et le droit canon dans le Quart Livre », dans Franco Giacone (éd.), Langue et sens du Quart Livre, Paris, Classiques Garnier, 2012, p. 309-330
75. ↑  (en) Deborah Nichols Losse, « Homenaz (4BK 48-54) », dans Elizabeth Chesney Zegura (dir.), The Rabelais Encyclopedia, Westport-Londres, Greenwood Publishing Group, 2004 (EAN 9780313310348), p. 117-118
76. ↑  Stéphan Geonget, « Les « uranopètes decretales », le gallicanisme dans le Quart Livre », dans Marie-Luce Demonet et Stéphan Geonget, Études rabelaisiennes, vol. 52 : Un joyeux quart de sentences, Genève, Droz, coll. « Travaux d'humanisme et Renaissance » (no 509), 2012, 190 p. (ISBN 978-2-600-01607-0), p. 51-66.
77. ↑  Denis Bjaï, « Prières et oraisons dans le Quart Livre », dans Franco Giacone (éd.), Langue et sens du Quart Livre, Paris, Classiques Garnier, 2012, p. 169-181
78. ↑  Edwin M. Duval, « La messe, la cène et le voyage sans fin du Quart Livre », dans Jean Céard et Jean-Claude Margolin (dir.), Études rabelaisiennes, t. 21 : Rabelais en son demi-millénaire : actes du colloque international de Tours (24-29 septembre 1984), Genève, Droz, coll. « Travaux d'humanisme et Renaissance » (no 225), 1988, p. 131-141
79. ↑  Marianne Closson, « Les diables du Quart Livre », dans Franco Giacone (éd.), Langue et sens du Quart Livre, Paris, Classiques Garnier, 2012, p. 211-220
80. ↑  Defaux 1997, p. 25-26.
81. ↑  Verdun-Léon Saulnier, « Rabelais et le populaire : essai d'une présentation synthétique de Pantagruel », Lettres d'humanité, no 8,‎ décembre 1949, p. 149-179 (DOI 10.3406/bude.1949.6814, lire en ligne, consulté le 6 février 2021).
82. ↑  Saulnier 1982, p. 118-119.
83. ↑  Saulnier 1982, p. 38-39.
84. ↑  Saulnier 1982, p. 142-146.
85. ↑  Defaux 1997, Chapitre VIII. Rabelais, Le Quart Livre et la crise gallicane de 1551 : satire et allégorie, p. 459-462.
86. ↑  Defaux 1997, Chapitre VIII. Rabelais, Le Quart Livre et la crise gallicane de 1551 : satire et allégorie, p. 468.
87. ↑  Screech 1992, p. 416.
88. ↑  Lionello Sozzi, « Quelques aspects de la notion de « dignitas hominis » dans l’œuvre de Rabelais », dans Jean Céard et Jean-Claude Margolin, Études rabelaisiennes, t. XXI : Rabelais en son demi-millénaire. Actes du colloque international de Tours (24-29 septembre 1984), Genève, Droz, 1988 (lire en ligne), p. 167-174.
89. ↑  Anne-Pascale Pouey-Mounou, « « Se prendre aux mots comme un homme : » responsabilité verbale et gratuité du langage dans le Quart Livre », dans Franco Giacone (éd.), Langue et sens du Quart Livre, Paris, Classiques Garnier, 2012, p. 95-107
90. ↑  Maria Proshina, « Détournement proverbial dans le Quart Livre », dans Franco Giacone (éd.), Langue et sens du Quart Livre, Paris, Classiques Garnier, 2012, p. 69-82
91. ↑  Bérengère Basset, « Les apophtegmes (Plutarque, Erasme) dans le Quart Livre : pour un usage « vertueux » du bon mot », dans Marie-Luce Demonet et Stéphan Geonget, Études rabelaisiennes, vol. 52 : Un joyeux quart de sentences, Genève, Droz, coll. « Travaux d'Humanisme et Renaissance » (no 509), 2012, 190 p. (ISBN 978-2-600-01607-0), p. 155-165.
92. ↑  Paola Cifarelli, « Écriture de la discontinuité : à propos de la liste des cuisiniers du Quart Livre », L'Année rabelaisienne, Classiques Garnier, no 1,‎ 2017, p. 145-159.
93. ↑  Romain Menini, « “Babillebabou. (disoit il) voicy pis qu'antan” : l'onomatopée dans le Quart livre », dans Anna Arzoumanov & Cécile Narjoux, Styles, genres, auteurs, vol. 11 : Béroul, Rabelais, La Fontaine, Saint Simon, Maupassant, Lagarce, Paris, Presses de l'université Paris-Sorbonne, 2011 (ISBN 978-2-84050-801-4, lire en ligne), p. 37-54.
94. ↑  Michel Jeanneret, « Les paroles dégelées (Rabelais, Quart Livre, 48-65) », Littérature, no 17,‎ 1975, p. 14-20 (e-ISSN 1958-5926, DOI 10.3406/litt.1975.979, lire en ligne, consulté le 6 mars 2020)
95. ↑  Screech 1992, p. 528-529.
96. ↑  Screech 1992, p. 540-542.
97. ↑  Screech 1992, p. 535-536.
98. ↑  Screech 1992, p. 547.
99. ↑  Screech 1992, p. 551.
100. ↑  Screech 1992, p. 560.
101. ↑  Screech 1992, p. 562.
102. ↑  Christian Michel, « Paroles gelées, paroles dégelées, paroles en l’air : pluralité des signes et poétique du sens dans le Quart Livre », Poétique, vol. 1, no 189,‎ 2021, p. 69-88 (DOI 10.3917/poeti.189.0069, lire en ligne, consulté le 12 juin 2022).
103. ↑  Jean-Louis Benoit, « Faut-il interpréter le mythe des paroles gelées ? Le Quart Livre de Rabelais (chap. LV et LVI) », L’École des lettres,‎ 2001, p. 37-44 (lire en ligne, consulté le 13 juin 2022).
104. ↑  Jean-Charles Monferran, « Des bruits du Quart Livre », dans Franco Giacone (éd.), Langue et sens du Quart Livre, Paris, Classiques Garnier, 2012, p. 295-307
105. ↑  Frédéric de Buzon, « Par nature, par bécarre et par bémol : notations sur Rabelais et la musique », dans Marie-Luce Demonet et Stéphan Geonget, Études rabelaisiennes, vol. 52 : Un joyeux quart de sentences, Genève, Droz, coll. « Travaux d'Humanisme et Renaissance » (no 509), 2012, 190 p. (ISBN 978-2-600-01607-0), p. 103-117.
106. ↑  Christiane Deloince-Louette, « Mourir de rire, mourir pour rire dans le Quart Livre », Recherches & Travaux, vol. 67,‎ 2005, p. 103-112 (DOI 10.4000/recherchestravaux.267, lire en ligne, consulté le 24 juin 2021).
107. ↑  André Tournon, « Jeux de massacre : la « tragique farce » du seigneur de Basché », dans Rire pour comprendre : études sur Montaigne, Rabelais, Scève, La Fontaine..., Paris, Classiques Garnier, 2021 (ISBN 978-2-406-10736-1), p. 261-270.
108. ↑  John O'Brien, « Évolution, déclin, transition : poétique du changement et expression tragicomique dans le Quart Livre », dans Marie-Luce Demonet et Stéphan Geonget, Études rabelaisiennes, vol. 52 : Un joyeux quart de sentences, Genève, Droz, coll. « Travaux d'Humanisme et Renaissance » (no 509), 2012, 190 p. (ISBN 978-2-600-01607-0), p. 143-154
109. ↑  Louise Millon, « Voyage et bêtes curieuses dans le Quart Livre », Le Verger, no 1,‎ 2012, p. 15 (lire en ligne, consulté le 20 janvier 2021).
110. ↑  Michel Hansen, « La figure du Monstre dans le Pantagruel », Bulletin de l'Association d'étude sur l'humanisme, la Réforme et la Renaissance, no 24,‎ 1987, p. 24-45 (e-ISSN 1969-654X, DOI 10.3406/rhren.1987.1567, lire en ligne, consulté le 3 octobre 2020).
111. ↑  Michel Jeanneret, « Rabelais, les monstres et l'interprétation des signes (Quart Livre 18-42) », dans Raymond C. La Charite (dir.), Writing the Renaissance :  essays on sixteenth-century French literature in honor of Floyd Gray, Lexington, French Forum, coll. « French forum monographs » (no 77), 1992 (ISBN 0-917058-81-X, lire en ligne), p. 65-76.
112. 1 2  Florence Dobby-Poirson, « Entre les Mirabilia et l’étude anatomique, Quaresmeprenant », dans Diane Desrosiers, Claude La Charité, Christian Veilleux et Tristan Vigliano (éd.), Rabelais et l'hybridité des récits rabelaisiens, Genève, Droz, 2017 (ISBN 978-2-600-04731-9), p. 513-522.
113. 1 2  John Parkin, « Quaresmeprenant revu », dans Diane Desrosiers, Claude La Charité, Christian Veilleux et Tristan Vigliano (éd.), Rabelais et l'hybridité des récits rabelaisiens, Genève, Droz, 2017 (ISBN 978-2-600-04731-9), p. 503-512.
114. ↑  Aya Iwashita-Kajiro, « Le monstrueux et la narration fabuleuse dans le Quart livre de Rabelais », Los Sguardo, vol. 2 « Spazi del mostruoso. Luoghi filosofici della mostruosità », no 9,‎ 2012, p. 209-2017 (ISSN 2036-6558, lire en ligne, consulté le 3 octobre 2020).
115. ↑  Pierre Astruc, « Rabelais botaniste, anatomiste et physiologiste », Revue d'histoire des sciences et de leurs applications, vol. 6, no 3,‎ 1953, p. 250-261 (DOI 10.3406/rhs.1953.3058, lire en ligne, consulté le 6 janvier 2023).
116. ↑  Peter Frei, « Créations de l'obscène : des Chroniques gargantuines au Quart Livre », dans François Rabelais et le scandale de la modernité : pour une herméneutique de l'obscène renaissant, Genève, Droz, coll. « Travaux d'Humanisme et Renaissance », 2015, 264 p., p. 215-230.
117. ↑  (en) Florence M. Weinberg, « Layers of Emblematic Prose: Rabelais’ Andouilles », The Sixteenth Century Journal, vol. 26, no 2,‎ 1995, p. 367–377 (DOI 10.2307/2542796, lire en ligne, consulté le 24 avril 2022).
118. ↑  Yvan Loskoutoff, « Un étron dans la cornucopie : la valeur évangélique de la scatologie dans l’œuvre de Rabelais et de Marguerite de Navarre », Revue d'histoire littéraire de la France, vol. 95, no 6,‎ 1995, p. 906–932 (lire en ligne, consulté le 25 avril 2022).
119. ↑  Mireille Huchon, « L'or du temps », dans Franco Giacone (éd.), Langue et sens du Quart Livre, Paris, Classiques Garnier, 2012, p. 109-127.
120. ↑  Jean-Pierre Dupouy, « Comment Panurge se conchia de safran d'Hibernie ou le mot de la fin dans le Quart Livre de Rabelais », L'Année rabelaisienne, Classiques Garnier, no 6,‎ 2022, p. 227-243 (ISSN 2552-3848)
121. ↑  Raphaële Garrod, « Rire jaune - L'énigme du safran au finale du Quart Livre : du jeu philologique à la satire politique », L'Année rabelaisienne, Classiques Garnier, no 6,‎ 2022, p. 245-267 (ISSN 2552-3848)
122. ↑  (en) M. A. Screech, « The death of Pan and the death of heroes in the fourth book of Rabelais : a study in syncretism », Bibliothèque D'Humanisme Et Renaissance, vol. 17, no 1,‎ 1955, p. 36-55 (lire en ligne, consulté le 31 janvier 2021).
123. ↑  Smith 1987, p. 40.
124. ↑  Jehan d'Abundance (édition critique publiée par Guy Demerson et Christiane Lauvergnat-Gagnière), Le disciple de Pantagruel (Les navigations de Panurge), Paris, Librairie Nizet, coll. « Société des textes français modernes », 1982, LXXXII-98 p. (ISBN 2-86503-175-6, présentation en ligne), p. XLIX-LIII
125. ↑  Romain Menini, « L'influence des « Moraulx de Plutarche » sur le Quart Livre : d'après certaines annotations de l’exemplaire BnF GR Rés. g. R. 33 », dans Franco Giacone (éd.), Langue et sens du Quart Livre, Paris, Classiques Garnier, 2012, p. 183-206
126. ↑  Claude La Charité, « Rabelais lecteur d'Hippocrate dans le Quart Livre », dans Franco Giacone (éd.), Langue et sens du Quart Livre, Paris, Classiques Garnier, 2012, p. 233-259
127. 1 2  Le Cadet 2021, p. 233.
128. ↑  Le Cadet 2021, p. 115.
129. ↑  Le Cadet 2021, p. 123-125.
130. ↑  Bernadette Rey-Flaud, « Quand Rabelais interroge la farce : les moutons de Panurge et l'épilogue du Pathelin », Littératures, no 15,‎ automne 1986, p. 7-18 (DOI 10.3406/litts.1986.1876, lire en ligne, consulté le 14 mars 2020)
131. ↑  Yves Cambefort, « ‘Grand Vietdaze Priapus’ : éléments d’une mythologie érasmo-Rabelaisienne », Revue d’Histoire Littéraire de La France, vol. 95, no 6,‎ 1995, p. 867-886 (lire en ligne, consulté le 24 avril 2022).